# Rombach-le-Franc
Pour les articles homonymes, voir Rombach et Franc.
Rombach-le-Franc [ʁɔ̃ba lə fʁɑ̃] est une commune française située dans la circonscription administrative du Haut-Rhin et, depuis le 1er janvier 2021, dans le territoire de la Collectivité européenne d'Alsace, en région Grand Est.
Cette commune se trouve dans la région historique et culturelle d'Alsace (malgré son appartenance historiquement à la Lorraine) .
Le village fait partie du canton de Sainte-Marie-aux-Mines et de l'arrondissement de Colmar-Ribeauvillé. Ses habitants sont appelés les Rombéchats.

## Géographie

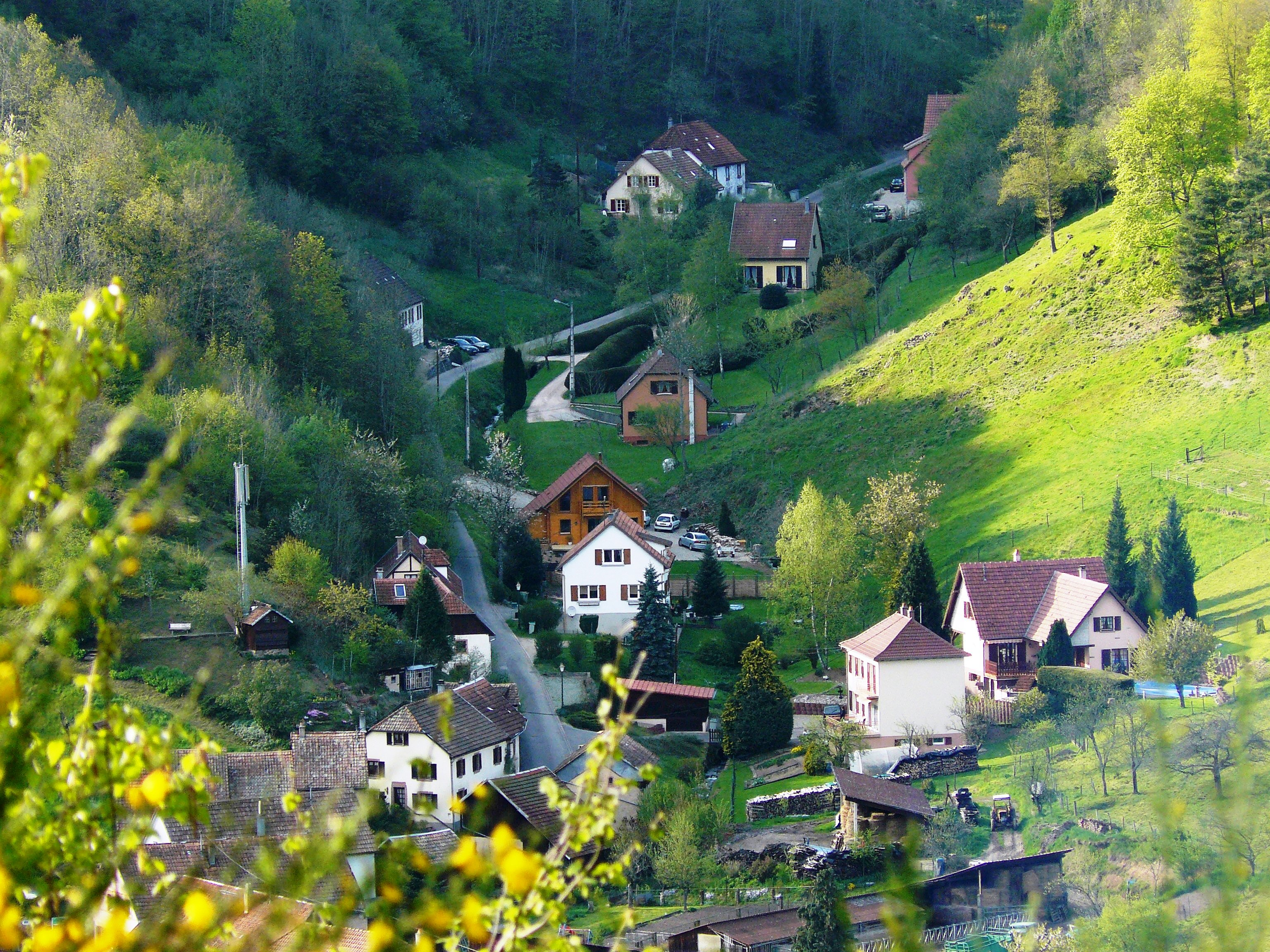
Vers Pierreusegoutte à Rombach-le-Franc.

Rombach-le-Franc est un village qui s'étire en longueur au fond d'une vallée traversée par un ruisseau qui porte son nom, qui est un affluent de la rive gauche de la Lièpvrette. Il est à la limite de trois départements (Haut-Rhin, Bas-Rhin, et Vosges) au-dessus du col de la Hingrie (749 mètre d'altitude) qui se rejoignent au Nord-Ouest.
À environ cinq kilomètres du village, se trouve le hameau de la Hingrie, traversé par le Rombach et rejoint par les ruisseaux du Volbach et de Bestégoutte et de nombreuses sources en provenance du Barançon, du Creux-Chêne, de la Besse des pentes, de Biagoutte, de Voulhimont, de la Chambrette, de Naugigoutte. En venant du hameau de la Hingrie à l'entrée du village, le Rombach est également rejoint par le ruisseau de Pierreusegoutte, puis par le Broru (venant de la Chambrette) et le La Guesse (derrière l'église), et vers la sortie en direction de Lièpvre par les eaux de Hargoutte et de la Vaurière. La Hingrie fait partie d'un ensemble de plusieurs lieux-dits, dont d'anciennes fermes appelées Haute-Fontaine, Schlingoutte, Foa, Bestégoutte, dont certains étaient peuplés avant le XVIIIe siècle par des anabaptistes.

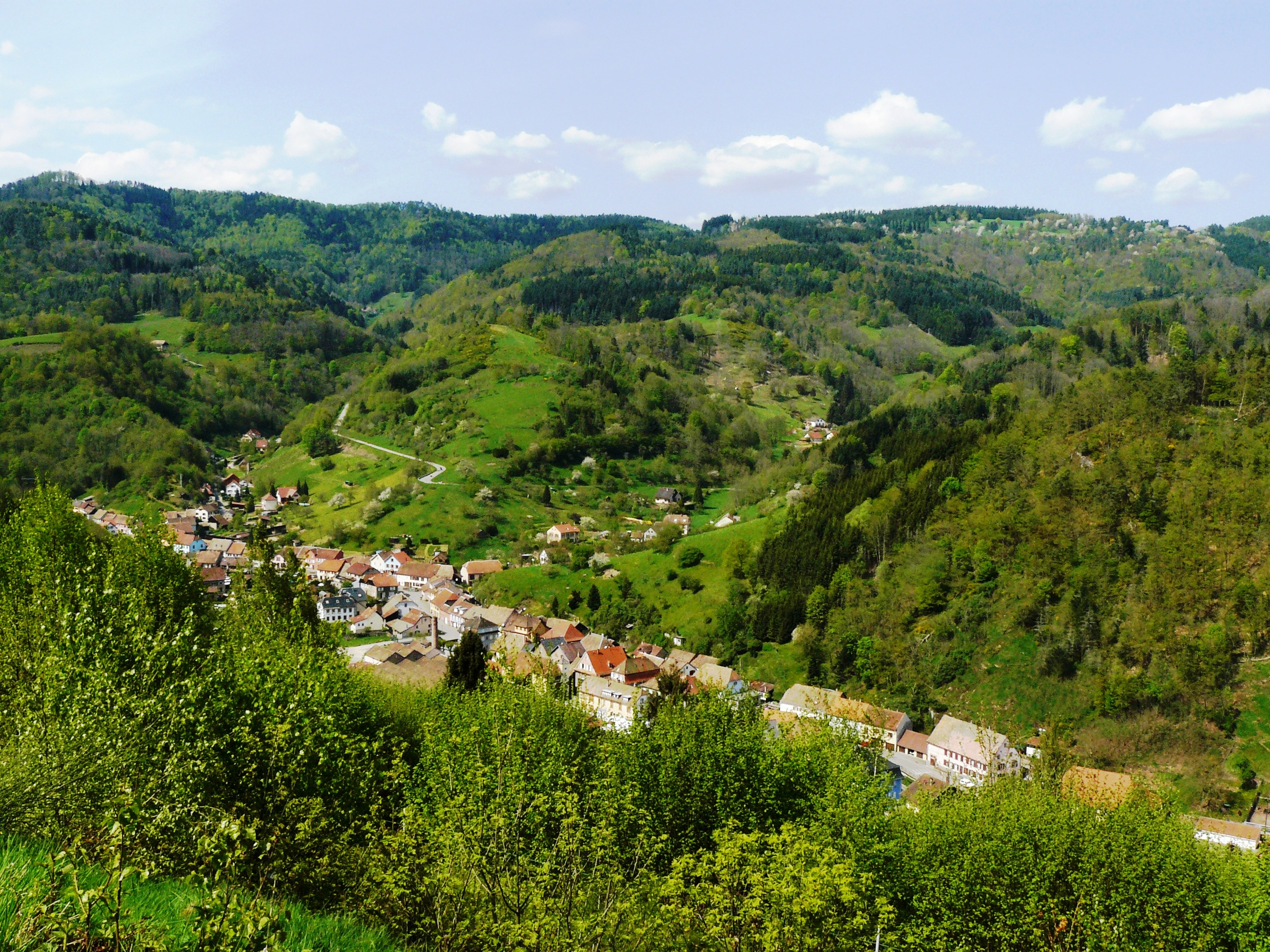
Vue sur le milieu du village et Pierreusegoutte.

| - OpenStreetMap Limite communale. |

Rombach-le-Franc est à deux kilomètres du centre de Lièpvre qui se trouve au confluent du Rombach et de la Lièpvrette (Lièpvrette = appelée Laimaha dans les diplômes de Charlemagne et de Lothaire Ier, en 774 et 854). La route départementale D 48, construite en 1904, qui part de Lièpvre et qui passe par Rombach-le-Franc rejoint le village de Fouchy par le col du même nom (607 mètres d'altitude). Lièpvre commande à la fois l'entrée de la petite vallée du Rombach et vers l'amont, l'importante vallée de la Lièpvrette avec les communes de Sainte-Croix-aux-Mines et de Sainte-Marie-aux-Mines chef-lieu du canton qui se trouve à huit kilomètres vers l'ouest et vers le sud Aubure. Les cinq communes, avec Aubure, forment une entité géographique appelée successivement Val de Lièpvre, vallée de Sainte-Marie-aux-Mines et maintenant le Val d'Argent.
À quinze kilomètres à l'est de la commune se trouve la ville de Sélestat.
Le village de Rombach-le-Franc est situé au centre du territoire communal, à une altitude de 300 mètres. Les montagnes qui l'entourent sont composées essentiellement par du grès rose reposant sur un socle de granit gris, qui encerclent tout le village, à l'exception de la partie sud. Le vallon de Pierreusegoutte marque la séparation géologique[réf. nécessaire] entre les Vosges gréseuses à l'est et les Vosges granitiques à l'ouest.
Les habitants de Rombach-le-Franc sont appelés les Rombéchats ou Rombéchates. Appelé pendant des siècles L’Allemand-Rombach, le nom du village a été modifié le 2 décembre 1918 en Rombach-le-Franc à la suite d'une décision du conseil municipal pour rappeler l'importance du rattachement de la commune à la France.
C'est une des 188 communes du parc naturel régional des Ballons des Vosges.

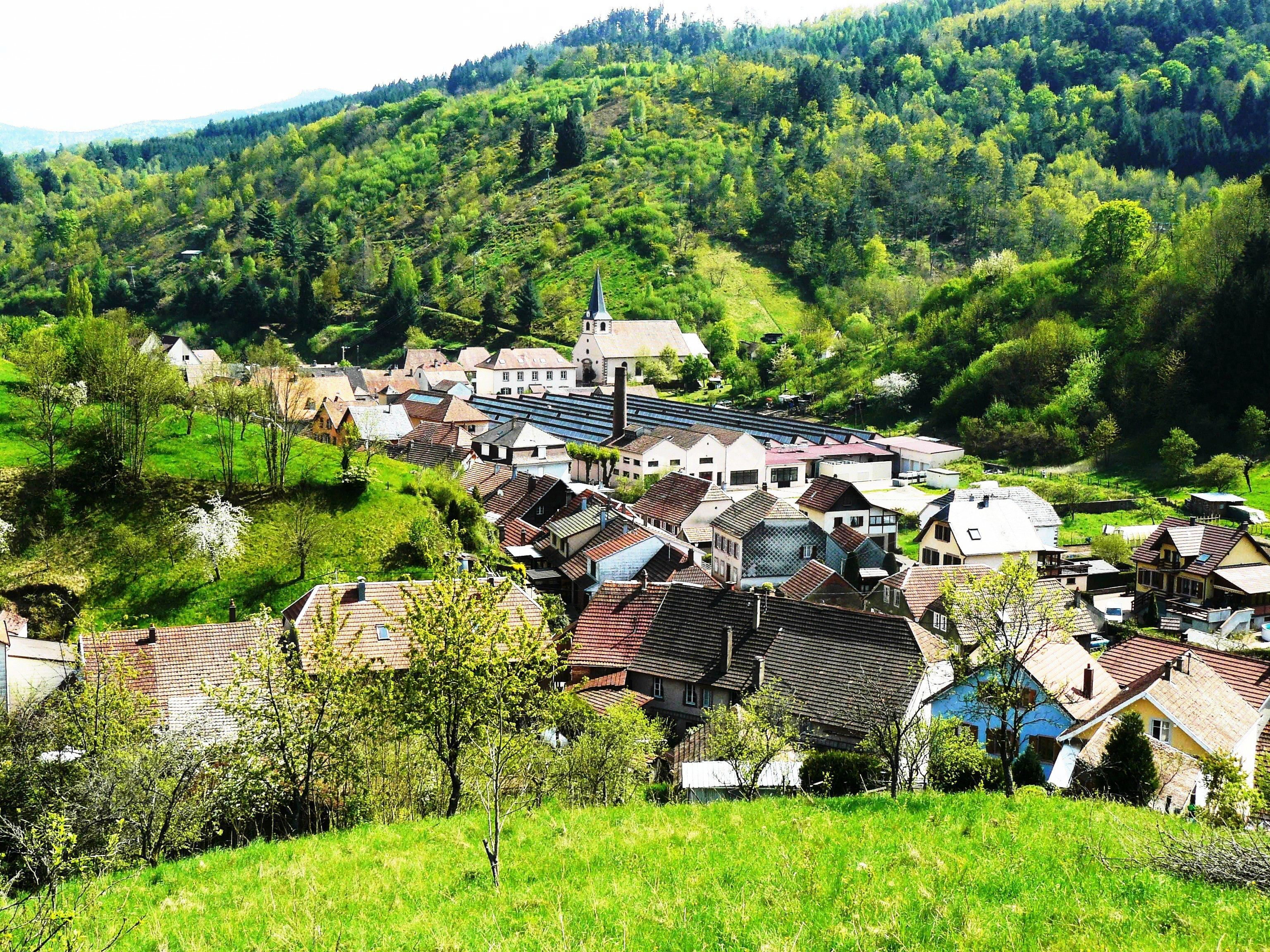
Le village depuis la route du col de Fouchy.

| Lubine                 | Urbeis           | Fouchy Bas-Rhin Breitenau Bas-Rhin    |
|                        | Rombach-le-Franc | Neubois Bas-Rhin La Vancelle Bas-Rhin |
| Sainte-Croix-aux-Mines |                  | Lièpvre                               |

### Écarts et lieux-dits
80 lieux-dits : À la Grange, Au Schéna, Aux Fourneaux, Barançon, Beaux Champs, Belhengoutte, Bessecôte, Besse des pentes, Bestégoutte, Bestegoutte et Gros Baie, Biagoutte, la Biaise, Biastert-Bois, Blicombe, Boidosot, Brangra et Chete Chêne, Chambi, Champs Balo, Champs des Huttes, Champs des pierres, Chaussotte, Chat pendu, Chenelle (ou Chenhel), Cheval poirier, Colline du Barançon, Conterain, Couty, Degelingoutte, Devant Barançon, Devant Brangna, Devant la croix, Devant la Gange, Devant Nodévo, Devant Naltérain, Feignet, Foa, Froide Goutelle, Gelingoutte, Gérard Goutelle, Grand Haut, Grand Pré, Grande Goutte, Grosbai, Hargoutte, Haute Fontaine, Haute Garde, Hingrie, la Chambrette, la Goutelle, Laguesse, la Longire, Lançoir, Langrie, la Rochette, Mangoutte, Hergauhenneux, Naugigoutte, le Naltérin, les Osières, Perdaugoutte, le Petit Haut, Pierreusegoutte, le Pré des huttes, Pré Gravier, Pré le Saint, Prérébois, le Rain de l'Annot, Raingai, Raingouttel, Réguiseure, La Rochette, Salanville, Langoutelle, la Vaurière, Vauthiermont, Village, Volbach, Vougapré, Vougnigoutte, Voulhigoutte, Voulhimont, Vourogoutte.

### Les cours d'eau
- Le Bestegoutte (prend sa source à la Hautegarde à 670 mètres d'altitude)
- Le Biagoutte (prend sa source au Chat pendu à 596 mètres d'altitude)
- Le Broru
- La Guesse (derrière l'église)
- Le Hargoutte
- Le Naugigoutte
- Le Pierreusegoutte
- Le Rombach (qui prend sa source au col de la Hingrie à 749 mètres d'altitude. Le Rombach reçoit toutes les eaux de source, puis se jette dans la Lièpvrette)
- La Vaurière (prend sa source au Grand Haut)
- Le Volbach (prend sa source au Nalterin à 704 mètres d'altitude)
- Le Gelingoutte
- Le ruisseau de la Haute-Fontaine
- Le ruisseau du Noirceux
- Le ruisseau de la vierge

### Toponymie
Le nom de la Lièpvrette anciennement Leber, Labar remonte sans doute à Labarā, comme les rivières Leber (Lebra 1105), Laber (Bavière, Palatinat; Allemagne), Laver (Yorkshire; GB) et doivent signifier « la sonore », du mot celtique labaro-, labro- « éloquent, bavard, sonore ». Cf. gallois llafar « loquace » ; breton labar « parler, dire ».
C'est à l’époque mérovingienne qu'apparaissent les premiers toponymes en -heim, mot germanique désignant la propriété et que l'on retrouve dans les principaux centres de la région de la Moyenne Alsace (Kintzheim et Bergheim). Des Germains romanisés fondent des établissements dont les noms se terminent en -willer ou en -wihr (ex. : Radbaldovillare 768, Rebawiller 1508, aujourd'hui appelé Ribeauvillé en français et  Rappoltsweiler en allemand). Les propriétaires francs font venir par la suite sur leurs domaines des cultivateurs de langue romane, d'où l'apparition de nouveaux noms issus de l'idiome roman.
Autre particularité : les noms en -goutte, que l'on retrouve aussi en Bourgogne. Bien que l'appellatif dialectal vosgien soit plutôt got ou gotte, il signifie souvent « source, fontaine, ruisseau ». Gemaingoutte désignerait ainsi l'endroit de « fontaines jumelles », c'est-à-dire deux sources ou fontaines. Ceci se confirme sur le terrain. Comme le centre d'une maisonnée avec ses dépendances peut être défini par une fontaine, une forme romanisée du germanique god 'propriété' a pu prendre la place (cf. vieux haut allemand guot, allemand Gut). Ainsi Maisonsgoutte est-il attesté  sous la forme Maisongod en 1473 par influence allemande. On trouve de nombreux exemples de l'emploi de cet appellatif : Belhengoutte ; Degelingoutte ; Gelingoutte ; Hargoutte ; Naugigoutte, Perdaugoutte ; Vourogoutte (Rombach-le-Franc) ; Entregoutte (Lièpvre) ; Rougigoutte (Sainte-Croix-aux-Mines) ; Mongoutte (Sainte-Marie-aux-Mines) ; Chevregoutte (Le Bonhomme) ; Codongoutte (Lapoutroie) peuvent ainsi faire référence à une fontaine.

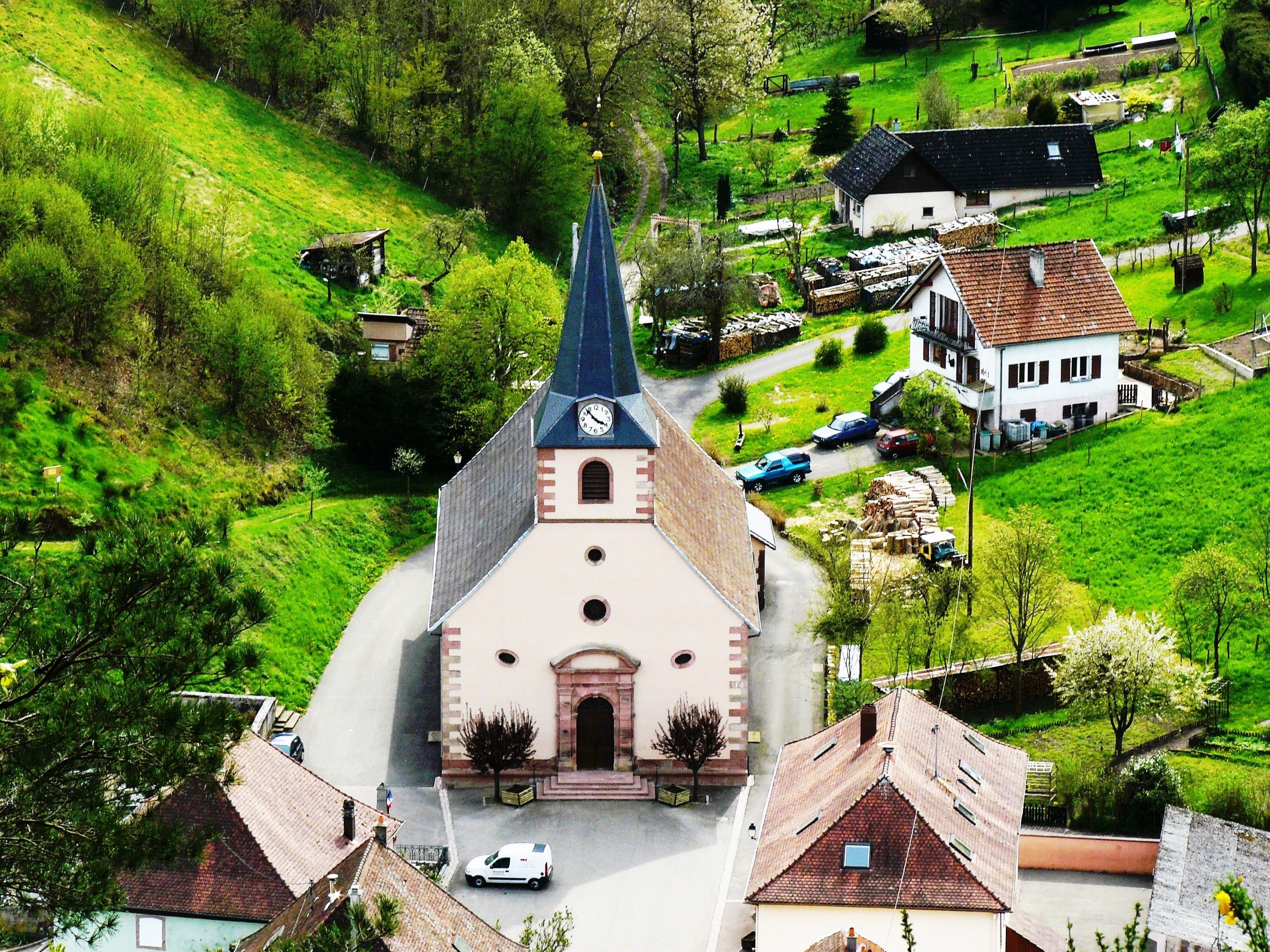
L'église Sainte-Rosalie vue depuis la colline du Cheval Poirier au lieu-dit les Roches.

Le Rombach attesté en 1425 sous une forme allemande Rumbach est le nom donné au cours d'eau qui traverse le village et qui prend sa source au col de la Hingrie située à 749 mètres d'altitude. Le Rombach est le principal affluent de la rive gauche de la Lièpvrette, le confluent se situant dans la localité de Lièpvre situé à deux kilomètres.
Il existe un dédale de collines et de hauteurs sur la rive nord de la Lièpvre entre Sainte-Marie et Liepvre. Il est possible qu'une forme « Rombè » avec *bè « montagne » (issue de berg « montagne ») ait existé pour désigner la principale hauteur. Le nom du ruisseau daterait de l'époque mérovingienne vers le VIe ou VIIe siècle. Selon la coutume franque, et afin de garantir la fidélité des guerriers, les successeurs de Clovis avaient pour habitude de distribuer des terres sous la responsabilité d'un chef. Dans ce cas il fut confié à un propriétaire Franc du nom de Rumo.
À cet anthroponyme fut ajouté le mot germanique bach (du germanique commun *bakiz), c'est-à-dire ruisseau. On retrouve le nom de Rombach dans plusieurs lieux-dits ou villages actuels : Rombas en Moselle, Rombach (dans le Brisgau) le Petit Rombach, le Grand Rombach dans le Val de Lièpvre à 5 km de la commune de Rombach-le-Franc, mais aussi Martelange-Rombach dans le canton de Redange au Grand-Duché de Luxembourg. Ainsi ce Rumo, propriétaire de plusieurs domaines, est sans doute l'instigateur d'une communauté rurale et peut être considéré comme le fondateur de Rombach.
La plus ancienne apparition conservée du nom de ce ruisseau se trouve dans un parchemin de Charlemagne où est mentionnée une donation qu'il fit à l'abbé Fulrad, fondateur du prieuré de Lièpvre le 14 septembre 774 qui se trouve aux Archives nationales. Dans ce parchemin le Rombach est désigné sous sa forme carolingienne, Rumbach.

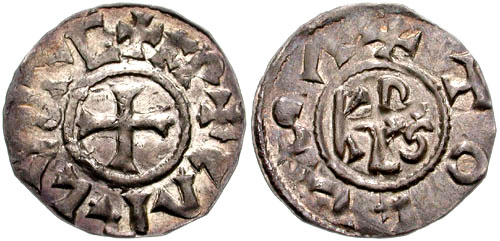
Denier sous Charlemagne.

Quant au deuxième nom Allemand, il proviendrait du mot Allmend (en alsacien : le terrain communal) qui désignait des terres appartenant à l’Empire mises gracieusement à la disposition d'une communauté de citoyens. Le terme Allmend est probablement apparu vers le XIe siècle lorsque Frédéric de Souabe le fondateur de la lignée des Hohenstaufen s'est emparé d'une grande partie de l'Alsace dont entre autres le Val de Lièpvre. Ce terme a ensuite été déformé dans son phonétisme et son vocabulaire par les influences des populations alémaniques et welches. Ce mot a été utilisé dans l'idiome alsacien dans les transactions avec les habitants de Rombach-le-Franc que les Welches prononcèrent par Almend Rumbach. La transformation du mot Almend vers le mot Allemand peut s'expliquer par la tradition orale du parler d'autrefois. À l'époque peu de gens savaient lire et écrire. Les documents de l'époque se fondaient donc d'après le langage populaire d'où des déformations possibles. On en trouve des preuves dans les archives de Meurthe-et-Moselle où la commune est désignée en 1486 par Lalman Rombach et en 1519 par Alman Rombach. Thierry Alix, président de la chambre des comptes du duc de Lorraine désigne dans son chapitre publié en 1594 la commune sous le nom de Almon Rombach. La Cosmographie de Sébastien Munster publiée à Bâle en 1550 appelle le village par son nom latin Germanicum Rumpach .
Dès 1383, le prieuré Sainte-Foy de Sélestat entre en possession de terres et de forêts à Rombach-le-Franc. Il devient ainsi propriétaire de la forêt du Hantchy ou Hantché que les germanophones appellent le Langerain. Le village est appelé Thuescherumbach par les moines de Sélestat, ce qui est la traduction du mot Allemand Rombach qui était la forme primitive du nom de la commune à partir du XIVe siècle. C'est peut-être là l'explication du nom du village et il ne faut sans doute pas y voir d'autres explications. D'autant plus, que contrairement à ce qui a pu être dit il n'y a jamais eu dans le village une importante communauté d'Allemands. D'après les archives, Rombach-le-Franc a toujours eu une importante population d'origine française. En 1585 et 1588 sur 64 noms d'un côté et 49 de l'autre, on relève à peine trois noms d'origine allemande à Rombach-le-Franc, ce qui semble indiquer une très forte proportion d'habitants de langue française. Tous les anciens documents de cette époque qui se trouvent aux Archives de Meurthe-et-Moselle (puisque Rombach-le-Franc a fait partie du Duché de Lorraine) évoquent les lieux-dits par des noms à consonance française : la Hingrie, la Vaurière, la Chambrette, Prérébois auxquels viennent s'ajouter de nombreux noms en « goutte » qui désignent une petite vallée : Hargoutte, Naugigoutte, Biagoutte, Vougnigoutte, Pierreusegoutte, Vourogoutte, etc..
Le chat pendu dont l'origine n'est toujours pas connue a sans doute une relation avec le patois vosgien et pourrait s'expliquer par essaim perdu provenant du mot chapture,. On retrouve d'ailleurs des similitudes dans l'autre partie du versant vosgien et dans le Val d'Orbey où plusieurs lieux-dits ont des noms qui se terminent en « goutte ». Dépendant administrativement des ducs de Lorraine à partir du XVe siècle, Rombach-le-Franc fait partie d'une enclave lorraine jouxtant la frontière avec l'Alsace. Certains lieux rappellent cette annexion : le chemin de Lorraine qui relie la Hingrie au département des Vosges vers Lubine (Vosges) ou encore le « Pré de Lorraine », une ancienne propriété enclavée dans la forêt communale qui appartenait pendant très longtemps à des Lorrains et qui se trouve au lieu-dit de Degelingoutte d'une superficie de 3,38 hectares. Cette propriété a ensuite été vendue après la Révolution à des particuliers. Depuis le 9 avril 1933 cette propriété appartient à la commune.
Lors du rattachement de l'Alsace et de la Moselle au Reich allemand en 1871 et en 1940, le village prend le nom de Deutsch Rumbach au grand désarroi de la population francophone du village. C'est pour célébrer son rattachement à la France que dans sa séance du 2 décembre 1918 le conseil municipal décida de rebaptiser l'Allemand Rombach en Rombach-le-Franc.

### Hydrographie

#### Réseau hydrographique
La commune est dans le bassin versant du Rhin au sein du bassin Rhin-Meuse. Elle est drainée par le Rombach,.

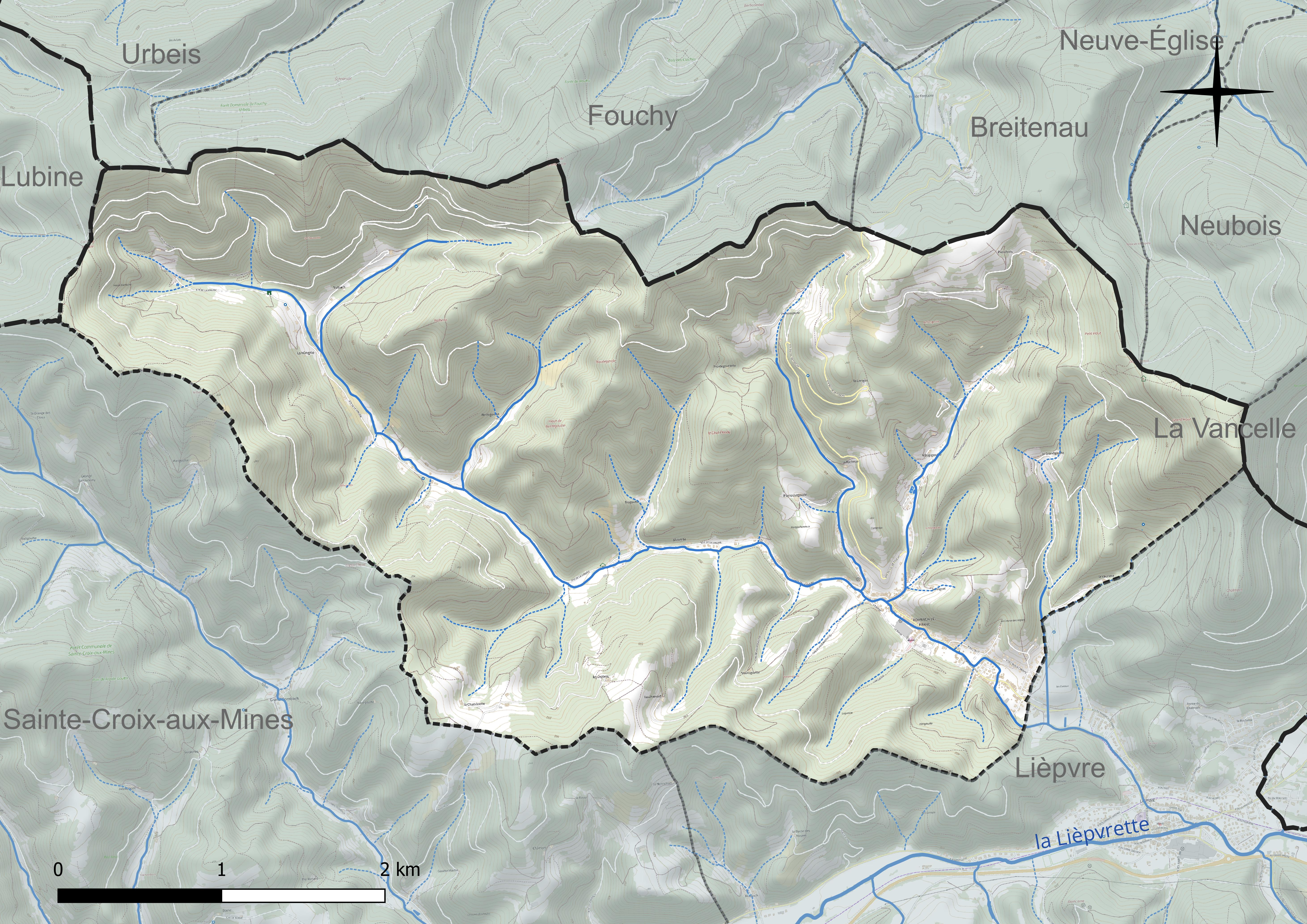
Réseau hydrographique de Rombach-le-Franc.

#### Gestion et qualité des eaux
Le territoire communal est couvert par le schéma d'aménagement et de gestion des eaux (SAGE) « Giessen Lièpvrette ». Ce document de planification concerne les bassins versants du Giessen et de la Lièpvrette.  Son périmètre s’étend sur 317 km2. Il a été approuvé le 13 avril 2016. La structure porteuse de l'élaboration et de la mise en œuvre est le Syndicat des eaux et de l'assainissement Alsace Moselle. 
La qualité des cours d’eau peut être consultée sur un site dédié géré par les agences de l’eau et l’Agence française pour la biodiversité. 

### Climat
Pour des articles plus généraux, voir Climat du Grand Est et Climat du Haut-Rhin.
En 2010, le climat de la commune est de type climat de montagne, selon une étude du Centre national de la recherche scientifique s'appuyant sur une série de données couvrant la période 1971-2000. En 2020, Météo-France publie une typologie des climats de la France métropolitaine dans laquelle la commune est exposée à un climat semi-continental et est dans la région climatique  Vosges, caractérisée par une pluviométrie très élevée (1 500 à 2 000 mm/an) en toutes saisons et un hiver rude (moins de 1 °C). 
Pour la période 1971-2000, la température annuelle moyenne est de 10 °C, avec une amplitude thermique annuelle de 17,2 °C. Le cumul annuel moyen de précipitations est de 1 091 mm, avec 11,1 jours de précipitations en janvier et 10,4 jours en juillet. Pour la période 1991-2020, la température moyenne annuelle observée sur la station météorologique de Météo-France la plus proche, « Ste Croix aux Mines », sur la commune de Sainte-Croix-aux-Mines à 3 km à vol d'oiseau, est de 10,8 °C et le cumul annuel moyen de précipitations est de 1 094,4 mm. 
La température maximale relevée sur cette station est de 39,8 °C, atteinte le 4 août 2022 ; la température minimale est de −18,2 °C, atteinte le 20 décembre 2009,,. 
Les paramètres climatiques de la commune ont été estimés pour le milieu du siècle (2041-2070) selon différents scénarios d'émission de gaz à effet de serre à partir des nouvelles projections climatiques de référence DRIAS-2020. Ils sont consultables sur un site dédié publié par Météo-France en novembre 2022.

## Urbanisme

### Typologie
Rombach-le-Franc est une commune rurale, car elle fait partie des communes peu ou très peu denses, au sens de la grille communale de densité de l'Insee,,,.
Elle appartient à l'unité urbaine de Lièpvre, une agglomération intra-départementale regroupant 2 communes et 2 504 habitants en 2017, dont elle est la banlieue,.
Par ailleurs la commune fait partie de l'aire d'attraction de Sainte-Marie-aux-Mines, dont elle est une commune du pôle principal. Cette aire, qui regroupe 4 communes, est catégorisée dans les aires de moins de 50 000 habitants,.

### Occupation des sols
L'occupation des sols de la commune, telle qu'elle ressort de la base de données européenne d’occupation biophysique des sols Corine Land Cover (CLC), est marquée par l'importance des forêts et milieux semi-naturels (87,7 % en 2018), en diminution par rapport à 1990 (89,4 %). La répartition détaillée en 2018 est la suivante : 
forêts (87,7 %), prairies (10,8 %), zones urbanisées (1,5 %). L'évolution de l’occupation des sols de la commune et de ses infrastructures peut être observée sur les différentes représentations cartographiques du territoire : la carte de Cassini (XVIIIe siècle), la carte d'état-major (1820-1866) et les cartes ou photos aériennes de l'IGN pour la période actuelle (1950 à aujourd'hui).

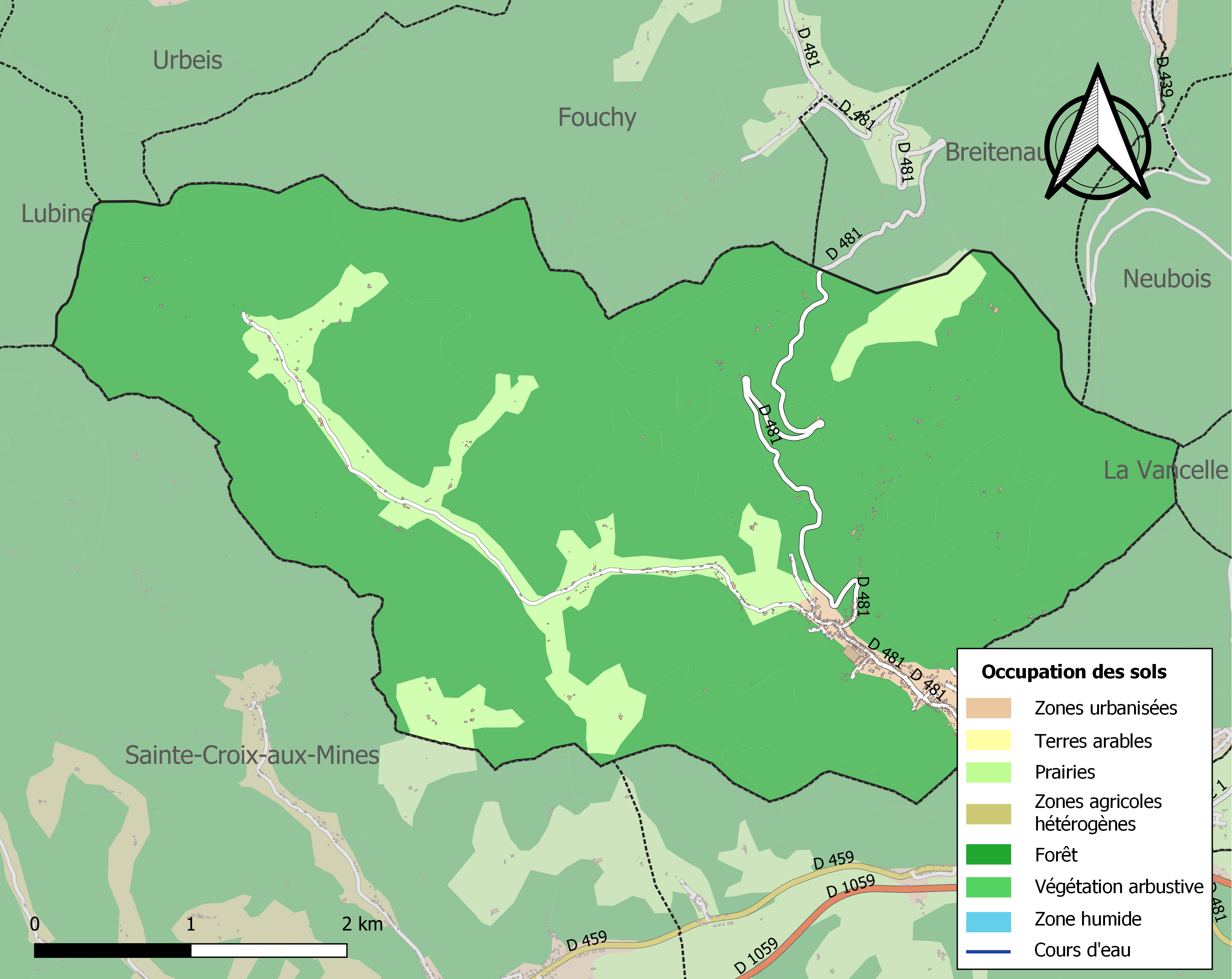
Carte des infrastructures et de l'occupation des sols de la commune en 2018 (CLC).

## Histoire
L’Allemand-Rombach, puis Rombach-le-Franc est une enclave lorraine de langue romane depuis 1 200 ans. Cette permanence de la langue française dans une ancienne enclave lorraine en Alsace est somme toute assez remarquable et peut s'expliquer par les vicissitudes de l'histoire. Elle est due à la présence du prieuré de Lièpvre, qui a longtemps été affilié à la basilique royale de Saint-Denis et dont il ne reste plus rien, et à la mainmise des ducs de Lorraine sur cette contrée jusqu'en 1766, année à laquelle elle fut rattachée à la France.

### Moyen Âge

#### La période mérovingienne

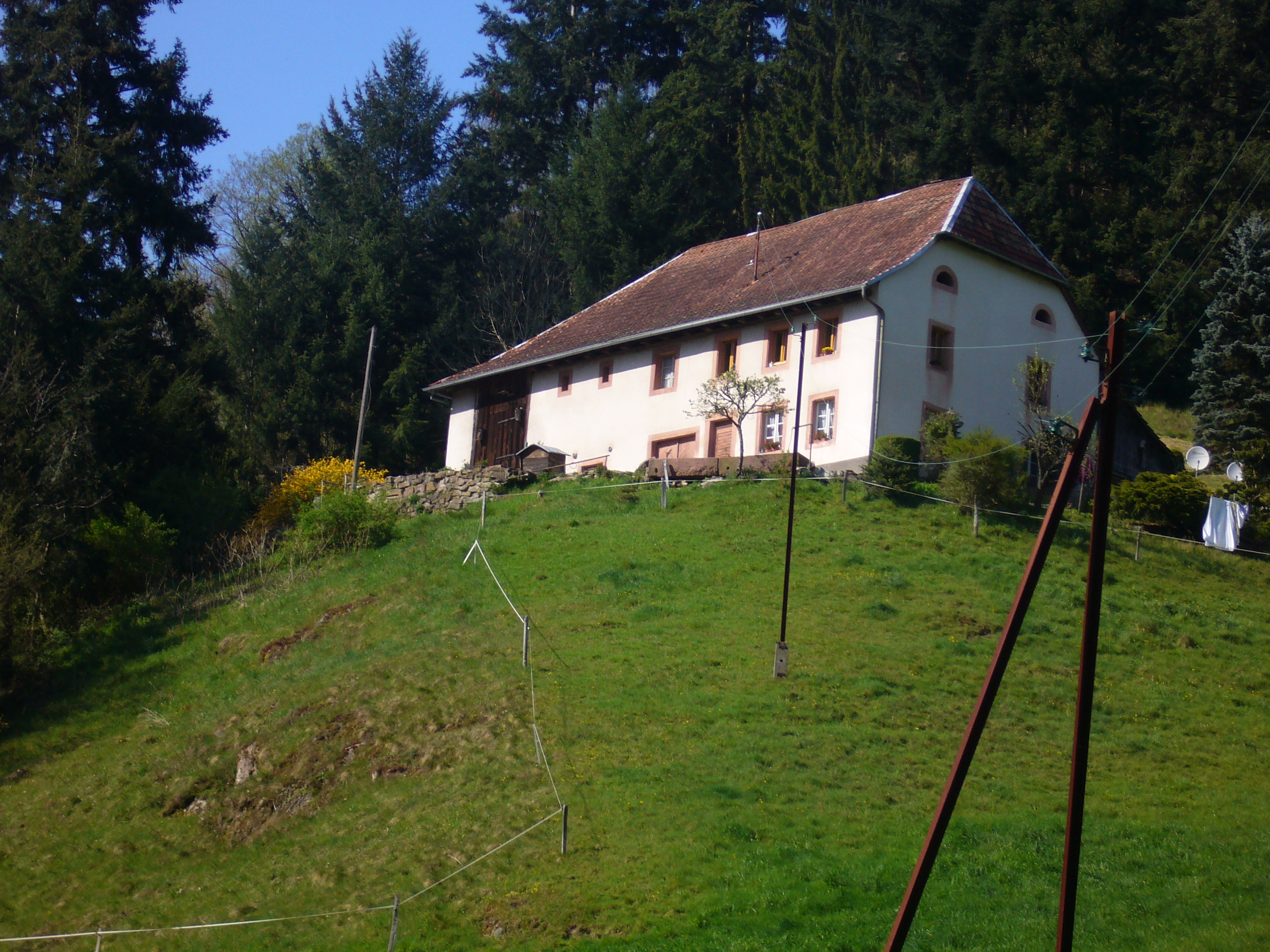
Ancienne ferme au lieu-dit de la Rochette.

Durant plusieurs siècles la région appartient à trois groupes d'Alamans qui occupent les terres proches du Val de Lièpvre, puis aux Francs. Elle est ensuite conquise par les Mérovingiens.
Le premier groupe d'Alamans s'installa près de Guémar baptisé Garmaringen, le second à Odeldinga (près de Orschwiller) et le troisième à Burninga (Burner), village aujourd'hui disparu situé à proximité de Sélestat. Chacune de ces communautés était propriétaire d'un vaste territoire qu'on appelait à cette époque marche, et qui à l'ouest s'enfonçait profondément dans les Vosges, jusqu'à la Lièpvrette. Les terres de Garminga allaient semble-t-il jusqu'à Echéry. À cette époque les Alamans repoussent les Gallo-romains qui peuplaient alors la plaine d'Alsace et qui vont se réfugier dans les montagnes. Puis arrivent les Francs qui annexent les trois marches du fisc du roi.

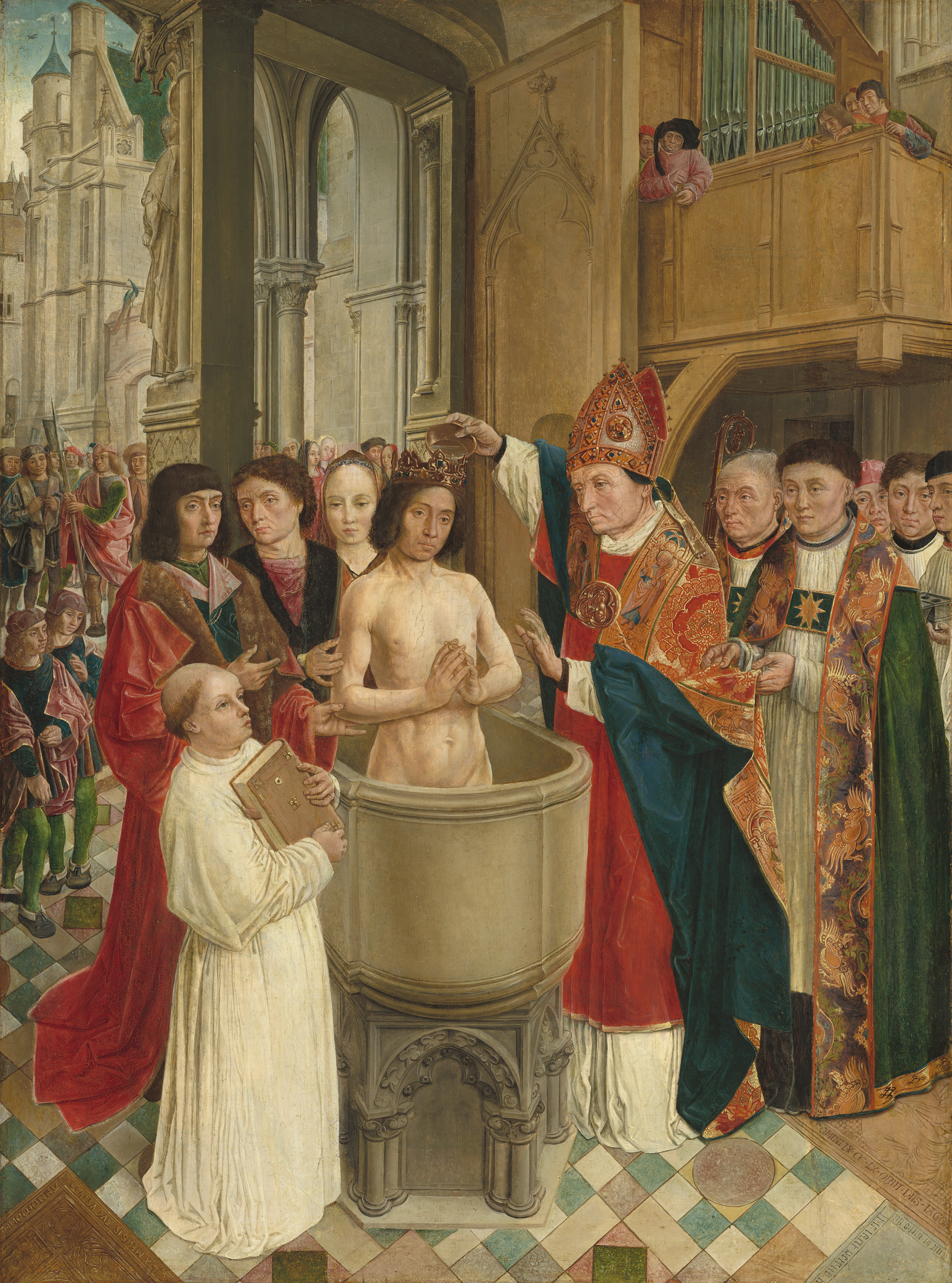
Le baptême de Clovis, d'après saint Gilles.

Conservant la propriété, ils laissent aux Alamans le soin d'exploiter et de défricher les terres en compagnie de journaliers francs.
C'est aussi, selon la légende que la reine Clothilde, épouse de Clovis serait venue au château pour implorer Dieu de donner la victoire aux Francs. Le château du Frankenbourg est mentionné pour la première fois en 1123 dans une charte de l'empereur Henri V.
Vers 670 apparaît le duché d’Alsace qui dura jusqu'en 740. Le duc Luitfrid Ier d'Alsace, descendant du duc Etichon-Adalric d'Alsace, possède des terres du côté du Petit Rombach à Sainte-Croix-aux-Mines qu'on appelle plus tard Belmont et Échéry. À la mort de Luitfrid Ier d'Alsace, Pépin le Bref disgracie les membres des Etichonides et l'Alsace est divisée en deux comtés, le Nordgau et le Sundgau.

#### La période carolingienne

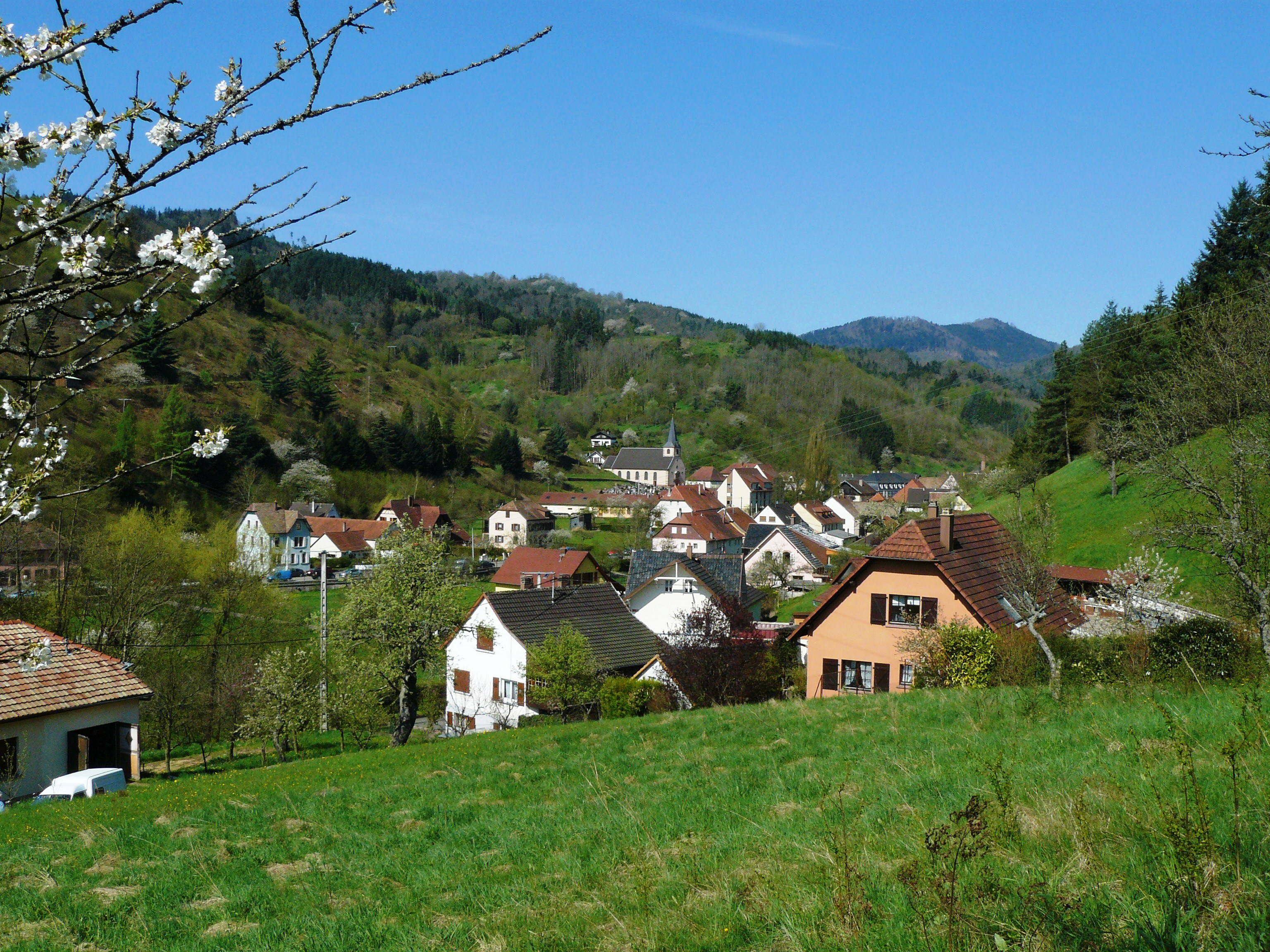
Rombach-le-Franc vu depuis la Vaurière.

Des personnages francs assez importants apparaissent en Alsace, dont Riculfe, comte d'Alsace, le père de l'abbé Fulrad qui reçut en Alsace d'immenses terres confisquées aux Etichonides en 753 du côté de Kintzheim. Des seigneurs laïcs et ecclésiastiques encouragent l'immigration de populations romanes pour repeupler la vallée. L'Église commence alors à s'intéresser à la région dont un abbé, nommé Fulrad, s'occupe pour servir la cause carolingienne. L'abbé Fulrad né en 710 au pays de la Seille (la Mosellane) apparenté aux Pépinides (ou Pippinides) faisait partie de la même famille que Pépin le Bref ou Carloman. C'est sans doute la raison pour laquelle ces deux personnages et plus tard Charlemagne lui donnent d'importantes missions d'ordre diplomatiques. En 750 Fulrad entreprend la construction d'une route reliant la Lorraine à l'Alsace qui passe par le Petit Rombach, sur les terres appartenant au comte Luitfrid Ier d'Alsace avec l'approbation de Pépin le Bref. Ces terres appartenant très certainement aux Etichonides restèrent dans leur domaine.

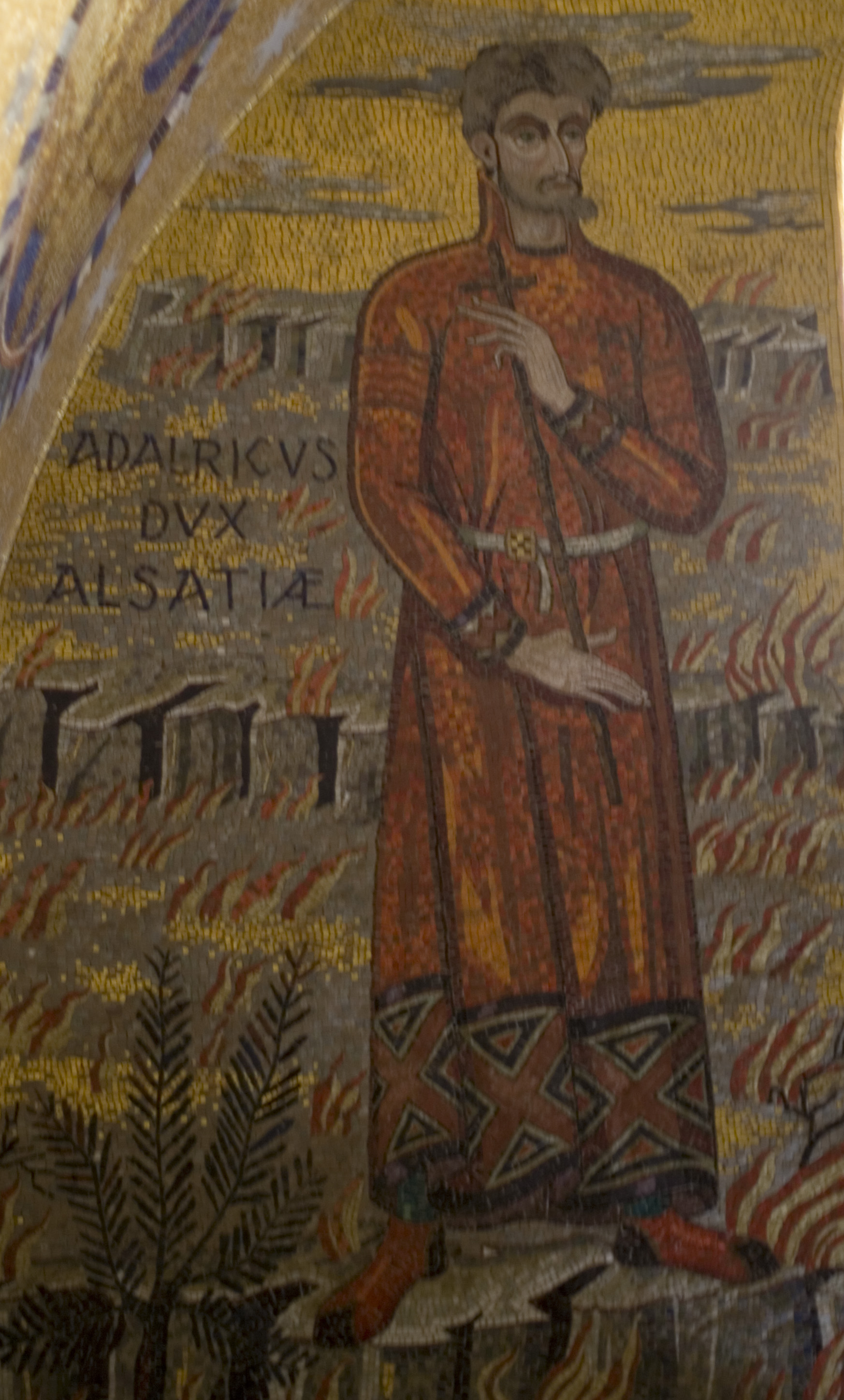
Mosaïque représentant Adalric dans son caveau au mont Sainte-Odile en Alsace.

À l'époque de Luitfrid II de Sundgau (745-780) ces terres sont transmises à ses deux fils, Leuthard et Hugues III. Les deux fils de Luitfrid III accordent ces terres en 836 à Ermengarde la propre fille de Hugues III dit le Peureux, comte de Tours et de la Haute-Alsace. Il est affublé du nom de « Peureux » pour avoir tardé à porter secours à Bernard de Septimanie qui combattait les Sarrazins (ainsi que Mainfroi comte d'Orléans) qui ravageaient le sud de l'Aquitaine. Ils sont destitués de leurs titres en 828 par l'empereur Louis le Pieux et accusés de trahison et condamnés à mort. Sous l'influence de Wala de Corbie ils sont graciés mais perdent leur comté et leurs biens. Hugues III et Mainfoi sont des personnages assez importants. Ils se rangent du côté de Lothaire Ier (795-855) le fils de l'empereur et deviennent des acteurs importants des guerres civiles dans la Francie de l'ouest entre l'empereur et ses fils. Hugues III de Tours et de la Haute Alsace, dit le Peureux (765-836) a marié sa fille, Ermengarde à Lothaire Ier le fils aîné de Louis le Pieux le 15 octobre 821 à Thionville alors qu'il n'est pas encore roi de Francie médiane ni empereur. Hugues III est nommé ambassadeur à Constantinople vers 821 par l'empereur Louis le Pieux.

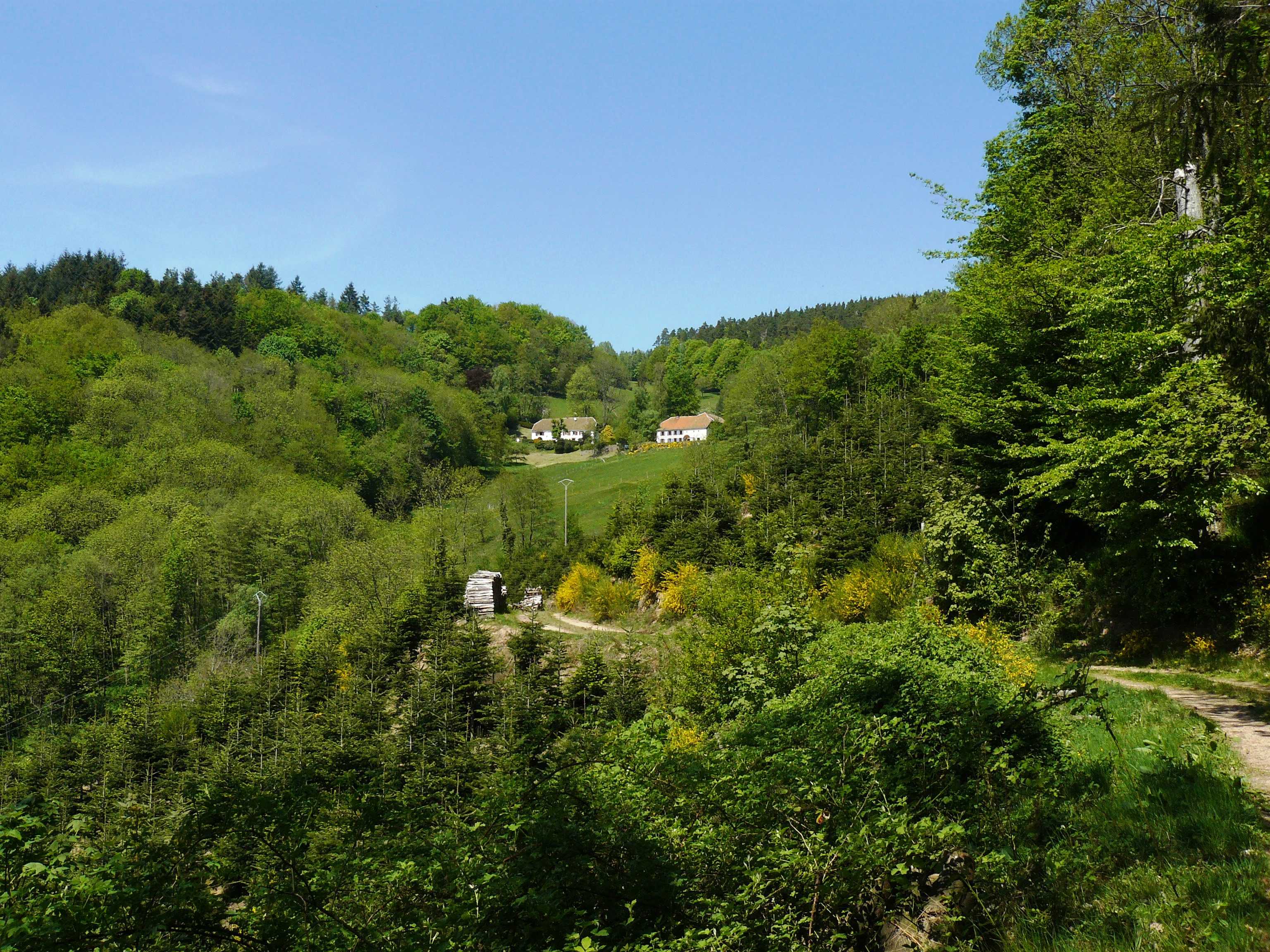
Fermes de Prérébois

Ermengarde fait construire, en 836, après la mort de son père Hugues III dit le peureux, au Petit Rombach un sanctuaire dont elle fait cadeau plus tard à l'abbaye de Gorze (Moselle). Des ermites s'installent plus tard dans cette région qui prend le nom de Belmont qui veut dire belle montagne et qui en allemand est nommé Schoenberg. L’Église produit ensuite un faux document, prétendument signé par Lothaire II, confirmant la possession de ces biens à l’abbaye de Gorze, et daté du 15 octobre 859. Reproduit par l’abbé Grandidier, ce manuscrit est considéré comme un faux fabriqué par Jérôme Vignier par les historiens Michel Parisot et Christian Pfister,.
Un moine de l’abbaye de Gorze nommé Blidulphe (ou Olridulphe) décida un jour d'abandonner toutes ses richesses et de se consacrer entièrement à la contemplation en se fixant aux environs de 938 dans cet endroit isolé du Val de Lièpvre en compagnie du moine Gundelach de l'abbaye de Fulda. Blidulphe était un personnage assez important, il avait fait ses études à Saint-Remi à Reims et eut comme maître Rémi d'Auxerre. C'est auprès de lui que Hildebold de Saint-Mihiel fit également ses classes. Blidulphe est nommé archidiacre et primicier de la cathédrale de Metz. Lors de son séjour à Metz, Blidulphe atteint d'une grave maladie, guérit de façon mystérieuse. Il demande à l'abbé Einold qui gouvernait l'abbaye de Gorze de 933 à 968 de lui donner l'habit monastique sur son lit de malade. Degerman suppose que Blidulphe a dirigé la première exploitation minière au profit des seigneurs d'Échéry. Ces filons découverts, il fallait ensuite les exploiter, former des ouvriers et instruire les cadres capables de les diriger. Les mines d'argent, de cuivre et de plomb dans les Vosges du versant alsacien étaient semblent-il déjà connu des Alamans. Du temps de Gérard, évêque de Toul, il est question de la dîme que doivent les moines du Val de Lièpvre. Plus tard au XIIe siècle l'abbaye d'Échéry est rattachée au prieuré bénédictin de Moyenmoutier.

#### Le village est d'abord une dépendance du prieuré de Lièpvre

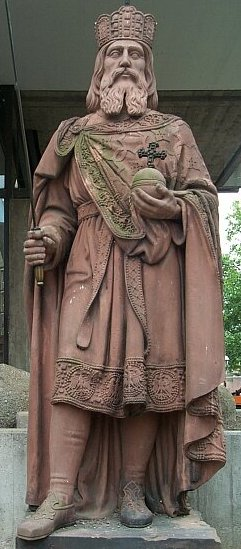
Statue de Charlemagne en Allemagne.

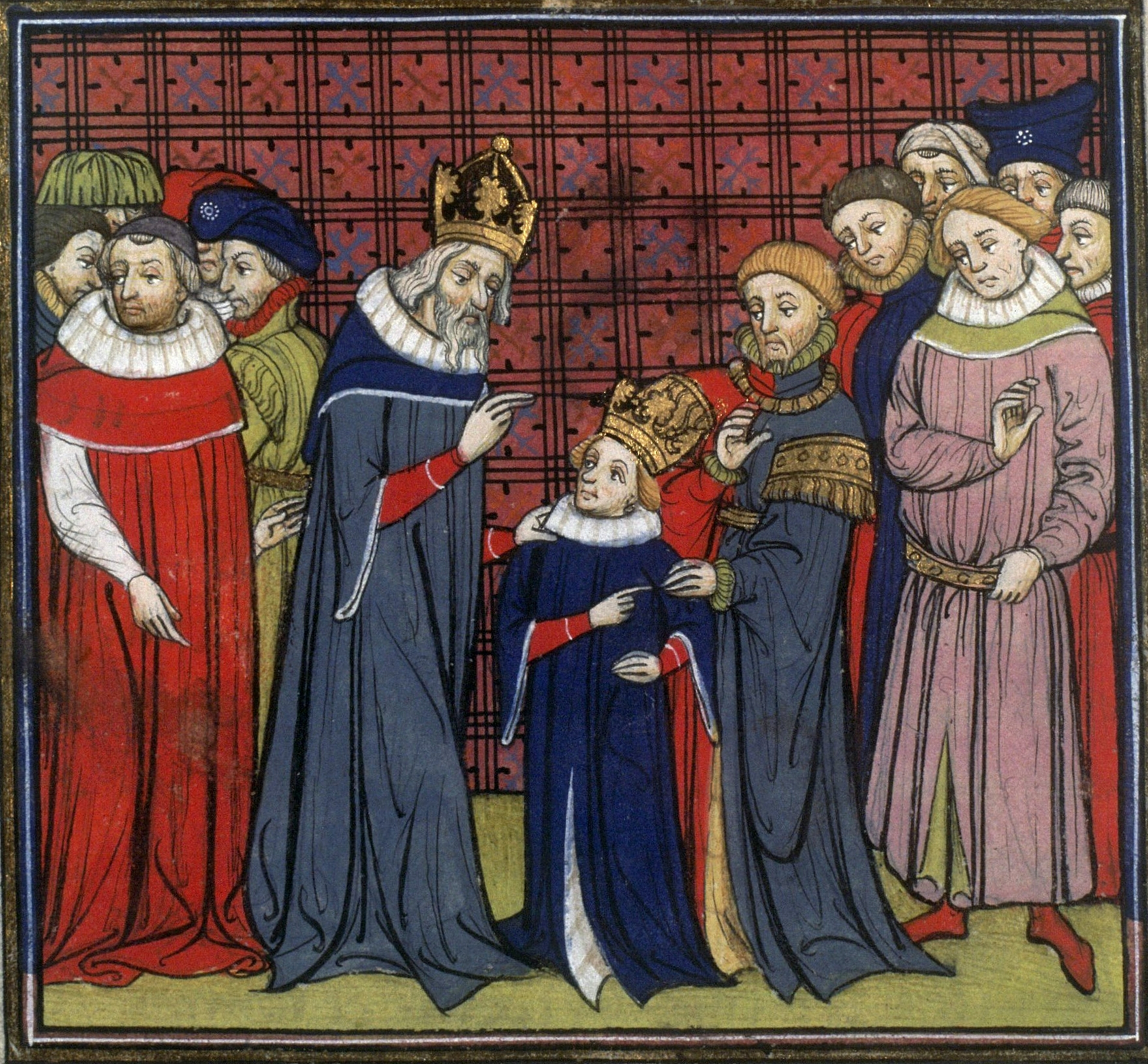
Charlemagne et son fils Louis le Pieux.

La localité est citée dans un acte de donation de Charlemagne daté du 18 des calendes d'octobre, la sixième année de son règne (14 septembre 774) signé depuis le palais de Düren, près d'Aix-la-Chapelle. Dans ce parchemin qui se trouve aux Archives nationales de France, il lègue à l'abbé Fulrad tout le Val de Lièpvre dont Rombach-le-Franc faisait alors partie. Les terres appartenaient d'abord au fisc royal de Kintzheim (appelé anciennement Quuninishaim). Issu d'une famille noble apparentée aux Pippinides l'abbé Fulrad a longtemps été considéré comme originaire d’Alsace parce qu'il possédait d'immenses propriétés et parce qu'il a mis en valeur la région, et proche des Carolingiens. C’est sans doute pourquoi Pépin le Bref l'a choisi pour des missions délicates. Fulrad meurt le 17e des calendes d'août selon l'ancien nécrologue de l'abbaye de Saint-Denis, dont il fut abbé, soit le 16 juillet 784. Son corps aurait d'abord été inhumé à Saint-Denis puis transféré à l'abbaye de Lièpvre. Sa fête se célèbre le 17 février, jour anniversaire de sa translation. Selon la légende son corps aurait été inhumé dans l'église du prieuré de Lièpvre et aurait sans doute disparu en 1445 à la suite de l'attaque du comte palatin et de l'évêque de Strasbourg qui saccagèrent le couvent en représailles de l'hospitalité que Lièpvre avait offert aux Armagnacs.
Pendant dix siècles, les villages de l’Allemand-Rombach et de Lièpvre ne formèrent qu'une seule et même communauté, subordonnés toutefois aux autorités de Lièpvre. En 1587 les deux « gouverneurs » sont mis à l'amende pour avoir levé la dîme sur les habitants sans l'aval du maire de Lièpvre. Au début du XVIIIe siècle, on trouve un juré qui représente son village aux plaids annaux de Lièpvre et deux himbourgs, c'est-à-dire deux comptables. Les plaids annaux se déroulaient en général deux fois par an, à la Saint-Étienne (lendemain de Noël) et le lundi de Pâques. Ils avaient lieu sur la place de l'église, après la messe paroissiale. À la fin du XVIIIe siècle, l’Allemand-Rombach commence à disposer d'un statut particulier et dispose de ses propres revenus.

#### Les événements à partir duXIesiècle

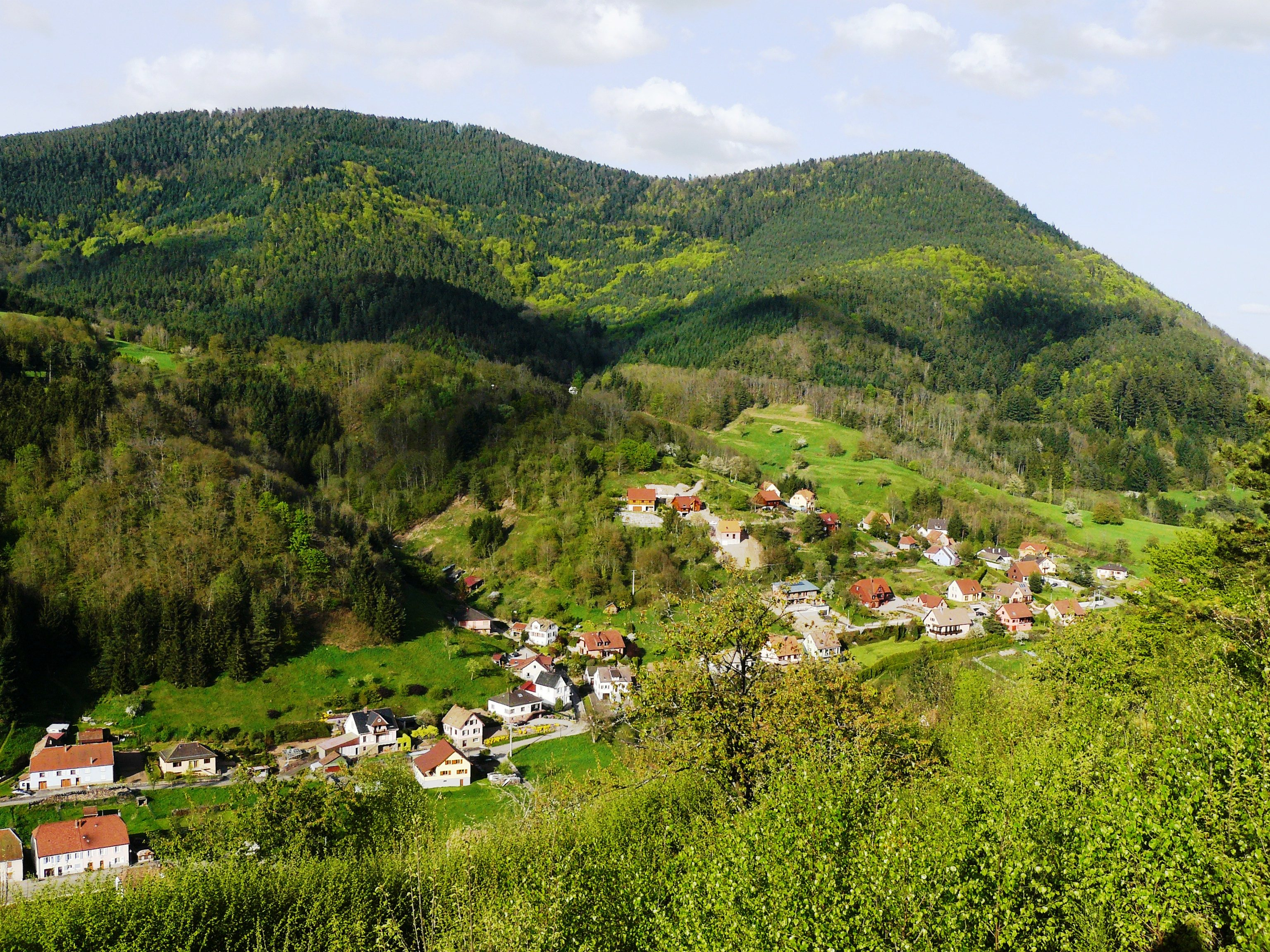
La Vaurière vue depuis la colline du Rain de l'Annot.

Le duc de Souabe s'empare d'une partie des terrains situés à Rombach-le- Franc pour affaiblir le pouvoir castral des moines du prieuré de Lièpvre. Jusqu'à la fin du XIe siècle l'ensemble des terrains situés à l’Allemand-Rombach dépendent encore du prieuré de Lièpvre. À cette époque le territoire est encore quasiment recouvert de forêts. Les moines avaient obtenu en 774 de Charlemagne le droit de pâturage pour le bétail et la possibilité d'exploiter la forêt et de chasser le gibier. Dans la deuxième moitié de la décennie la maison dite d'Alsace prend possession du Val de Lièpvre vraisemblablement à la suite de la découverte des riches mines d'argent dans la région qui avaient commencé à être exploitées par les moines de l'abbaye d'Échery au Petit Rombach situé à cinq kilomètres de l’Allemand-Rombach. Ces terres appartenaient depuis le VIIIe siècle à Luitfried Ier, comte d'Alsace,. Les terres passèrent ensuite à son fils Luitfried II (745-802). Il avait deux fils, Leuthard et Hugues (ou Hugo) qui accordèrent vers l'an 835 une partie des terrains à la fille de cette deuxième, Ermengarde qui fit construire un petit sanctuaire. Elle épouse plus tard  Lothaire Ier, roi de Lorraine qui fait cadeau de ces terres à l'abbaye de Gorze (Moselle). Son successeur Lothaire II confirme ses biens à l'abbaye de Gorze en 859. Presque un siècle plus tard, un moine de l'abbaye de Gorze se retire avec quelques moines dans ce lieu sauvage réputé pour ses mines d'argent. C'est sans doute en vertu de cet acte que les ducs de Lorraine s'emparent progressivement du Val de Lièpvre. Grâce à l'exploitation des mines d'argent les moines de Gorze purent développer et agrandir le petit sanctuaire qui devient un prieuré rattaché à l'abbaye de Gorze et vers le XIIe siècle à l'abbaye de Moyenmoutier.

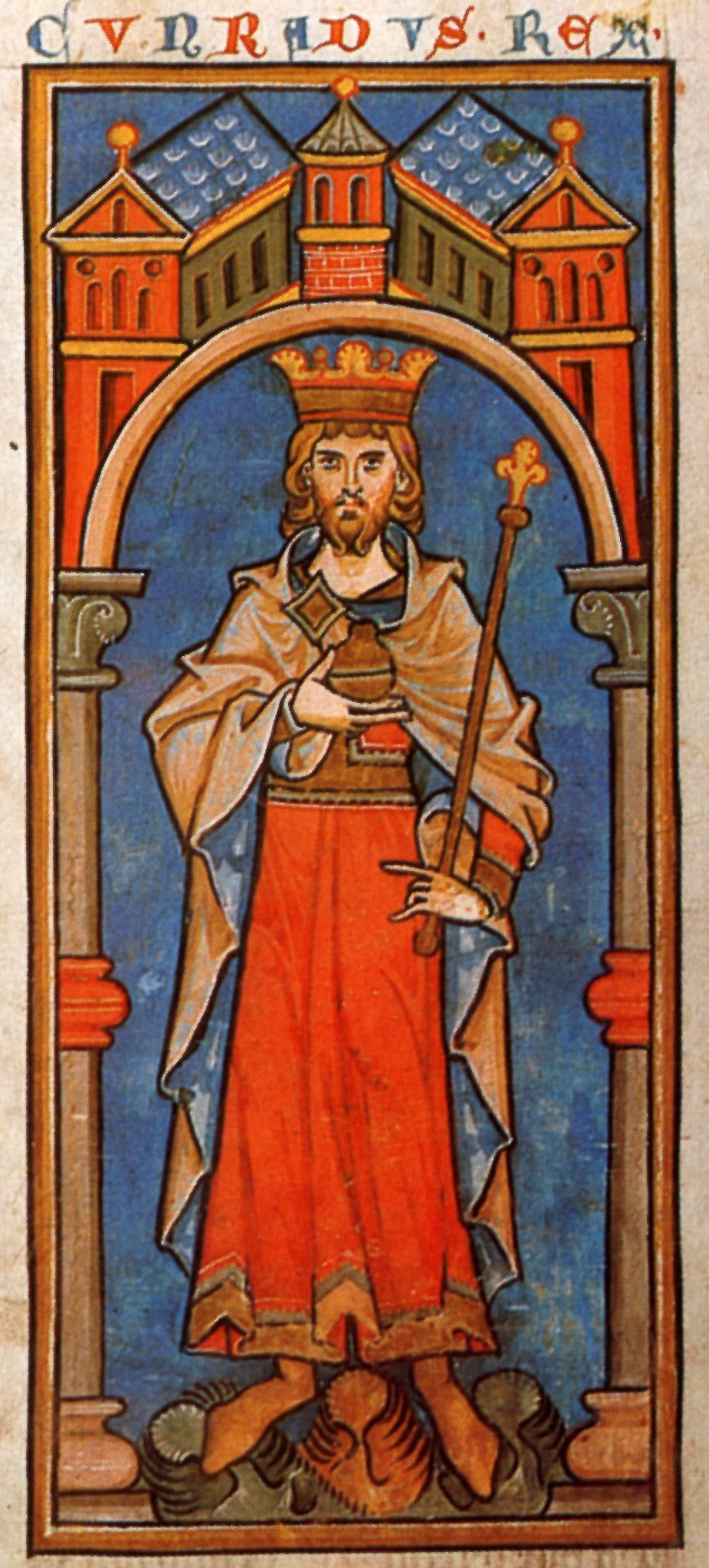
Conrad III.

Frédéric II dit le Borgne, duc de Souabe depuis 1105, dont relevait l'Alsace s'empare d'une partie des terrains situés sur la rive gauche du Rombach. Un vidimus daté du 26 avril 1095 et reproduit au XIIIe siècle (l'original ayant disparu) confirme un acte de donation de Frédéric II en faveur du prieuré de Sainte-Foy de Sélestat. Dans ce document il mentionne qu'il donne aux moines de Sélestat de vastes domaines forestiers situés entre le Giessen et la Lièpvrette, proche de Fouchy, dont l'église dotée par Otton évêque de Strasbourg et de prairies (Almend) à l’Allemand-Rombach. Ainsi les moines de Lièpvre sont peu à peu spoliés par un nouveau concurrent, sans que le duc de Lorraine élève sa voix. À l'époque c'est Simon Ier, duc de Lorraine qui règne sur la Lorraine.

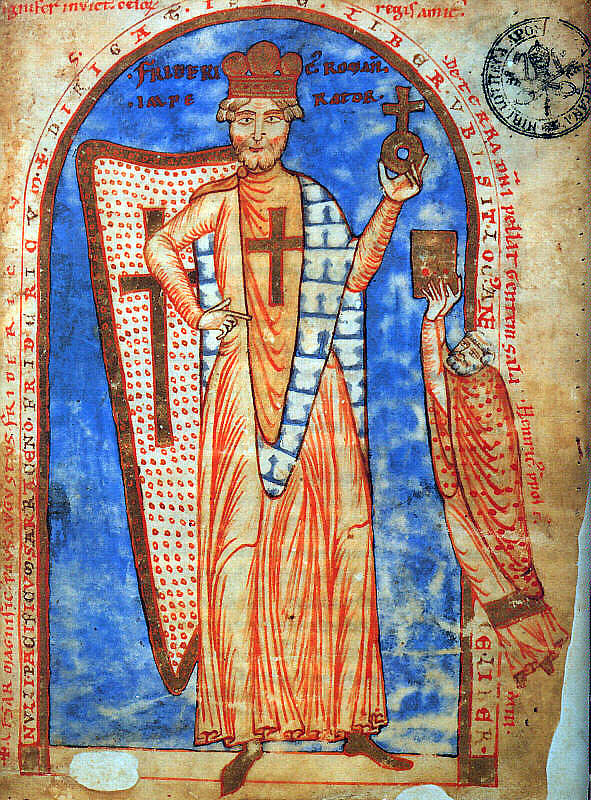
Barberousse habillé en croisé
Miniature de 1188.

C'est Mathieu Ier de Lorraine, dit le Débonnaire (1110-1176), duc de Lorraine de 1139 à 1176 qui lui succède. C’est Mathieu de Lorraine qui remet vers 1172 à l’abbaye de Bongart ou de Baumgarten tous les terrains situés à Fouchy et une partie de la forêt à l’Allemand-Rombach. Pour parer à ces spoliations venues de divers horizons, l'empereur Frédéric II dit le Borgne publie un décret en 1214 dans lequel il déclare « que les terres situés dans la ville et hors de la ville vulgairement appelées « Allmend » ne doivent en aucun cas être attribués à qui que ce soit sans le consentement de l'évêque qui reconnaît tenir ces terres de l'empire et de son autorité ».
Cette mise en garde ne visait semble-il pas le duc de Lorraine, mais plutôt l'abbaye de Saint-Denis qui intervenait régulièrement auprès du roi de France pour faire restituer les terres spoliées aux moines de Lièpvre dont l’Allemand-Rombach faisait alors partie. C'est probablement vers 1114 que le duc de Souabe s'intéresse à la vallée et accapare une partie des terres de l’Allemand-Rombach. À la même époque ce même duc fait main basse sur le « Staufenberg » qui n'est autre que le Haut-Koenigsbourg. Dans un manuscrit écrit par Odon de Deuil, chapelain de Louis VII et successeur de l'abbé Suger de Saint-Denis, il formule une demande au roi de France l'implorant d'intervenir auprès du roi Conrad III de Hohenstaufen afin de faire restituer aux moines de Lièpvre des terrains. Dans ce manuscrit le Haut Koenigsbourg est appelé Castrum Estuphin,.
Par la suite, en 1222, Mathieu II de Lorraine renouvelle ses largesses et accorde à l'abbé Lichard de l’abbaye de Baumgarten située près d'Andlau quelques autres pâturages situés sur la commune. Dans le même diplôme il confirme que le noble chevalier Wirric dit Gorger cède à l'abbé Lichard d'autres terrains sur le ban de Rumbèche (Rombach) avec le consentement de sa femme et de son fils Philippe, moyennant trente sous de toulois payables par l'abbaye en plus d'une vache blanche et 10 fromages.
Au XIIe siècle, un tiers des terrains et bois situés à l’Allemand-Rombach appartiennent encore au prieuré de Lièpvre ainsi que les dîmes qui y sont rattachés. Les deux autres tiers dépendent des comtes de Nordgau qui passent ensuite au monastère Sainte-Foy de Sélestat.
Vers 1259, l'abbaye de Lièpvre jouissait encore de toute la juridiction temporelle dans le Val de Lièpvre. Mais petit à petit les ducs de Lorraine s'emparèrent de ses droits.

### Les guerres et invasions du Moyen Âge

#### Les pillages et invasions

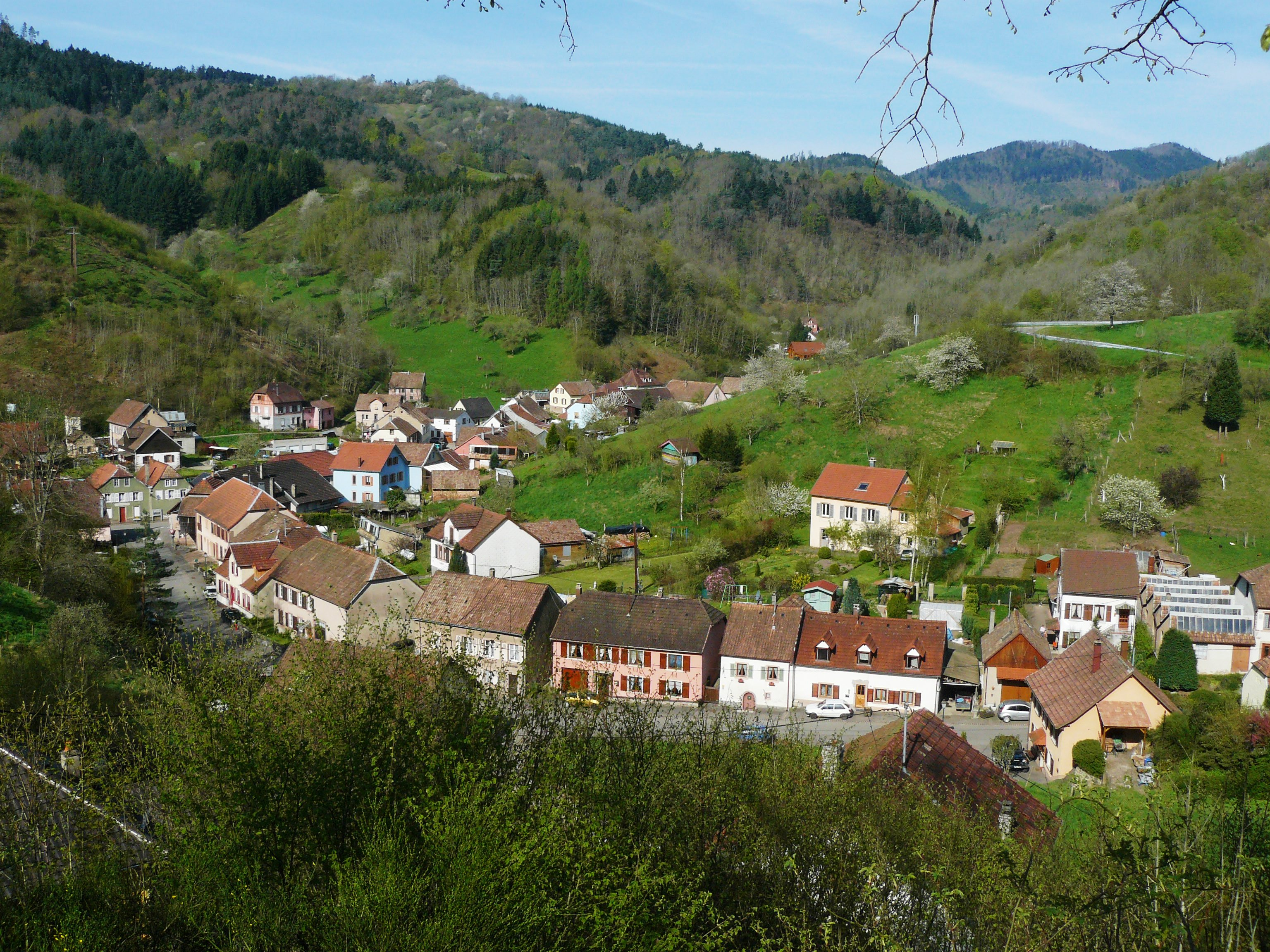
Vue sur la Biaise et la route de Naugigoutte depuis le Feignet.

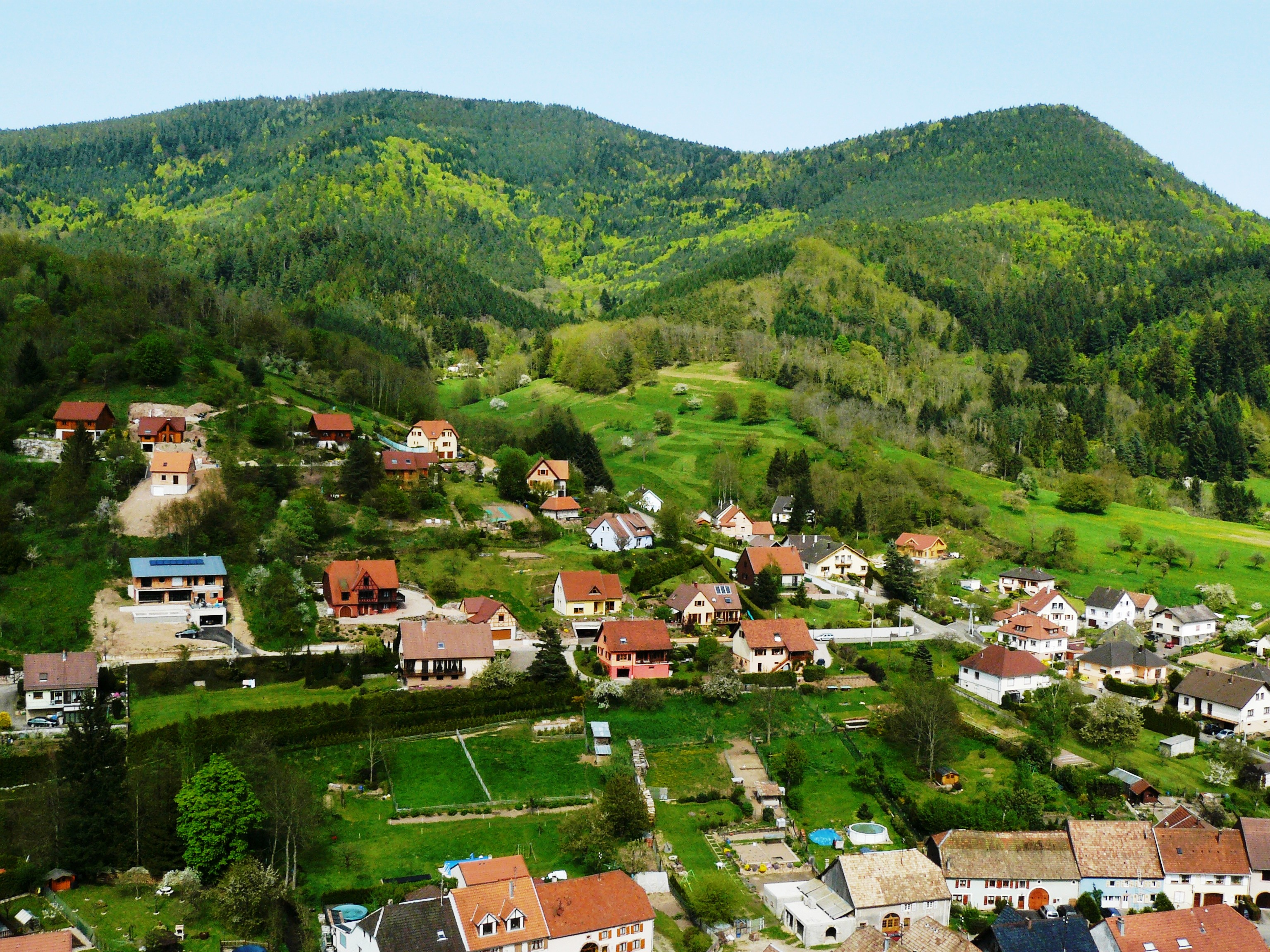
La Vaurière vue depuis la colline de Hargoutte - À droite de l'image le sommet du Chalmont.

Cunon de Bergeim en guerre depuis plusieurs années envahit à plusieurs reprises le Val de Lièpvre et fait des incursions sauvages jusqu'en Lorraine. Il est en conflit avec le duc de Lorraine, Mathieu. Vers 1250 il signe la paix et se reconnaît vassal du duc de Lorraine. Comme récompense pour ses efforts, il reçoit en fief le château du Koenigsberg (l’ancêtre du Haut Koenigsbourg) sur les terres des moines du prieuré de Lièpvre. Toutefois une clause stipule que si le duc revenait sur son engagement pour rendre le fief à Henri Sigebert de Werd (né en 1238) il dédommagerait le chevalier Cuno de Bergheim pour le préjudice subi.
Vers 1338, l'évêque Conrad de Lichtenberg se joint au baron de Hohenstein, landvogt d'Alsace pour investir le Val de Lièpvre. Les troupes mettent le feu à l’Allemand-Rombach et à Lièpvre. Ils attaquent le prieuré de Lièpvre qui est partiellement détruit et se attaquent ensuite le château d'Échéry. Jean Senn évêque de Bâle prend part à l'expédition.
Vers le milieu du XIVe siècle le chapitre de Saint-Dié se plaint d'un routier (Johel peut-être le célèbre capitaine anglais, Jean Jouel, tué à la bataille de Cocherel en 1364) qui a son repaire dans le Val de Lièpvre et qui de là vient piller et rançonner la population.
Le 4 juillet 1365, Arnaud de Cervole, un capitaine de routiers, petit seigneur périgourdin, envahit à la tête de ses 40 000 mercenaires, le nord de l'Alsace en passant par le col de Saverne. Il est au service du comte de Blamont en guerre avec l'évêque de Strasbourg. Ils envahissent la vallée et font des ravages aux villages de Lièpvre, l’Allemand-Rombach ainsi qu'à Sainte-Croix-aux-Mines.
Des razzias ont lieu également en 1486 contre les villages de Lièpvre et de l’Allemand-Rombach par des soldats qui ne sont pas identifiés formellement : ils emmènent des chevaux et même des hommes dont un moine du prieuré de Lièpvre.

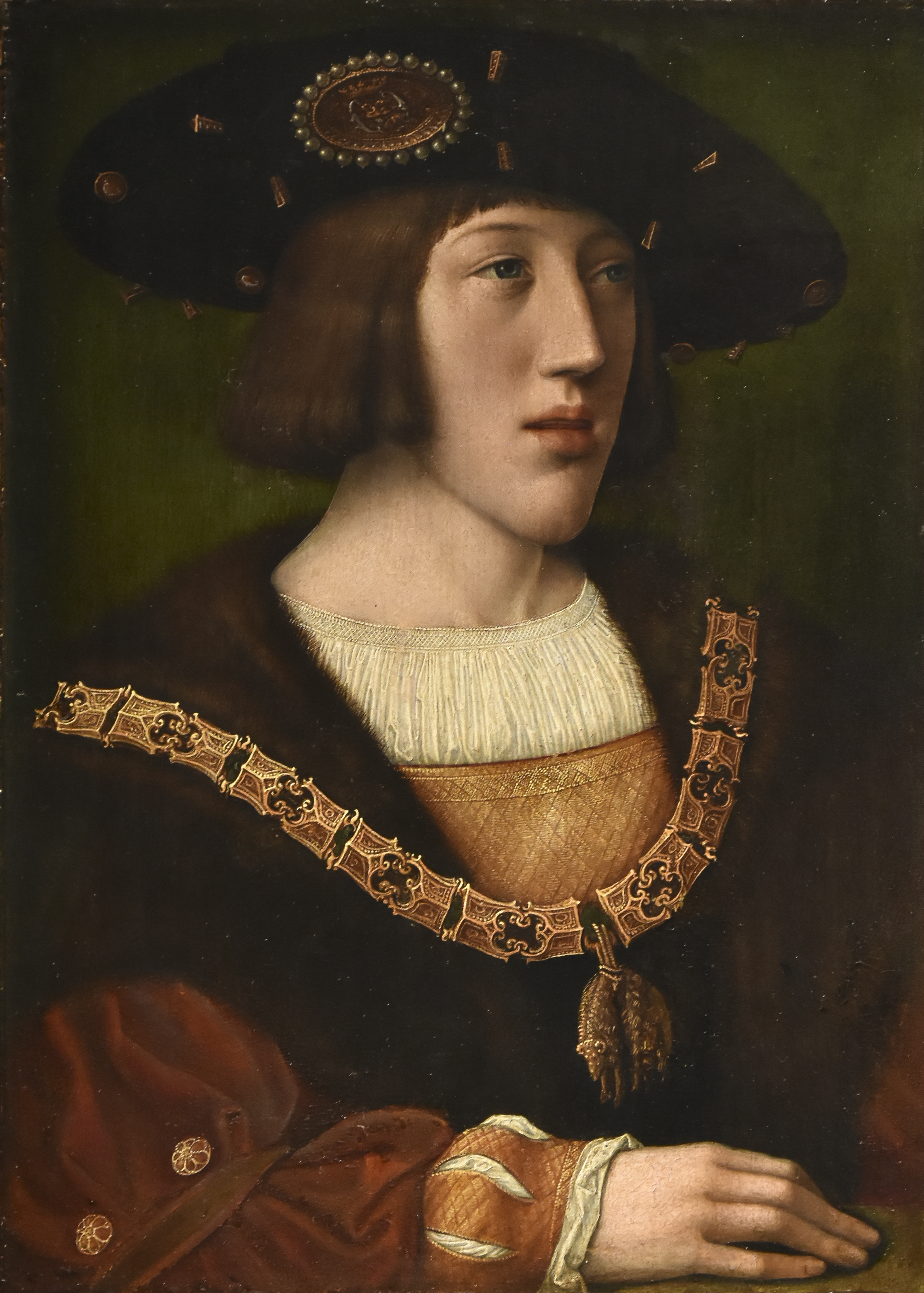
Charles Quint.

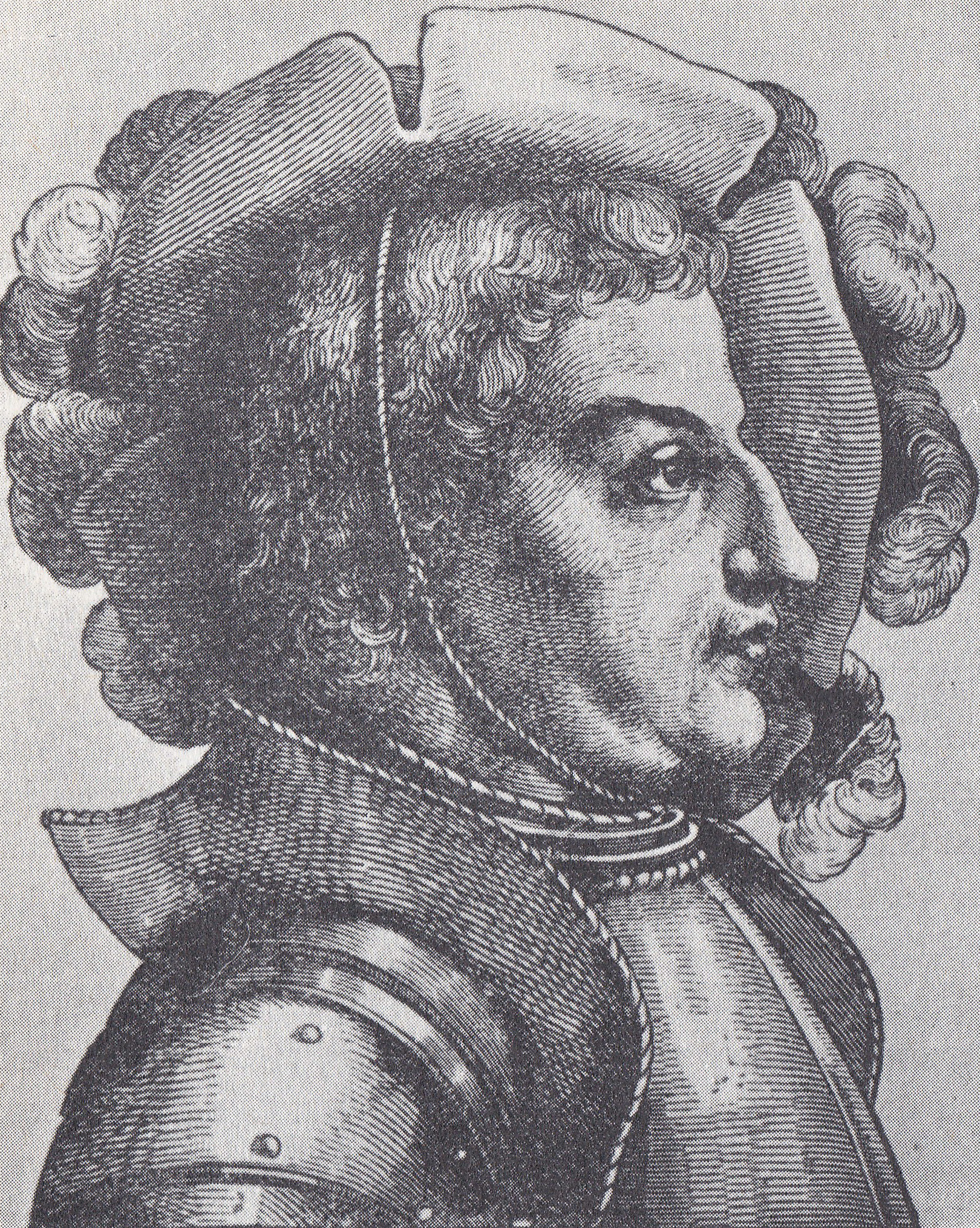
Franz von Sickingen.

#### Les Armagnacs sont défaits dans la vallée

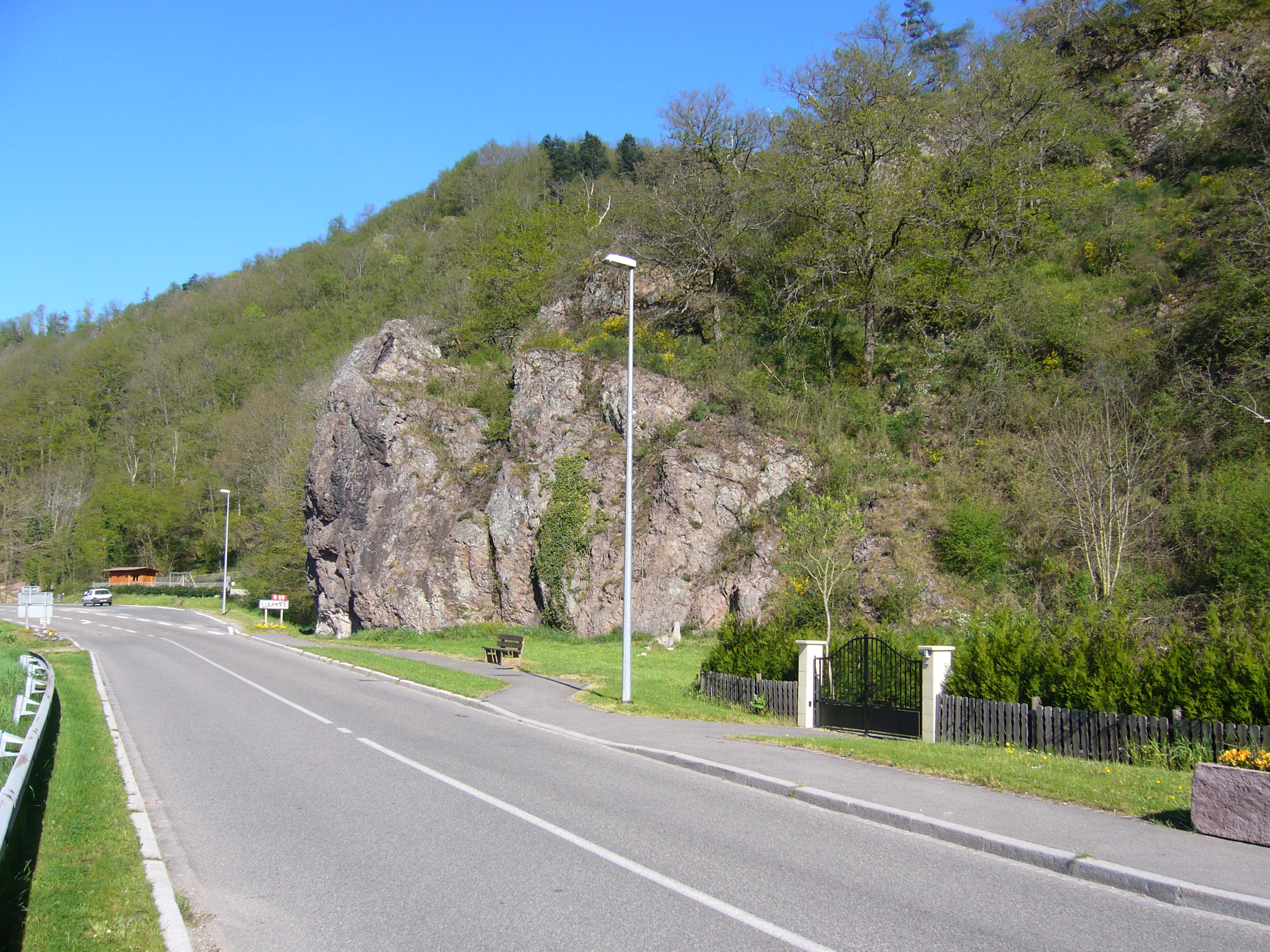
Le rocher du violon à la sortie de Lièpvre.

Les Armagnacs conduits par le Dauphin Louis entrent en Alsace vers 1444 forçant les villes à capituler en leur faisant subir les pires brutalités. Ces mercenaires ont été appelés Armagnacs parce qu’ils furent recruter par le parti des Armagnacs de la maison d'Orléans. Ils sont aussi nommés Écorcheurs ou Schinder (en alsacien) parce qu’il leur arrivait de découper la peau des victimes en lanières. D’ailleurs, en Alsace on ne faisait pas de distinction entre Écorcheurs et Armagnacs qu'on nommait « Armen Gecken » (pauvres gueux) ou « Schinder » (Écorcheurs). Les bandes d'Armagnacs étaient composées de Français, d'Espagnols de Lombards et d'Écossais. Leur chef était Bernard VII d'Armagnac, beau-père du duc Charles Ier d'Orléans, dont le père Louis Ier avait été assassiné par le duc de Bourgogne, Jean sans Peur en 1407.
Vers septembre 1444 les Armagnacs occupèrent Châtenois, Saint-Hippolyte, Lièpvre et l’Allemand-Rombach. Lièpvre et Rombach-le Franc se soumettent au Dauphin pour ne pas endurer les dégâts et les atrocités.
Au printemps 1445 les Armagnacs décident d'évacuer le Val de Lièpvre et l'Alsace où il n'y avait plus grand chose à prendre et qui du reste se soulevait tout entière. Charles VII inquiet des mauvaises nouvelles venant d'Alsace ordonna aux Armagnacs d'évacuer la région le 20 mars 1445. Une de leurs colonnes remonta le Val de Lièpvre à la sortie de Lièpvre au lieu-dit le rocher du violon (que les Alsaciens appellent le Geckenfelsen ou Geigenfelsen) en direction de Musloch où ils se rendent vers la Lorraine. Les Armagnacs sont surpris par les troupes de la ville de Sélestat, emmenées par Gunther, l'intendant du prieuré Sainte-Foy de Sélestat, auxquelles se joignent des habitants de Lièpvre, de l’Allemand-Rombach et de Sainte-Croix-aux-Mines et même du Val de Villé. Ulric de Rathsamhausen, le prévôt d'Obernai et ses paysans se joignent également à la résistance. Au total, Gunther commande 400 soldats et plusieurs centaines de paysans. C’est l’arrière-garde qui est attaquée avec une partie du butin amassé dans la région de Dambach-la-Ville, Rosheim et Niedernai. D'énormes quartiers de rochers sont précipités sur les Armagnacs. Sébastien Munster dit dans sa Cosmographie que les Armagnacs perdirent jusqu'à 300 hommes, dont un landgrave qui était écossais et le maréchal du palais du dauphin qui était le beau-frère du roi de France et qui pourrait être Jean de Montgomery.
L’embuscade permet de reprendre 9 canons, 400 chevaux, 9 bannières dont une appartenait aux Suisses, quelques jolies femmes, 80 armures, 6000 florins en or et une grande quantité de vaisselle plate, plusieurs tonneaux de poudre et des outils. Charles VII apprenant la nouvelle du désastre de Lièpvre se mit dans une colère terrible en accusant de traîtrise et de perfidie ceux qui lui avaient conseillé la traversée des Vosges, et en particulier le margrave de Baden responsable de ses bouches à feu qui se trouvaient maintenant entre les mains des bourgeois de Sélestat.

### Les Temps modernes:XVIe,XVIIeetXVIIIesiècles
Vers mai 1516, le duc de Lorraine, Antoine, est en conflit avec le seigneur de Geroldseck, près de Saverne de la maison des Wangen, à propos des mines situées au Val de Lièpvre[réf. non conforme]. Incapable de faire triompher sa cause avec ses propres forces, il appela à son secours Franz von Sickingen (François de Sikingen), un fameux aventurier. Celui-ci apporta son soutien en engageant une bande de 6 000 hommes qui s'empara de Saint-Hippolyte par surprise. Le duc Antoine acheta la neutralité de Sickingen, et entra dans le Val de Lièpvre où les troupes de Geroldseck qui leur barrèrent le passage furent défaites. Il reprit ensuite Saint-Hippolyte et fit trancher la tête à un habitant de cette ville qui avait favorisé l'entrée de l'ennemi. Cette guerre fut baptisée « la guerre des brebis » (Schaafkrieg) à cause de la grande quantité de moutons qui y fut enlevée par les bandes de Géroldseck lesquelles ne subsistaient que par le pillage et les rapines. Le duc de Lorraine a également un différend avec l'empereur Charles Quint dans les années 1519 à 1521 pour le même motif. Ces difficultés sont réglées à l'amiable par une sentence arbitrale en 1521.
Le seigneur Walter de Geroldseck en engageant un aventurier allemand, Franz von Sickingen, qui était réputé pour commettre de nombreux brigandages sous prétexte de défendre les faibles et les opprimés, provoqua des dégâts assez importants dans la vallée.

#### Les Rustauds attaquent la vallée

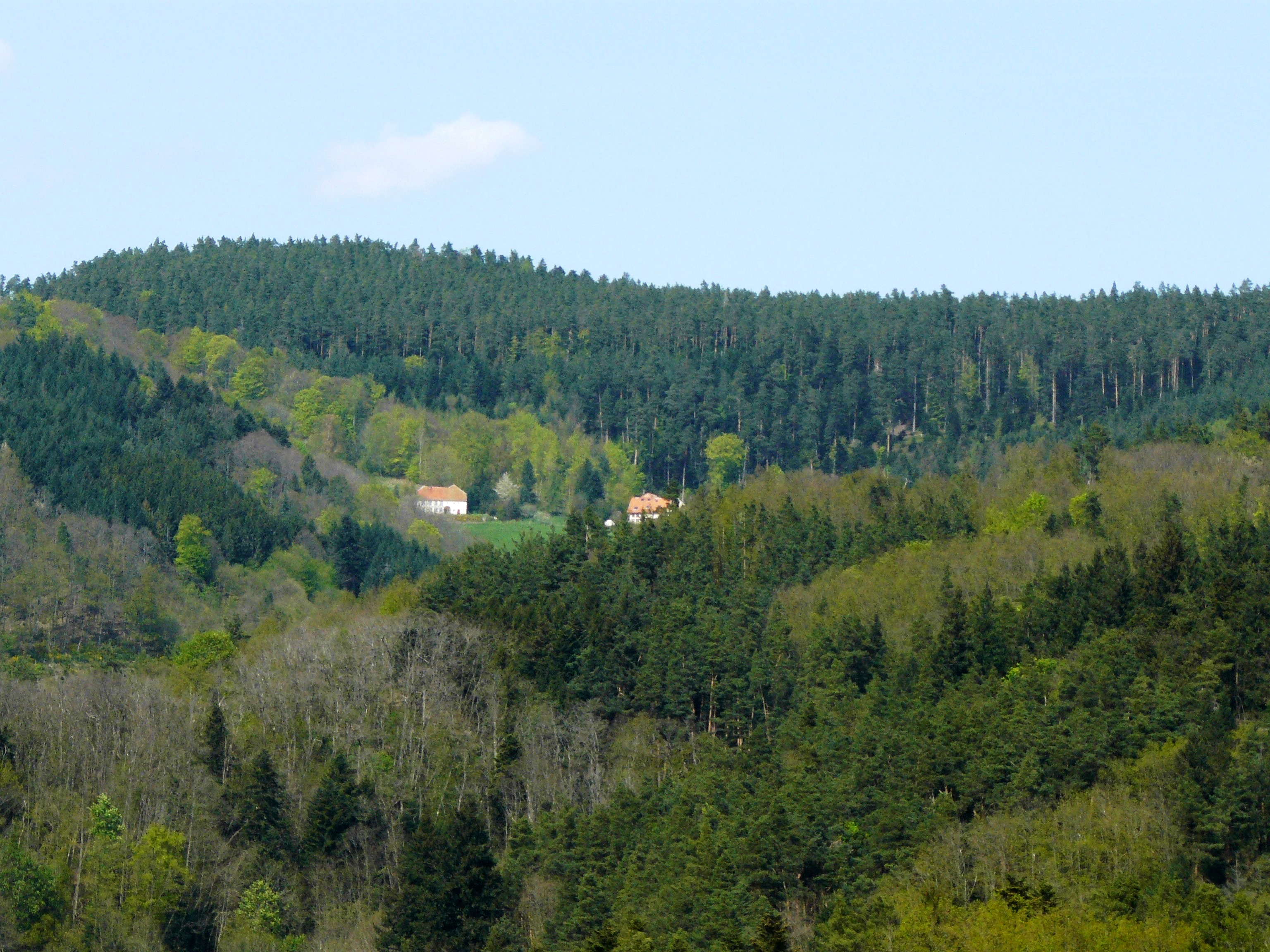
Fermes de Prérébois. Prise de vue depuis la colline du rain de l'Annot.

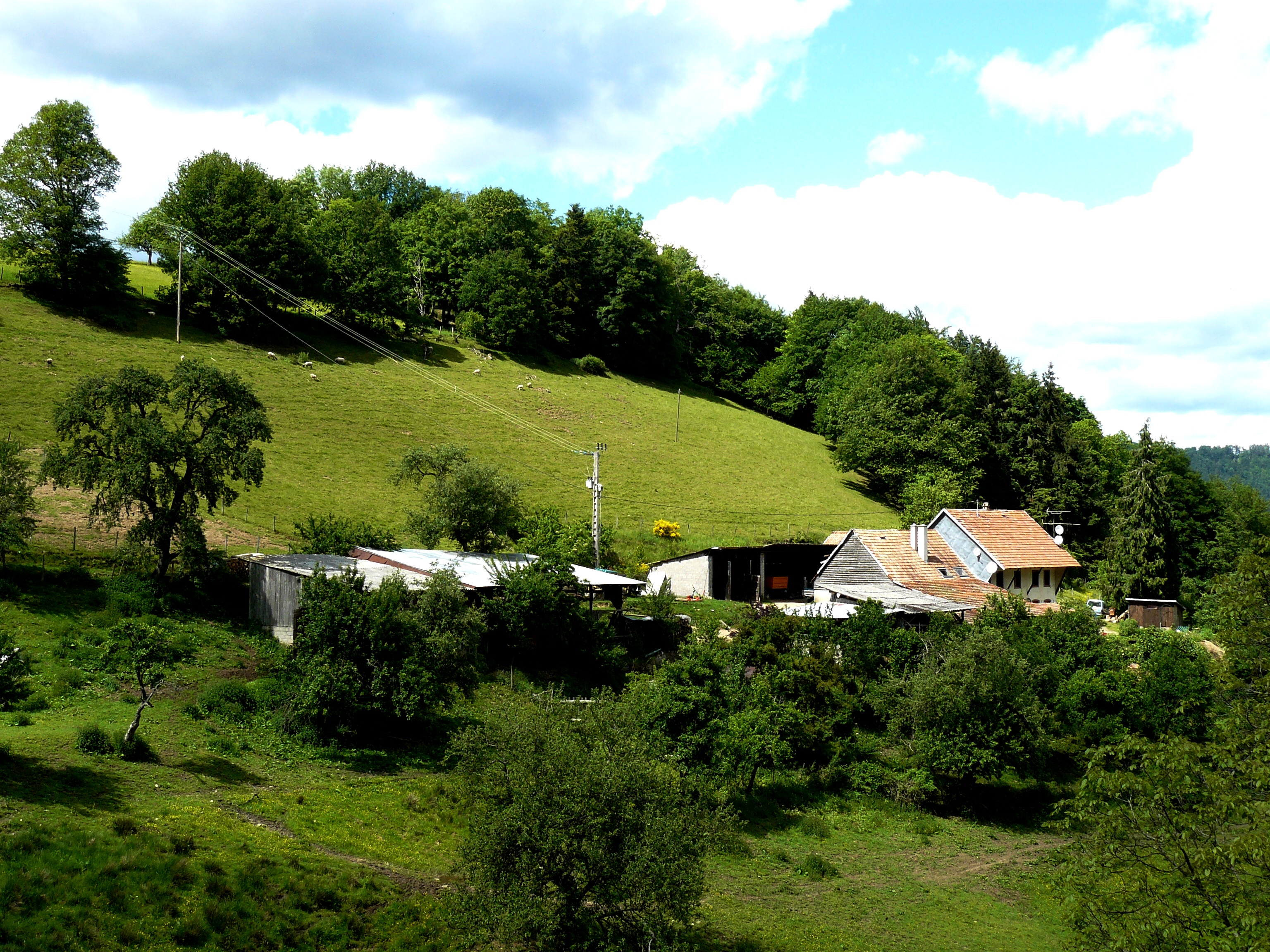
Ferme au lieu-dit Voulhimont à Rombach-le-Franc.

Armoiries de René II duc de Lorraine.

En 1525, les villages de Lièpvre et de Rombach-le-Franc sont attaqués par les Rustauds.
Lors de ces révoltes, encouragés par les Protestants, les paysans du Val de Lièpvre opprimés, se soulèvent contre la noblesse. On leur promet la liberté. Les Rustauds reçoivent le renfort des paysans de Ribeauvillé, de Riquewihr, de Bergheim, de Sigolsheim, d'Ammerschwihr et de Kaysersberg. Un habitant de Lièpvre nommé le Grand Hannezo, entraîne quelques habitants des deux localités à l'attaque du prieuré. Ils défoncent les portes et les fenêtres, jettent les ouvrages, cassent les vitraux. Après avoir occasionné d'importants dégâts au prieuré, ils invitent les femmes et enfants des villages de Lièpvre et l’Allemand-Rombach à participer aux festins. Encouragé par Jacque de Lusse, le Grand Hannezo fait sonner la cloche du prieuré pour rassembler la population et faire jurer par acclamation la haine aux prêtres et aux seigneurs, la suppression des dîmes, la mise en commun de la chasse, de la pêche et des forêts. Ils emportent le blé, le foin, la paille et l'avoine que les moines avaient stockés ainsi que divers aliments.
Un jeune prévôt de Senonville qui se rendait chez un marchand de vin à Raon-l'Étape est fait prisonnier par les habitants de Sainte-Marie-aux-Mines, Sainte-Croix-aux-Mines, Lièpvre et l’Allemand-Rombach et emmené à Lièpvre. Ils créèrent une nouvelle justice sous les ordres du « maréchal Jehan » accompagné par le Grand Hannezo.
Le Grand Hannezo et ses compagnons se dirigèrent ensuite vers le Val de Villé espérant emporter le même succès, mais la population refuse de les suivre. Ils se rendent ensuite à Saint-Hippolyte où ils reçoivent un meilleur accueil.
Les Rustauds qui se soulèvent pillent et brûlent « pour mieux régénérer l'Église et la société ». Le duc de Lorraine Antoine à la tête d'une armée bien aguerrie met un terme à ce soulèvement et rétablit l'ordre. S’apprêtant à rentrer en Lorraine, le duc est prévenu que 16000 récalcitrants se regroupent près de Sélestat pour attaquer le Val de Villé. Le duc et ses combattants font aussitôt demi-tour et repassent à l'offensive. Les fuyards qui croyaient s'échapper à la faveur de la nuit se regroupent à Scherwiller où la population leur est favorable. Le duc fait mettre le feu au village le 20 mai 1525. Plus de 5000 insurgés sont massacrés.
Le Grand Hannezo est arrêté et incarcéré dans une prison de Saint-Dié où il passe quatre mois. Il est gracié par le duc à la suite de la supplication de sa famille.
L'un des meneurs, le curé Wolfgang Schuh (1493-1525), de Saint-Hippolyte, abjure la foi catholique et se marie, suivi par nombre de ses paroissiens. Après les émeutes il est arrêté par Gaspard d'Haussonville, gouverneur de Blamont. Il est condamné à mort par un tribunal de l'inquisition et brûlé vif à Nancy le 21 juin 1525. D'autres sont emmenés en captivité en Lorraine et ne sont libérés que sur paiement de rançons. Après la défaite des Rustauds, le duc de Lorraine envoie un détachement mater le soulèvement du Val de Lièpvre. Les habitants du Val de Lièpvre, dont certains de l’Allemand-Rombach, et de Lièpvre qui s'étaient joints aux émeutes anticatholiques n'obtinrent le pardon qu'à de très dures conditions. Ils furent notamment contraints de marcher, à travers la forêt, pieds nus en procession jusqu'au sanctuaire de Dusenbach (Ribeauvillé).
En mai 1574, des soldats traversent la vallée par escadrons de 100 à 200 hommes, mais ne commettent pas de dégâts.
En 1591, ce sont des déserteurs italiens qui passent par Sainte-Marie-aux-Mines. On cherche à les arrêter, mais ils s'enfuient en abandonnant leurs chevaux, armes et hardes qui sont saisis et vendus au profit du duc de Lorraine.
L’Allemand-Rombach  et Lièpvre sont envahis en 1592 par les troupes du marquis de Durlach de la maison de Bade en guerre avec le duc de Lorraine. Ils occupent le Val de Lièpvre durant l'hiver de la même année et mettent à sac la vallée qui est en partie incendiée. Le marquis avait jadis servi le duc de Lorraine avec un régiment de lansquenets et l'avait quitté en 1590 pour un différend au sujet de la solde de ses soldats. Il espérait ainsi se faire payer en envahissant le Val de Lièpvre. Le duc de Lorraine ne fut averti de cette invasion que le 12 janvier 1593. Il prit aussitôt des mesures et le 16 janvier, un régiment conduit par L. de Bonnayde arrivait à Lièpvre. D'autres troupes se joignirent ensuite sous les ordres du bailli de Nancy, Renaud de Gournay. La guerre dura jusqu'en 1604. Pendant l'occupation des troupes du marquis de Durlach, un mercier nommé Laurent guidait l'ennemi dans les villages de l’Allemand-Rombach et Lièpvre pour leur indiquer les maisons opulentes. Il est condamné pour crime de lèse-majesté et une maison lui appartenant à Sainte-Marie-aux-Mines est confisquée. Les habitants du Val de Lièpvre sont exemptés pendant huit ans de l'impôt pour les dédommager de ces mises à sac répétées. Le marquis de Durlach en se retirant de la vallée emporte avec lui le sceau de la mairie de Lièpvre.

#### La guerre de Trente et un ans

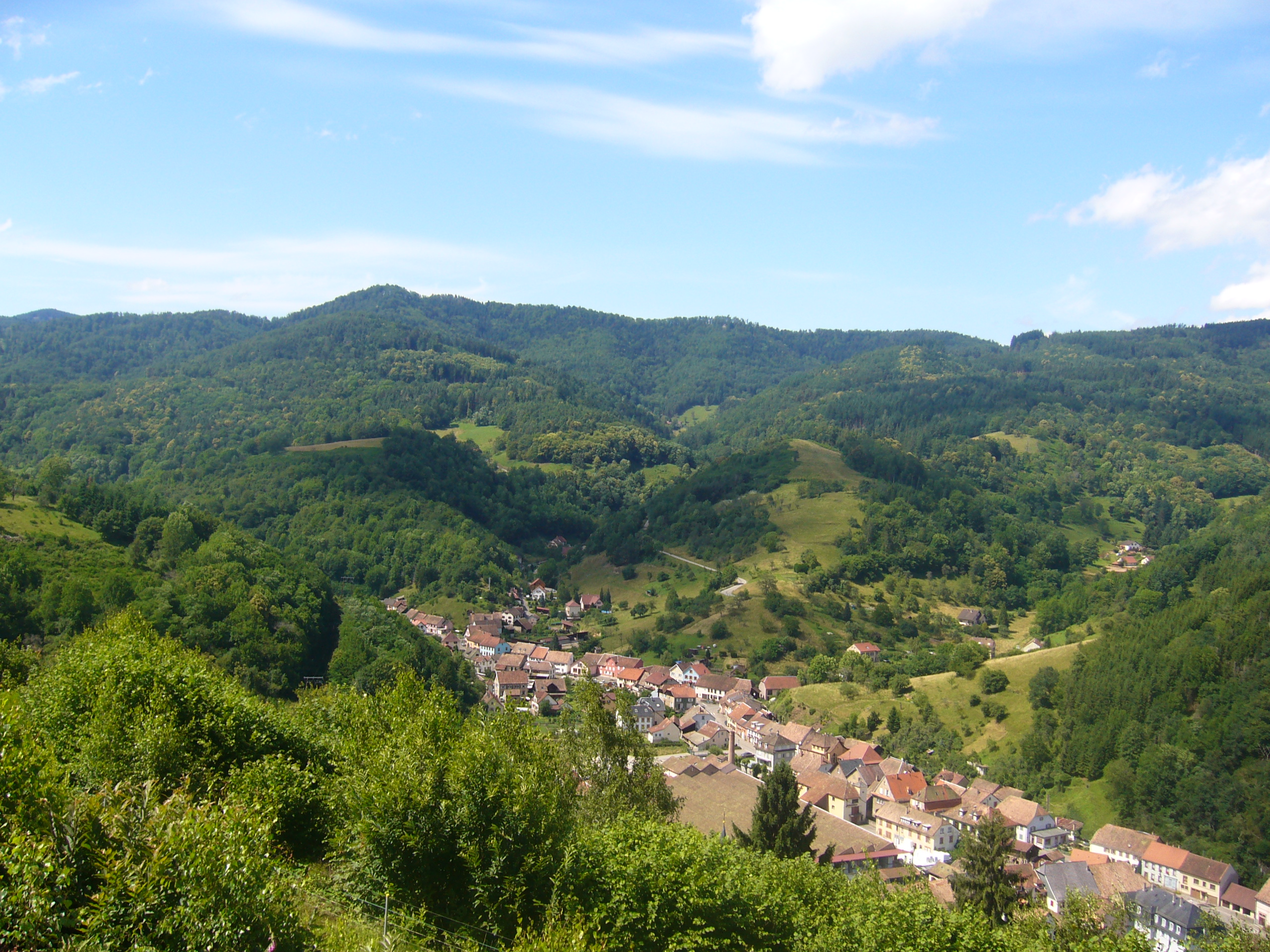
Rombach-le-Franc depuis la colline du Rain de l'Annot.

À partir de 1632, la Lorraine est parcourue par des bandes de soldats impériaux et lorrains qui pillent les campagnes et s'emparent des villes.
En septembre 1633, ils attaquent le Val de Lièpvre. Lièpvre et l’Allemand-Rombach sont pillés en novembre et plus de 70 maisons sont brûlées à Lièpvre. L’Allemand-Rombach connaît un début de peste qui est vite circonscrit et le village échappe de peu au feu. Les Suédois s'emparent le 12 décembre 1632 de Sélestat, puis en juin 1633 de Villé. Ils font ensuite des incursions dans tout le Val de Lièpvre et apportent la peste. Le prieuré de Lièpvre est à nouveau dévasté. Charles IV (duc de Lorraine) n'est plus en mesure de venir en aide aux populations du Val de Lièpvre car ses propres troupes doivent affronter les Suédois et Français. Cependant, les Lorrains font de fréquentes incursions et Charles IV lui prend part à ses expéditions en s'approchant des crêtes vosgiennes. En 1634, les habitants de l’Allemand-Rombach sont exemptés de la taille en raison des ravages de la peste et des guerres. De 1635 à 1641, le Val de Lièpvre est occupé par la France. Un an plus tard, les Lorrains sont de nouveau maîtres de la région pour quelques mois seulement. Puis la France occupe à nouveau la Lorraine de 1641 à 1659 et de nouveau entre 1670 et 1697.
Entre-temps, en mars 1635, des détachements lorrains franchissent par surprise la vallée de Thann qui occupent les lieux jusqu'en 1646. Le Val de Lièpvre lui reste toujours aux mains des Français depuis juin. À cette époque, Richelieu ordonne de « nettoyer le pays » et de rechercher tous ceux qui ouvertement ou secrètement soutiennent Charles IV, de saisir tous leurs biens et de les « poursuivre comme criminels ». La guerre de Trente Ans et surtout les épidémies de peste et de typhus provoquent une immense catastrophe économique et démographique dans la vallée. La vallée est exsangue et la population chute dans des proportions vertigineuses. À l’Allemand-Rombach, la population diminue de 2/3. L’économie rurale est complètement désorganisée. Le traité de Ryswick rend le duché de Lorraine à Léopold Ier à partir de 1697.

### La forêt, principale ressource de la commune pendant plusieurs siècles

#### Le Hantché devient propriété du prieuré de Sélestat

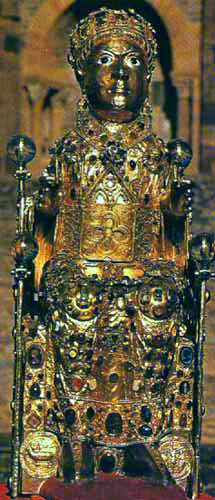
Statue-reliquaire de Sainte-Foy (IXe siècle). Trésor de l'abbatiale Sainte-Foy de Conques.

À partir de 1383, les bénédictins du monastère Sainte-Foy de Sélestat prennent possession de la forêt du Hantchy, baptisée le Langerain par les germanophones, et de quelques terrains. Les quelques habitants n’ayant pas de terre arables s’adressent aux bénédictins du monastère de Sainte-Foy propriétaires des lieux, pour leur demander de défricher la forêt afin de les mettre en culture contre une redevance annuelle de 6 livres strasbourgeoises
Les comtes de Nordgau possédaient, avec le prieuré de Lièpvre et l’abbaye d'Andlau, les dîmes de la cour seigneuriale de Kintzheim et d’une partie des forêts faisant aujourd'hui parties de l’Allemand-Rombach avec ses dépendances, et terrains notamment. Un tiers des terrains et bois situés dans cette commune appartient encore au monastère de Lièpvre, ainsi que les dîmes qui y sont rattachées. Les deux autres tiers appartiennent aux comtes. Les dîmes des comtes de Nordgau passent au monastère de Sainte-Foy de Sélestat en 1095.
Un vidimus du 26 avril 1095 confirme un acte de donation fait par le duc Frédéric de Souabe, neveu de Henri V, en faveur du prieur de Sainte-Foy de Sélestat. Dans ce document Frédéric de Souabe énumère les biens qu’il donne aux moines de Sélestat, parmi lesquels de vastes domaines forestiers situés entre le Giessen et la Lièpvrette, proche de Fouchy (Groba) dont l’église, dotée par Otton, évêque de Strasbourg et de prairies à l’Allemand Rombach.
Mathieu Ier de Lorraine, dit le Débonnaire, restitue vers 1172 à l’abbaye de Bongart, tous les biens situés à Fouchy et une partie de la forêt située près de l’Allemand-Rombach.
Le grand ruisseau qui passait à travers le village partageait le finage pour la dîme. Dans la partie qui se trouvait à gauche de ce ruisseau, la dîme revenait au prieuré de Lièpvre. Elle était d’environ d’un tiers. Les deux autres tiers appartenaient aux bénédictins de Sélestat depuis 1383, puis aux Jésuites à partir de 1615. La prévôté de Sainte-Foy touchait des habitants un cens annuel de deux florins huit sols en monnaie strasbourgeoise dès la fin du XIVe siècle.
Par la suite, les quelques habitants de l’Allemand-Rombach signent d’autres traités avec les jésuites de Sélestat qui ont succédé aux bénédictins. En vertu de ce traité du 22 octobre 1624, ils règlent une somme de cinquante neuf francs et six gros annuellement.
Un document datant de 1222 déposé aux archives départementales de Meurthe-et-Moselle et signé par Mathieu II de Lorraine, confirme l'existence de pâturages à Rombach (Rumbèche) remis gracieusement à l'abbaye de Baumgarten.
En 1606, une transaction est faite entre Jean de Bossolis, prévôt du couvent de Sainte-Foy à Sélestat et les habitants de la vallée au sujet de la forêt dite du Langerain que les francophones appellent le Hantchy. Il a été convenu entre les deux parties : 
1. que les habitants de l’Allemand-Rombach et de Lièpvre puissent à l'avenir entrer en possession de la forêt du Hantchy pour leur usage personnelle à condition de payer chaque année à la Saint-Martin d'hiver deux sols en monnaie de Strasbourg et de fournir et livrer à temps opportun le gros et le menu bois dont la communauté des moines de Sélestat pourrait avoir besoin pour l'entretien des bâtiments ;
2. ils doivent aussi tenir la forêt en bon état
3. la communauté de l'Allemand-Rombach doit aussi s'engager pendant les périodes d'abondance des glands, laisser paître les porcs du couvent de Sélestat et ceux de Lièpvre ainsi que ceux des habitants de Grube (Fouchy). Cet acte est signé par Jean de Botzheim, Schultheiss de Sélestat qui a opposé son sceau.

Les habitants de l’Allemand-Rombach ont l’habitude de transiger avec les bénédictins, puis avec les jésuites de Sainte-Foy pour les dégradations commises dans cette forêt, ce droit résultant d’une transaction intervenue entre le monastère de Sélestat et la communauté de Rombach à qui ils ont amodié le Hantchy contre une redevance annuel de 59 francs et 6 « gros », selon un décret du duc Henri de Lorraine, daté du 1er mai 1616. Le monastère de Sainte-Foy de Sélestat possédait en outre un acte de donation de l’archiduc Léopold rédigé le 23 mars 1616 par lequel il confirma les « droits et privilèges » pour les jésuites du champ de Baumgarten dans le ban de Sélestat, la dîme du ban de Burner (village aujourd’hui disparu), les prés, les champs et le droit de péage du Schnellenbuhl, et enfin les cens provenant de la forêt du Hantchy de Teutsche Rumbach (l’Allemand-Rombach). Cet acte est signé du 3 septembre 1618. À l’époque le supérieur fut le père Henri Meschede, puis de 1617 à 1623 le père Adrien Horn.
Le 13 avril 1620, le litige opposant la commune de l’Allemand-Rombach avec les jésuites du prévôté de Sélestat est porté devant Pierre Fournier à Sainte-Marie-aux-Mines qui est appelé à trancher le différend. Ce dernier est super intendant du Val de Lièpvre et conseiller d’État. La prévôté de Sainte-Foy de Schlestatt (Sélestat) est représentée par le révérend père Adrien Horn, assisté de père Lucas Lestingins, procureur du collège de Molsheim. L’Allemand-Rombach est représenté par Michel Le Bech et Demenge, bourgeois et himbourgs. Dans sa plaidoirie la communauté de Sainte-Foy reconnaît que la forêt du Hantché a bien été consentie aux habitants de l’Allemand-Rombach moyennant une rétribution forfaitaire annuelle décidée d’un commun accord. Cette rétribution étant jugée insuffisante les Jésuites demandent une revalorisation des baux qui est refusé par la communauté de l’Allemand-Rombach. Les religieux de Sélestat portent l’affaire devant la justice.
Au XVIIe siècle, les jésuites de Sélestat achetèrent les districts forestiers du Grand Haut, du Raigai et de Vounangoutte. Le reste de la forêt appartient depuis des temps immémoriaux à la commune de l’Allemand-Rombach.
À partir de 1684, le cens est payé en monnaie de Lorraine. Puis les jésuites, en examinant leurs vieux titres de propriété, découvrent qu’ils ont également droit à la dîme de l’Allemand-Rombach, succursale de la paroisse de Lièpvre. Le curé de Lièpvre et de Rombach, Jean-Baptiste Morel, s’empresse de faire connaître ces exigences du collège aux chanoines de l’église Collégiale Saint-Georges de Nancy, collateurs et décimateurs de Lièpvre et de Rombach. D’où un très long procès, d’abord devant le tribunal du Val de Lièpvre, puis devant la Cour de Metz, et enfin devant le conseil souverain de Nancy. Devant l’énormité des frais qu’entraînait le procès, les deux parties cherchèrent à trouver une solution de compromis. En 1700, trois chanoines de Saint-Georges vinrent au Collège et proposèrent de partager la dîme en deux parties. Mais le procès continua jusqu’à un arrangement à l’amiable conclu en 1719.
Mais il ne dura pas très longtemps, puisque dès le 27 novembre 1723, sur la requête du maire de Rombach et des habitants demandent des explications au sujet d’une polémique qui a éclaté sur le partage des dîmes. La communauté s’adresse à Georges Mihiel, avocat du recteur des jésuites de Sélestat pour examiner la requête qui leur a été adressée. Deux habitants de l’Allemand-Rombach se déplacent exceptionnellement auprès des jésuites de Sélestat pour essayer de trouver un arrangement. Devant le refus de transiger, l’Allemand-Rombach s’adresse à un avocat de Lunéville, maître Georges Simon pour défendre les intérêts de la commune.
Mais des décisions des cours de Nancy et de Lunéville en 1723 refusèrent au Collège tout droit à des cens à Rombach. En 1732, la cour de Lunéville attribua toute la dîme au curé de Lièpvre. Ainsi les procès longs et couteux engagés par les jésuites se terminaient par un échec complet qu’ils attribuèrent aux sentiments « antijésuites » des juges lorrains.

#### La forêt communale occasionne souvent des litiges

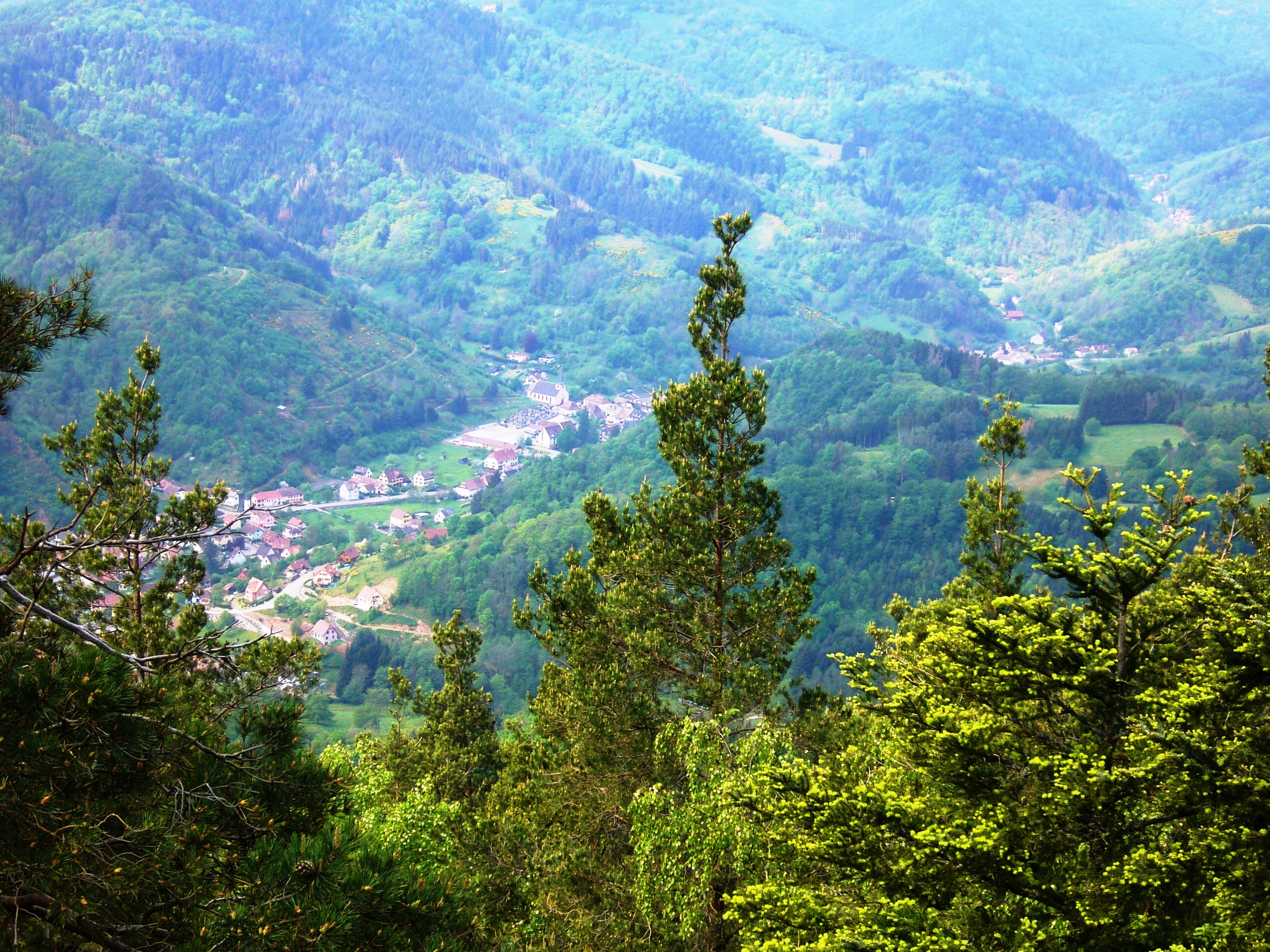
Rombach-le-Franc vu depuis le sommet du Chalmont.

L'exploitation de la forêt a joué de tout temps un rôle économique considérable à Rombach-le-Franc. C'était l'un des postes qui rapportait au Moyen Âge le plus d'argent. Il n'est donc pas étonnant que ces forêts occasionnent de temps à autre des litiges.
Le couvent de Lièpvre possède une grande partie de la forêt qui entoure le Val de Lièpvre, et comme les habitants des diverses localités y ont des droits d’usage, il en résulte quelques difficultés : en juin 1441 pour prévenir les dégâts que les habitants de Lièpvre et de l’Allemand-Rombach font dans les bois du prieuré, un règlement complet est élaboré par l’officier du duc de Lorraine, seigneur d’une partie du Val, par le sire de Hattstatt, seigneur de l’autre partie, par le prieur, par le maire, les jurés et les notables de Lièpvre et l’Allemand-Rombach.
Ainsi de 1519 à 1520, les habitants de l’Allemand-Rombach sont en procès avec le conseil ducal du chapitre de Saint-Georges au sujet du bois de Chastychêne qui est revendiqué par chaque partie. Sur l'ordre du conseil, une enquête est ouverte à Lièpvre et à l’Allemand-Rombach. Les enquêteurs sont très hauts personnages, Gaspard d'Haussonville, gouverneur de Blâmont, Jean Champenoix, procureur général de Lorraine, Jacques Reynette, lieutenant du bailli de Saint-Dié. Une vingtaine de personnes déposent devant eux, et par les soins du conseil, qui joue ici un rôle d'arbitre plutôt que de juge, on aboutit le 2 février 1520 à un compromis : le chapitre aura droit de couper des arbres dans les bois de Chastychêne pour réparer le prieuré de Lièpvre, mais pour cet usage seulement et dans une mesure raisonnable.
Un an plus tard, c'est un autre bois, celui de Chesnemont, qui est au centre d'un litige entre et la commune de Rombach-le Franc et le chapitre de Saint-Georges de Nancy. Le duc de Lorraine intervient par lettres patentes du 13 juin 1571, pour autoriser le chapitre à nommer des forestiers qui dresseront des procès-verbaux aux mésuants.
Plus favorisé que Lièpvre, la commune de l’Allemand-Rombach possède l'avantage de posséder d’importantes forêts communales, pour lesquelles la communauté paie en 1787 93 livres de France pour l'impôt du vingtième sur ces bois. Elle paie également une rente annuelle de 60 livres aux jésuites de Sélestat pour l'exploitation d'une forêt leur appartenant. Cette forêt tenue à cens est appelée dans les anciens documents, Hentché, Hantchy.
Aux XVIIe et XVIIIe siècles, on pouvait encore apercevoir de nombreux loups dans les forêts de la région. Ils étaient impitoyablement pourchassés et pour lesquels les communes payaient même des primes. Le dernier loup à l’Allemand-Rombach fut tué en 1712 et la prime à cette époque s'élevait à deux francs. Le chasseur avait droit à la bête, qui se vendait quelquefois de douze à quinze francs.
En 1708, les habitants déclarent posséder 430 arpents de bois plantés en chêne et en sapin, mais ajoutent qu'ils n'en tirent pas grand profit, car difficilement accessibles. Ils disent ne pas avoir de communaux. En 1733, la commune déclare posséder 2644 arpents de futaie et 88 arpents de taillis. Un arrêt de la cour de Lorraine du 15 décembre 1722 confirme la propriété de 412 arpents de futaie, moyennant une redevance de sept francs, non rachetable, à payer aux jésuites de Sélestat, suivant le traité de 1383 et une transaction de 1624. La commune de Rombach-le-Franc possède toutes les autres forêts depuis un temps immémorial, suivant les lettres d’Henri II duc de Lorraine du 10 mai 1619 et du 28 mars 1619.
À la mi-janvier 1739, un violent ouragan s'abat sur la région. Une grande partie de la forêt du Hantchy est dévastée. La tempête a plié et en partie arraché une quantité d'arbres les plus beaux et les plus grands, ruinant en plusieurs lieux des forêts entières. En février 1756 un autre ouragan décime une grande partie de la forêt vosgienne, dont l'Alsace n'est pas épargnée. Toutes ces catastrophes ont d’énormes conséquences sur les finances de la commune qui dépend essentiellement du produit de la forêt.
En 1824, le conseil municipal de l’Allemand-Rombach est saisi par le préfet du Haut-Rhin au sujet d'un différend opposant la commune et la ville de Sélestat. Les deux communes se disputent depuis de longues années la forêt du lieu-dit « le Grand Haut » au-dessus du col du « Petit Haut » jouxtant la crête du Haut de La Vancelle. l’Allemand-Rombach estime que cette forêt lui appartient depuis des temps immémoriaux alors qu'au contraire la ville de Sélestat affirme détenir ce bois depuis la Révolution. Ce bois appartenait avant la Révolution aux moines du prieuré Sainte-Foy de Sélestat qui a été saisi et donné à la ville de Sélestat. L’Allemand-Rombach reproche à la ville de Sélestat d'avoir fait couper onze gros arbres au « Grand Haut » et fait porter l'affaire devant les tribunaux. Le préfet souhaitant trouver un arrangement entre les deux communes demande aux deux parties de trouver un terrain d'entente afin d'éviter des frais inutiles qui risquent de grever leur budget. Le conseil municipal de l’Allemand-Rombach suivant les propositions du préfet retire alors sa plainte. Par la suite la forêt le Grand Haut est revenue à la commune de l’Allemand-Rombach par décision préfectorale de 1888.
En 1836, la commune de l’Allemand-Rombach refuse le passage dans sa forêt communale aux voituriers du comte-ban (Bas-Rhin) pour acheminer les coupes de bois. Le conservateur des eaux et forêts adresse une lettre à son homologue Haut-Rhinois pour dénoncer ce « coup de force ». Le conservateur du Bas-Rhin fait remarquer que de temps immémorial, les coupes de bois du comte-ban ont toujours été acheminées par la forêt communale de l’Allemand-Rombach. Il demande les bons offices du préfet pour débloquer la situation.
D'autres litiges sont soulevés entre la commune de l’Allemand-Rombach et des particuliers. En 1835, un habitant de Fouchy, Jean Baptiste Fonmosse qui possédait des terrains au lieu-dit de Noirceux reproche à la commune d'avoir accaparé une partie de la forêt établie sur sa propriété. Il demande à maître Ackerman de faire valoir ses droits auprès du tribunal. Il réclame notamment qu'on lui rende une partie de la forêt de haute futaie qui se trouve sur ce lieu. Dans un premier temps il est débouté. Entre-temps il vend ses propriétés à la veuve Humbert de Lalaye qui attaque à son tour la commune de l’Allemand-Rombach au motif que les bornes cadastrales empiètent sur ses propres terres et passent par le pré de Noirceux et la ferme dite de Degelingoutte, près de l'ancien pré de Lorraine au-dessus de la Hingrie. Madame Humbert pour faire valoir ses droits exhibe un ancien plan établi par M. Vautrinot, arpenteur qui semble lui donner raison. Le tribunal déboute la commune une première fois le 31 mai 1838 qui fait immédiatement appel pour contester la décision.

L’Allemand-Rombach fait remarquer que, selon un ancien titre qui se trouve au bailliage de Châtenois, le terrain litigieux a toujours fait partie des biens de la commune et comme preuve elle avance que d'après ce plan la propriété indiquait une contenance de quatre jours, qui était une ancienne mesure de Lorraine. Elle poursuit que l'emplacement de ces bornes est au contraire sur ses propres terres et que si contestation il y a, elles proviennent de l'ancien propriétaire qui a déplacé les anciennes bornes de la commune. Elle attaque à son tour l'ancien propriétaire, le sieur Fonmosse, pour voie de fait, choisissant pour l'occasion maître Belin pour porter l'affaire devant les tribunaux et demandant un sursis pour produire les pièces nécessaires à sa défense. Cependant, malgré les nouvelles pièces apportées, la commune de l’Allemand-Rombach est de nouveau déboutée par un arrêt de la cour royale du 8 juin 1839 et condamné à ses dépens entraînant pour sa part de lourds frais.

### Le repeuplement de la vallée et le début de l'industrialisation

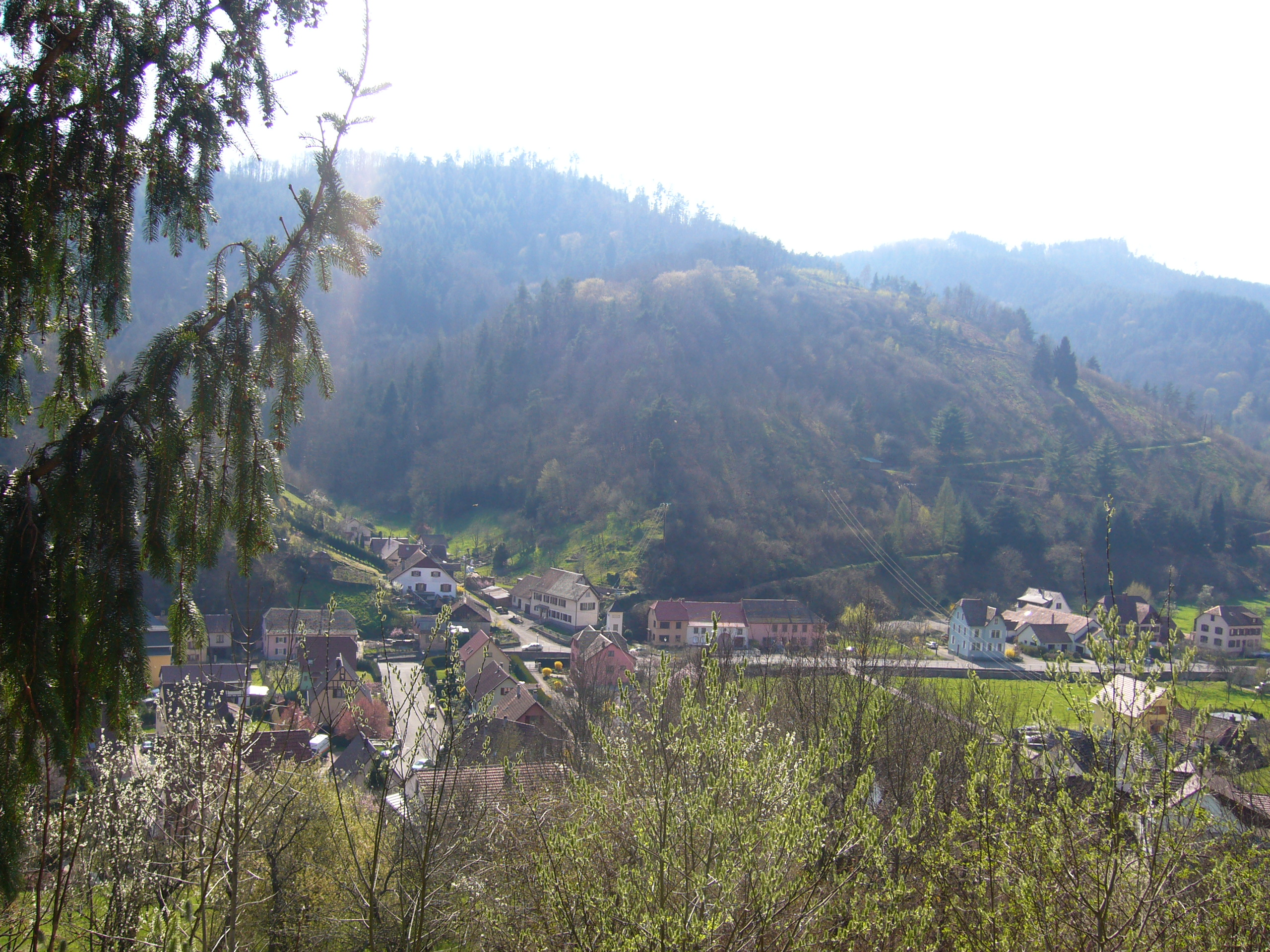
Rombach-le-Franc : Hargoutte vue depuis le Cheval Poirier.

À partir de 1661, le duc Charles IV revient à la tête de ses États et prend des mesures pour restaurer la démographie et l'économie sans que le roi de France s'y oppose espérant pour ce dernier ainsi devenir un jour le maître absolu de cette province.
Parmi les mesures destinées à relancer l'activité, Charles IV de Lorraine apporte un large soutien aux manufactures de draps et de soie. Les artisans qui s'installent dans la vallée bénéficient de la dispense du droit de bourgeoisie (c'est-à-dire d'entrée dans la ville), des impôts pendant six ans, du logement, etc. Dans la vallée on voit arriver des populations savoyardes, suisses et d'autres régions françaises ou même de Mulhouse qui était encore rattaché à la Suisse. Plus tard des hommes d'affaires venant de cette ville s'installent à Sainte-Marie-aux-Mines où ils montent des usines de textiles et de soie, ce qui procure du travail à une partie de la population de la vallée. Par la suite d'autres industriels s'installent dans les autres villages de la vallée dont notamment Lièpvre et Sainte-Croix-aux-Mines. l’Allemand-Rombach reste momentanément à l'écart de cette industrialisation. Comme l'Allemand-Rombach et Lièpvre avaient beaucoup souffert des guerres du XVIIe siècle, le duc Léopold Ier essaya de relever l'économie locale. Par lettres patentes du 28 septembre 1711, il créa dans le bourg voisin situé à 2 km un marché tous les jeudis et trois foires par an, les 11 mars, 26 juillet, 22 octobre jours où il n'y avait dans aucune localité à six lieues à la ronde aucune manifestation. Ces foires avaient les mêmes privilèges que celles de Saint-Dié ou Bruyères dans les Vosges. Par ailleurs, il accorda un an de franchise d'impôts à tous les étrangers qui bâtiraient dans les deux bourgs. Grâce à ces mesures, l’Allemand-Rombache et Lièpvre retrouvent quelque prospérité et les deux bourgs se repeuplent assez rapidement.

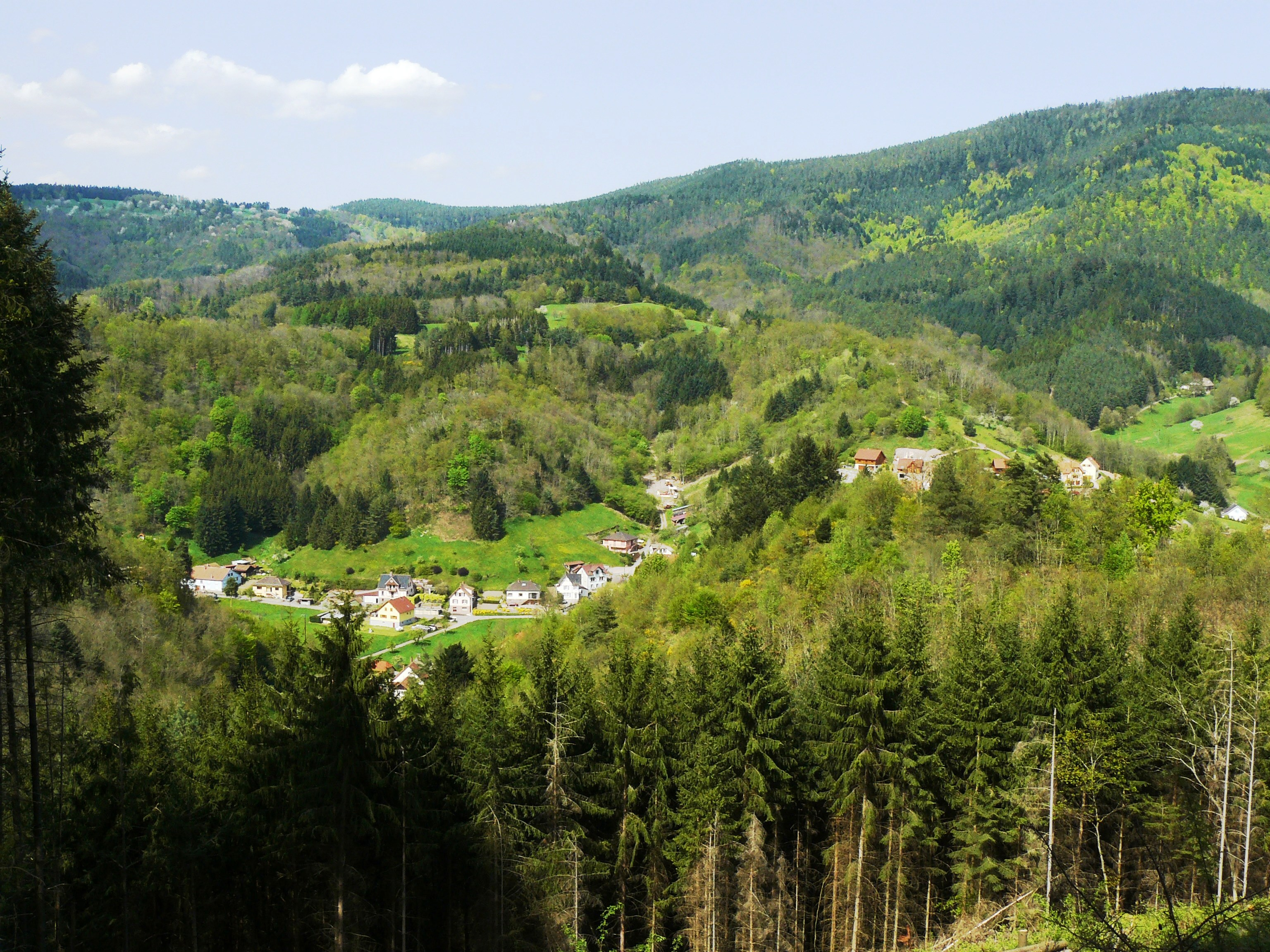
Une partie du village depuis le chemin forestier entre le Rain de l'Annot et Hargoutte.

Des anabaptistes venus de Suisse sont encouragés à s'installer dans la région pour reprendre les fermes abandonnées et pour défricher les forêts. Le duc Léopold impose que chaque commune fasse un bilan et une déclaration des biens abandonnés avec autant que possible des témoignages des plus anciens habitants pour s'assurer que les habitations sont bien vacants. À la Hingrie, un hameau dépendant de l’Allemand-Rombach, toutes les fermes reviennent peu à peu à des anabaptistes et des paysans venus d'Orbey, de Fréland, du Bonhomme, de Savoie ou du Val d'Aoste. C'est ainsi qu'on voit apparaître de nouveaux noms comme les Valentin, les Finance originaires du Bonhomme, ou les Roudot, les Barlier, Bourgeois de Fréland. D'autres familles venant des Vosges s'installent comme les Demange, Reynette ou d'Orbey comme les Cottel ou les Bâtot. Jusqu'en 1730, les anabaptistes construisent des fermes ou les rénovent jusque dans les coins les plus reculés du vallon de la Hingrie ou louent leur force de travail à des bourgeois fortunés qui apprécient leur compétence dans le domaine agricole. Une première vague de Suisses Mennonites frappés par la crise économique et la jacquerie s'était déjà installée à la Hingrie vers 1653 développant les chaumes et le système de transhumance vers les hauteurs entre mai et octobre. De fréquents contacts s'opèrent d'ailleurs entre les habitants de la Hingrie, du Grand et du Petit Rombach, de la chaume de Lusse et même jusqu'à Lubine dans les Vosges ou le Val de Villé.
Vers 1698, le duc de Lorraine, Léopold, accorde l'autorisation à Monsieur de la Pommeraye une exclusivité de la production et de la vente de verre sur tout le territoire du duché de Lorraine. Il signe un accord avec les descendants des Ribeaupierre pour la création d'une verrerie à la Hingrie. C’est vers 1710 qu'une verrerie commencera à fonctionner, peu avant d'arriver au lieu-dit de Haute Fontaine (que les germanophones appellent Hochbrunnen). On fait venir des verriers de la Forêt-Noire, de Ribeauvillé et d'autres régions françaises. La cohabitation est cependant assez délicate entre les verriers allemands et français. Ces derniers reprochent à leurs collègues allemands de les insulter et de ne pas faire d'efforts pour les comprendre. Ils s'invectivent, se battent, se plaignent et affirment que leurs femmes sont traités de Welches Cucumer. Cette verrerie emploie beaucoup de monde, au point que la Hingrie se repeuple dans des proportions assez importantes. On compte à un moment donné plus de 1 000 personnes dans ce hameau soit beaucoup plus que le village de l'Allemand-Rombach lui-même. À peine un an après le début des travaux, on compte déjà une quarantaine de maisons groupées à la sortie du vallon de la Hingrie. L'emplacement est appelée la Varrière ou la Verrière. Vers 1764, un coup rude est porté à la prospérité de la verrerie de la Hingrie par la fondation de deux verreries, l'une à Baccarat (Meurthe-et-Moselle) et l'autre à Bitche (Moselle). On assiste alors à des débauchages massifs. Les recruteurs utilisent toutes sortes de stratagèmes pour convaincre les verriers de la Hingrie à rejoindre les nouveaux emplacements en leur faisant miroiter de meilleures rémunérations. Cette concurrence provoque une lente érosion de la verrerie par manque d'ouvriers compétents à la fabrication du verre. En 1793, la verrerie est déclarée bien national. La commune de l'Allemand-Rombach obtient alors les 2/3 de la forêt. Petit à petit, avec l'apparition de l'usage de la houille les verreries alsaciennes disparurent au profit de celles du versant lorrains et des Vosges.

### La Révolution française

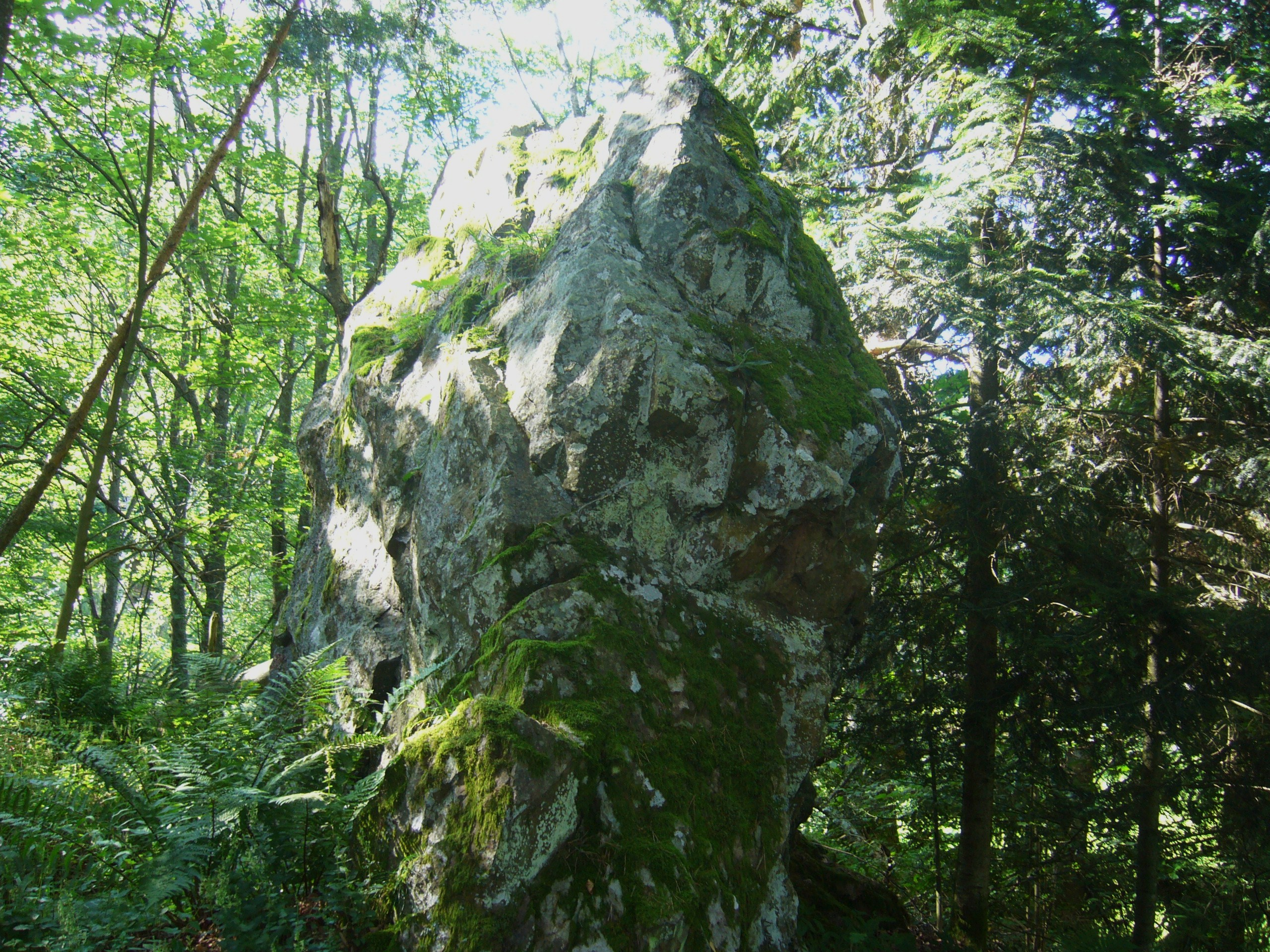
Rocher de la Longire à Rombach-le-Franc près duquel le curé Boulanger célébrait la messe pendant la Révolution.

En 1789, la Révolution confisque les biens du chapitre de la cathédrale Notre-dame de Nancy dont les domaines forestiers du Grand Haut, du Raingai et de Vounangoutte qui avaient été achetés au XVIIe siècle sur les terres de l’Allemand-Rombach. La forêt du Hantché appartenant depuis 1383 aux moines de Sélestat est également confisquée. Tous les ans les habitants de l’Allemand-Rombach devaient régler aux moines de l'église Sainte-Foy de Sélestat 24 florins, monnaie de Strasbourg et fournir un millier d'échalas en sapin, plus trois sacs d'avoine ou un chariot de planches. Les habitants de l’Allemand-Rombach tenaient ce bois en amodiation par acensement (concession perpétuelle ou de longue durée) perpétuel et payaient la dîme à la Saint Martin de chaque année (11 novembre).
Le chapitre Saint George de Nancy était propriétaire du Chalmont. Ce bois appartenait déjà depuis le début aux moines de Lièpvre. Vers 1441 la vaine pâture, appelée ainsi, car il s'agissait de la partie dénudée ou défrichée du Chalmont est louée à la communauté de Lièpvre et de l’Allemand-Rombach pour une période de 70 ans moyennant une redevance annuelle de 38 sols de Strasbourg. En 1499 le droit de glandée y est autorisée pour les paysans de Lièpvre pour neuf ans à raison de trois florins du Rhin et par an afin qu'ils puissent y amener des porcs.
Le 16 juin 1791 eut lieu à Colmar la vente des biens du prieuré de Lièpvre. Sont vendus notamment deux moulins, des prés, des terres, y compris la petite chapelle à divers habitants de l’Allemand-Rombach et Lièpvre pour environ 40 000 livres.

#### Chasse aux prêtres réfractaires
Pendant la Révolution, l’Allemand-Rombach est le théâtre d'une vaste chasse à l'homme. Des bandes armées portant le bonnet phrygien, et vêtus d'habits à rayures, chaussés de sabots bourrés de paille, montaient de la vallée de Lièpvre en direction du col de la Hingrie. On leur avait indiqué que des prêtres réfractaires se cachaient dans les fermes des alentours. Les paysans révolutionnaires étaient à la recherche de trois prêtres qui avaient trouvé refuge dans la montagne : l'abbé Boulanger, curé de l’Allemand-Rombach depuis 1786, le curé Seck de Fouchy et aussi l'abbé Schaal de Sainte-Croix-aux-Mines. Ce dernier disait souvent la messe à la chapelle de la Goutte, près du Creux-Chêne faisant partie de la Hingrie. L’abbé Boulanger, refusant de prêter serment de fidélité à la Constitution, fut contraint à la clandestinité. Il passe d'une ferme à une autre et séjourne souvent chez Didierjean de la Longire près de laquelle on peut encore apercevoir le rocher où il disait la messe. Il se cache aussi chez les familles Tourneur et Mosse. C'est dans ces deux fermes que l'abbé Boulanger célébrait la messe, confirmait, baptisait et célébrait les mariages. Dans la maison de Jean Joseph Mosse, située dans le village même, il y avait une cachette où les prêtres pouvaient se mettre à l’abri. Dans une autre maison située dans le village on a trouvé un confessionnal qui avait servi pour confesser les paroissiens pendant le règne de la terreur. Cette maison était autrefois habitée par François Réling.
Le curé de l’Allemand-Rombach s'exile dans le pays de Bade du 17 novembre 1792 jusqu'en 1800. Il fait de temps en temps des retours inopinés pour s'assurer de la loyauté de la population. Le curé de Lièpvre, Louis Guérand, soumis aux mêmes tracas trouve refuge à la Vaurière ou près du rocher appelé « Rocher des réfractaires » sur la crête du Haut de La Vancelle. Lui aussi s'exile le 16 septembre 1792 après avoir refusé de prêter le serment civique. Pour assister au culte clandestin les paroissiens étaient invités grâce à l'emploi du patois vosgien que les soldats et les gendarmes ne comprenaient pas et en disant ; « venez à la soupe ».
C'est au mois d’août 1792 que des soldats arrivés en renfort traquent l'abbé Boulanger dénoncé par un villageois. C'est dans une ferme située à Grandgoutte que Nicolas Million et sa femme avaient donné refuge aux prêtres réfractaires. Voyant arriver de loin les soldats, le couple les cache dans des bottes de foin. Arrivé sur les lieux, l'officier ordonne la perquisition de la ferme en promettant la guillotine au fermier en cas de découverte des fugitifs. Ils montent au grenier et commencent à transpercer une à une les bottes de foin, à l'exception des deux dernières où se trouvaient effectivement les prêtres. L'autre prêtre caché dans une botte de foin était l'abbé Stackler de Neuve-Église qui meurt sur l'échafaud quelques mois après. L’abbé Boulanger ne retrouve sa paroisse qu'à partir de juillet 1800.

#### Un gigantesque incendie détruit une partie du village

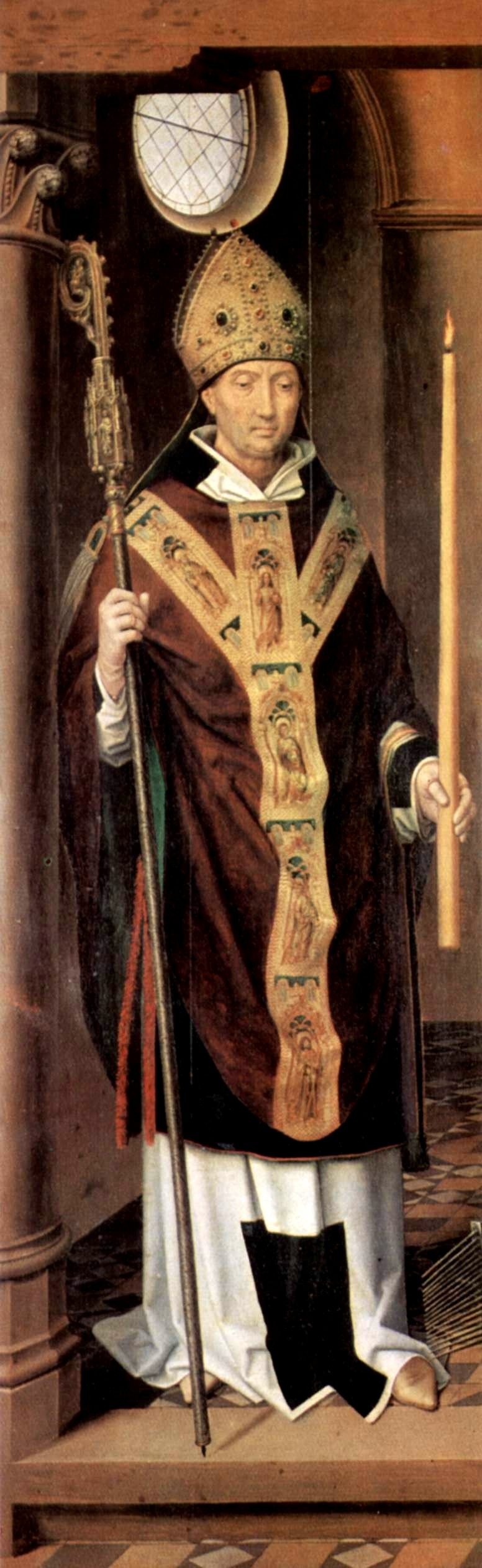
Saint Blaise de Sébaste.

Le 4 fructidor de l'an 9 (22 août 1801), un terrible incendie détruit quarante-trois maisons, situées entre la rue de l'Église et le centre du village jusqu'à la bifurcation du chemin qui mène vers le col de Fouchy. L'église qui avait été construite en 1746 pour remplacer l'ancienne chapelle Sainte-Rosalie construite au XIIIe siècle par les moines du prieuré de Lièpvre ainsi que le presbytère sont détruits par le feu. Une seule maison située à côté du presbytère échappe aux flammes. La maison commune (mairie) est également détruite entièrement. On déplore la mort de plusieurs personnes dont l'instituteur du village, Jean Baptiste Hestin qui est maintenu en 1790. Il est remplacé par Jean Nicolas Henri et Joseph Bournique comme adjoint qui officie de 1795 à 1828. L'année scolaire commençait alors à la Saint-Martin (11 novembre) et se terminait à la Saint-Georges (23 avril). À cette époque l’Allemand-Rombach compte 1 500 habitants. 100 garçons et 90 filles fréquentent l'école du village dont 64 élèves admis gratuitement. En été les effectifs ne sont plus que de 20 garçons et 20 filles qui doivent participer alors aux travaux des champs avec leurs parents.
Les habitants de l’Allemand-Rombach doivent se rendre à Lièpvre pour le culte catholique et le conseil municipal ne dispose plus d'aucun endroit pour tenir ses séances. Le curé Boulanger qui venait à peine de se remettre de ses émotions liées à la Révolution se trouve complètement désemparé. Il y voie la main de Dieu et rappelle que ce feu était peut-être lié au non-respect de l'engament des cierges de l'Assomption. En effet lors de la création d'une paroisse autonome le 16 février 1786, l'évêque de Strasbourg, monseigneur Louis René Guéméné (1779-1801) avait ordonné que tous les ans, à la fête patronale (15 août), deux notables du village délégués par leur communauté, portent deux cierges de cire blanche d'une demi-livre chacune et se rendent en procession jusqu'à l'église de Lièpvre. Ce geste devait marquer la prééminence de la paroisse de Lièpvre sur celle de l’Allemand-Rombach. Mais au bout de quelques années, cette tradition fut abandonnée.
Pour accélérer le processus de reconstruction du village, le conseil municipal décide de faire des prélèvements exceptionnels de bois dans diverses parcelles de ses forêts : des coupes ont lieu au lieu-dit du Barançon (trois hectares) ; au Naltérin (deux hectares et demi) ; au Volbeucheux aujourd'hui le Volbach (1 hectare et demi) ; au Gange et à Vourogoutte (un hectare et demi). Ces deux endroits sont peuplés de taillis de chêne de 30 à 40 ans d'âge et sont particulièrement recommandés pour la charpente. La première pierre angulaire de la nouvelle église est bénie le 15 août 1805 par Jean-Baptiste Boulanger, curé de l’Allemand-Rombach et du maire Nicolas Mettemberg (maire et réélu de nouveau le 28 août 1801) ainsi que de son adjoint Jean Dominique Collin en présence de tout le village. Le 7 décembre 1807 le curé doyen de la paroisse de Sainte-Madeleine de Sainte-Marie-aux-Mines préside la cérémonie de la bénédiction des deux cloches. La grande cloche d'un poids de 800 kg est bénie sous l'invocation de la Sainte Vierge et la plus petite de 450 kg sous le nom de Saint Blaise et de Saint Quirin les patrons secondaires de l'église Sainte-Rosalie. Les maisons détruites par le feu sont peu à peu reconstruits.

### Le Premier Empire

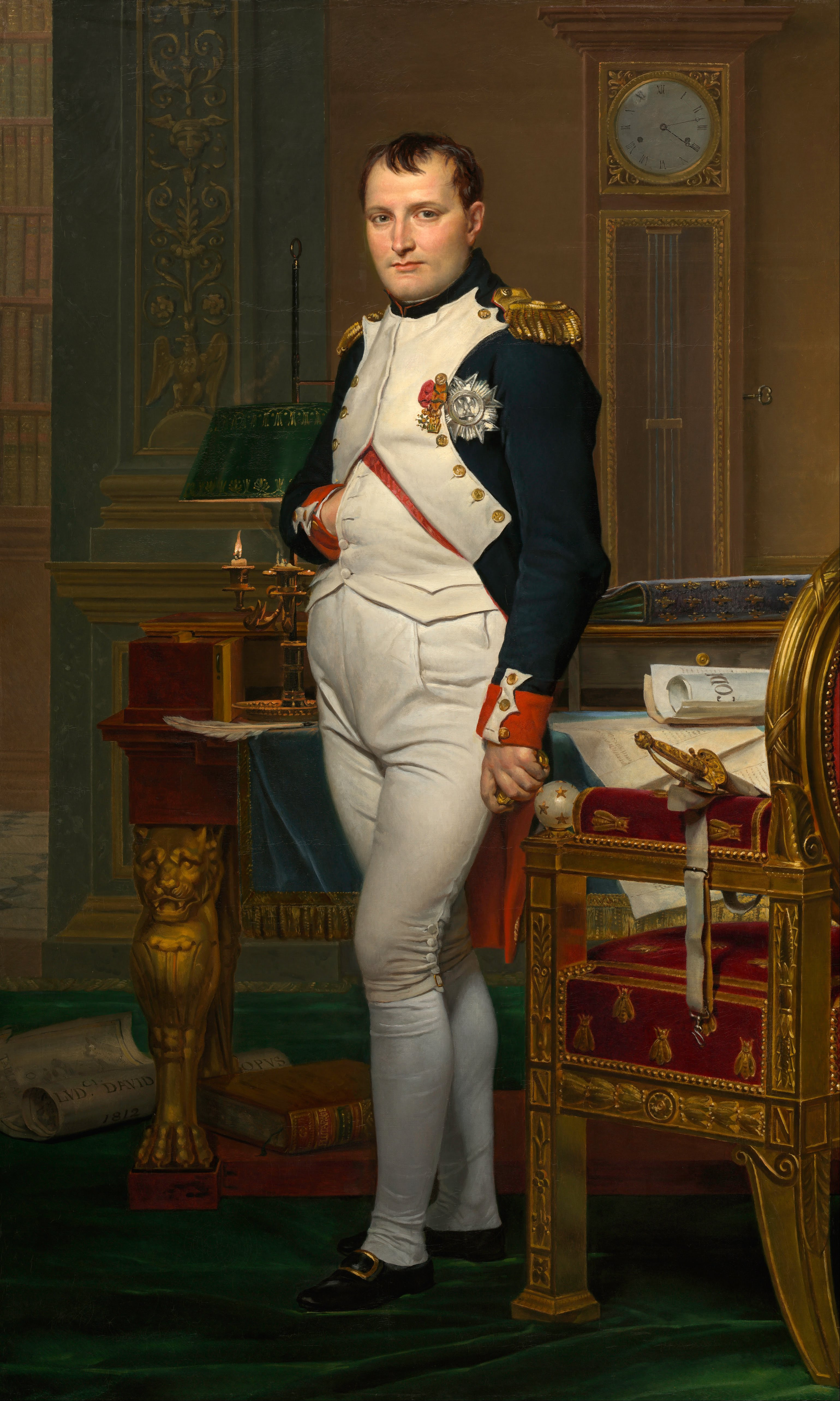
Napoléon Bonaparte.

Les dix personnes les plus imposées sont dans l’ordre :
Nicolas Chenal, Sébastien Pairis, Michel Philippe, Georges Philippe, Jean Baptiste Chenal, Dominique Collin (père), François Chenal, Joseph Lamaze, Jean Baptiste Lamaze, Nicolas Guiot. Même l'abbé Boulanger, curé de l’Allemand-Rombach est tenu de participer à l'effort de guerre.
De janvier à avril 1814, Napoléon Ier doit faire face à des troupes coalisées comprenant la Russie, la Prusse, l'Angleterre, la Suède, l'Autriche et plusieurs États allemands, anciens alliés de Napoléon, notamment la Bavière et le Wurtemberg. Les Autrichiens, avec une armée de 120 000 hommes pénètrent en France en passant par la Suisse dont ils avaient acheté ou violé la neutralité. Les Prussiens et les Russes passent le Rhin. Les autres unités commandées par le roi Charles XIV de Suède, ancien maréchal d’Empire Bernadotte, sont composées de Suédois, Russes, Prussiens, Anglais, tous ennemis jurés de la France et envahissent l'Empire par la Belgique. Le 25 janvier 1814, Haguenau, Épinal, Nancy sont aux mains des coalisés.
Les troupes coalisées occupent Paris le 31 mars 1814. Le 6 avril, Napoléon Ier abdique à Fontainebleau.
Dès les premiers jours de janvier des soldats franchissant les Vosges commencent à s'établir dans la vallée établissant des campements de fortune.
Le même mois de l'année 1814, la commune reçoit le passage des troupes de la coalition qui combattent les troupes de Napoléon. Les troupes bavaroises du général Deroy commandant 5 000 hommes sont les premières à franchir la crête des Vosges. Elles vont se retrancher sur le haut de Saint-Dié. L'essentiel de la brigade est cantonnée à Sainte-Marie-aux-Mines et le reste est réparti dans les autres villages de la vallée. Une garnison siège à l’Allemand-Rombach entre 1815 et 1818, occupant l'immeuble qui fait aujourd'hui partie de la poste, et une autre s'installe à l'ancienne poste aux chevaux de Lièpvre. Plusieurs garnisons traversèrent la vallée : 25 cosaques avec à leur tête un général russe, le baron d'Ellinghausen, le général bavarois et sa division et un régiment de hussards autrichiens. Une division d'infanterie et de cavalerie estimée à 9 000 hommes, commandée par les généraux autrichiens Frimont et Volckman, traverse également la vallée le 12 janvier. La vallée fut très fréquentée par les troupes coalisées, jusqu’à la fin de l’occupation de la France, en 1818.

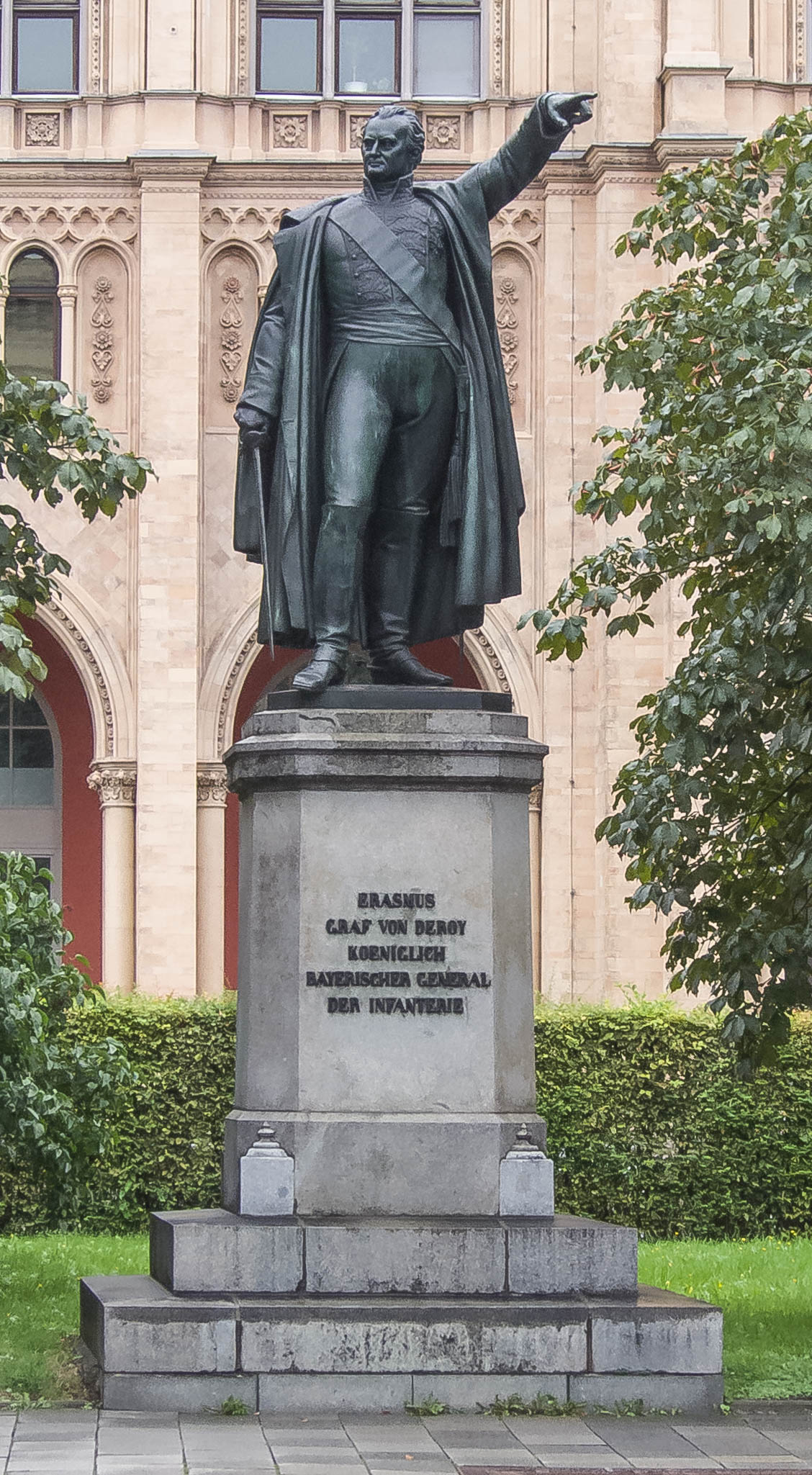
Statue du général bavarois Bernhard Erasmus Von Deroy à la Maximilianstrasse à Munich.

### La Restauration et la monarchie de Juillet
Un soir du mois d’octobre 1814, le duc de Berry fait halte à l’Allemand Rombach où il déjeune. Six ans plus tard, dans la nuit du 13 au 14 février 1820, il est poignardé par un nommé Louvel alors qu’il sort de l’opéra de Paris. Un hommage est rendu par le conseil municipal à la personnalité du duc de Berry « victime d’un lâche attentat ».
Après le départ des troupes alliées dans la vallée en 1818, on voit apparaître un nouveau départ de l'industrie. Après une interruption de 12 ans, l'exploitation des mines est reprise en 1824. Une compagnie parisienne rachète l'ancienne société Vallet et Leclerc ainsi que les bâtiments et terrains et entreprend des transformations. Cette société est reprise par Cor-Larigaudelle et Cie avec à sa tête M. de la Rochelle qui résidait à Sainte-Marie-aux-Mines.
Les 27, 28 et 29 juillet 1830 éclate à Paris la Révolution de Juillet troubles qui ne furent connus dans la vallée que le premier août suivant. La diligence qui apportait le courrier n’arrivait que trois fois par semaine. On attendait donc avec impatience les nouvelles de Paris.
Un décret du 22 mars 1831 institue la création d’une compagnie de gardes nationaux dans chaque commune. Les articles 31 et 32 de ce décret obligent chaque mairie à mettre en place une telle compagnie. Au prétexte que la population de la commune est éparpillée, tant à cause du hameau de la Hingrie et des fermes isolées, la municipalité opte pour trois compagnies et une subdivision de sapeurs pompiers. La première compagnie composée de jeunes gens du chef-lieu et des fermes rapprochées, est composée d’hommes âgés de 20 à 35 ans au nombre de 117. La 2e compagnie est composée d’hommes âgés entre 35 et 55 ans habitant également le chef-lieu du canton et des fermes rapprochées au nombre de 87 hommes. La 3e compagnie se compose de tous les individus âgés entre 20 et 55 ans habitant le hameau de la Hingrie et des fermes isolées au nombre de 76 hommes. La subdivision des sapeurs pompiers se compose de 25 hommes. La réserve de la première compagnie comptait 11 hommes, celle de la 2e compagnie, 19 hommes, et celle de la 3e compagnie, 10 hommes.

### Avant leXIXesiècle, les habitants de Rombach-le-Franc ne parlaient pratiquement que le welche

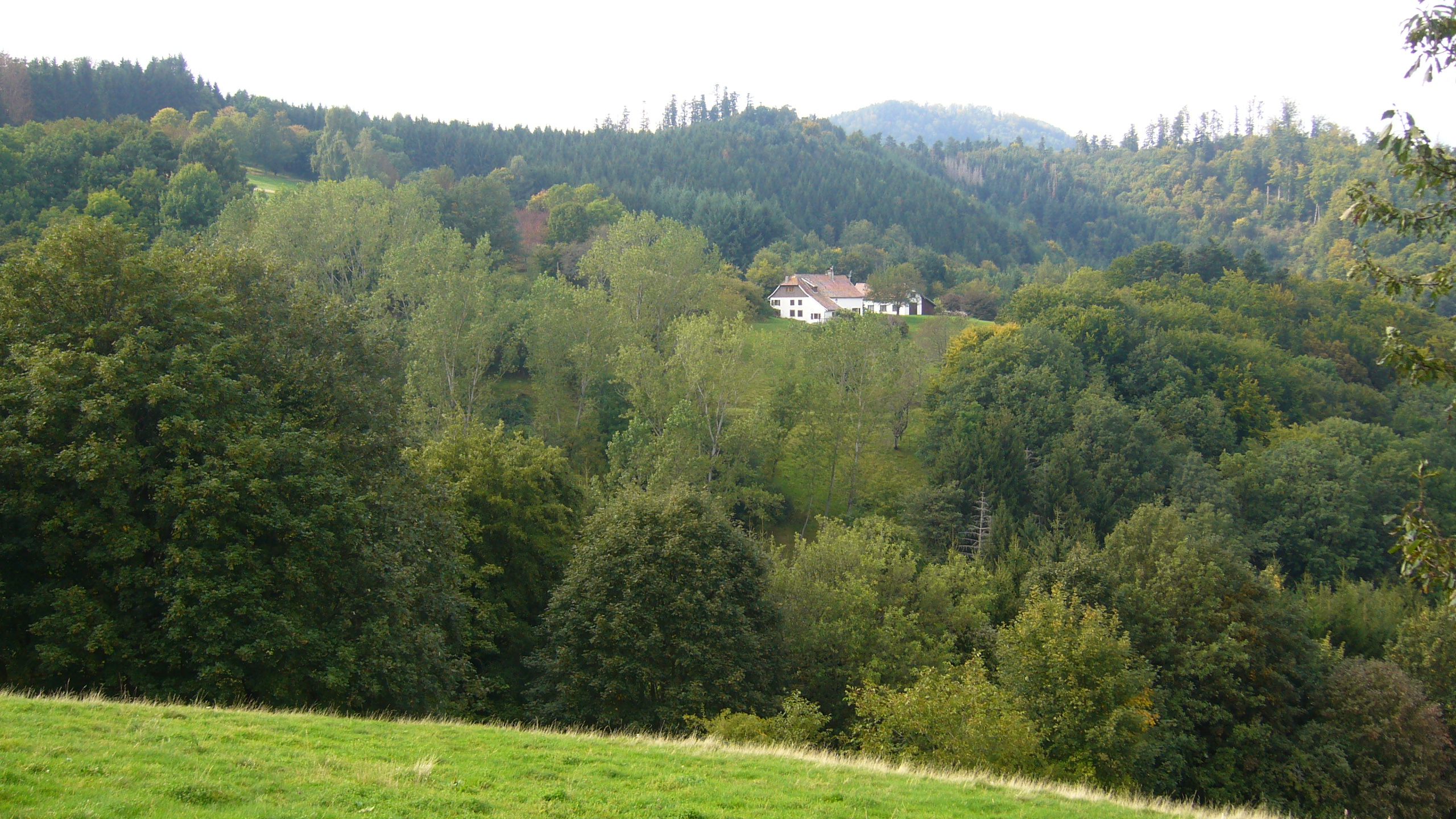
Vue partielle de la Chambrette à Rombach-le-Franc.

Au siècle dernier, une bonne partie des habitants de l’Allemand-Rombach parlait encore un ancien parler rural vosgien qui en Alsace est appelé le welche (ou Welsch en allemand), un terme utilisé par les peuples germaniques et anglo-saxons pour désigner le monde celtique, puis roman. L'origine du nom pourrait provenir du mot latin Volcas qui était le nom de la tribu des Volques qui remonte à la Gaule indépendante. Le nom est aussi cité par Jules César qui définissait ainsi une population celtique. Par la suite le sens de ce nom aurait évolué pour désigner les populations de langue romane. Ce parler roman était couramment utilisé par les habitants de l'autre côté des Vosges, puis avec l'arrivée des moines au VIIIe siècle, qui ont amené avec eux des serfs des vallées vosgiennes, il s'est propagé dans le Val de Lièpvre. Au XVIIe siècle le mot Velche était désigné pour évoquer la barbarie, la grossièreté, l'ignorance, le manque de goût roman. Voltaire fut l'un des premiers à utiliser le terme francisé en welche dans le français littéraire. Le Littré de 1874 donne la définition suivante : nom que les Allemands donnent aux Français et aux Italiens. Homme ignorant et superstitieux. En 1876 le Larousse donne une autre définition : de l'anglais Welche, Gallois, nom d'un ancien peuple celte. Pour les Alsaciens, les Welches sont des protestataires, qui par opposition au dialecte alémanique, parlent une langue romane. Les Romans appelaient Tudesque tout ce qui était germanique et les germaniques nommaient Welsch tout ce qui était roman. Aujourd'hui, le pays welche désigne la population francophone des vallées vosgiennes situées en Alsace et en Lorraine. On trouve un prolongement même en Suisse, puisque la population romane est désignée par les germanophones sous le terme Welschschweitzer. Le parler roman est sans doute très ancien. Il existe deux hypothèses dont l'une affirme qu'elle est due aux peuplades gallo-romaines venues de la plaine d'Alsace qui auraient fui les invasions germaniques au IIIe siècle et au IVe siècle pour se réfugier dans les vallées isolées des montagnes vosgiennes. Des toponymes romans datant de l'époque carolingienne semblent confirmer cette hypothèse. Une autre version insiste sur le fait que ces terres situées en Alsace aient été envahies par des Lorrains. Comme on y parlait déjà un patois roman, les Lorrains se sont sentis chez eux sans rencontrer trop d'hostilités de la part de la population locale qui par la langue leur était très proche. C'est sans doute pourquoi, des moines venues de Lorraine, notamment de la Mosellane, plus tard appelée la Haute-Lorraine, se sont installés dans la vallée au VIIIe et au Xe siècle emmenant avec eux des serfs de cette région, notamment de la région du Val de Galilée (Saint-Déodat ou Saint-Dié).
Aujourd'hui, ce dialecte roman est en voie d'extinction dans la vallée. Il a pratiquement disparu à Lièpvre et Sainte-Marie-aux-Mines, mais il subsiste encore quelques « poches » à l’Allemand-Rombach et Sainte-Croix-aux-Mines.

### La période contemporaine : les

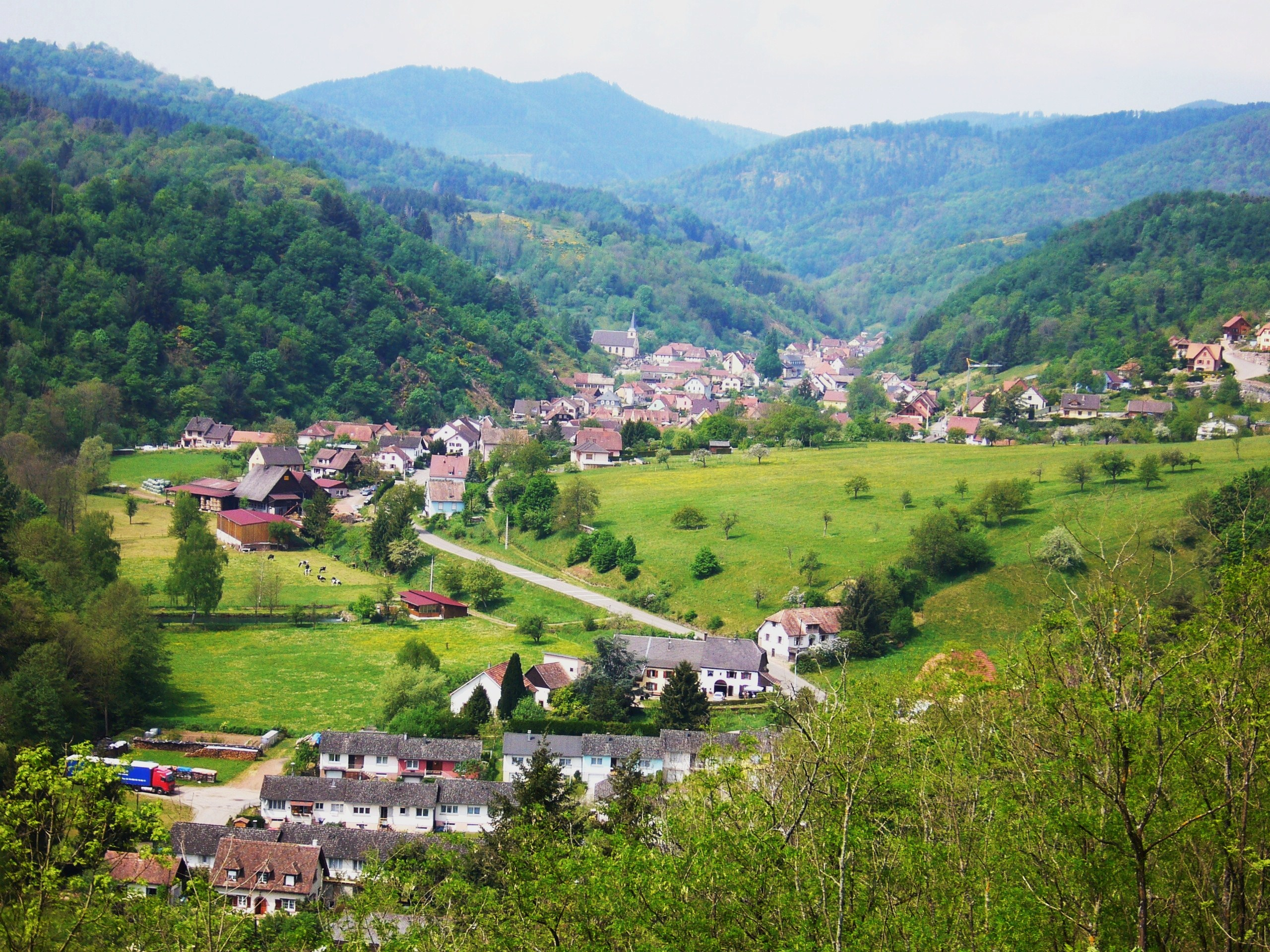
Rombach-le-Franc vue depuis le Kast, lieu-dit de Lièpvre.

### La période contemporaine: lesXIXeetXXesiècles

#### 1871 - L’Allemand-Rombach devient allemand
Le 19 juillet 1870, la France déclare la guerre à la Prusse. Le 2 septembre les troupes françaises sont anéanties à Sedan. Le 28 la France capitule.
Une circulaire du préfet adressée à tous les maires demande que soient installés des hôpitaux provisoires dans chaque commune pouvant accueillir les blessés ou malades. Un effort financier est demandé à chaque mairie. L’Allemand-Rombach débloque sur ses fonds propres une somme de 1 000 francs. Un local pouvant accueillir six lits est affrété à cet effet, de même que dans la commune voisine de Lièpvre. À partir du 26 décembre 1870 le conseil est appelé à prendre des mesures sociales pour venir en aide aux familles malheureuses et aux ouvriers sans travail. La commune débloque en outre une somme de 1 500 francs pour venir au secours des indigents et pour faire une distribution de soupe et de pain aux enfants des écoles et aux familles les plus nécessiteuses. Une distribution de pommes de terre et de légume est également prévu au programme.
Le traité de Francfort du 10 mai 1871 attribue l'Alsace et une partie de la Lorraine à l'Allemagne. L'article 1 de la convention additionnelle du 11 décembre 1871 prévoit que les personnes nées dans les territoires annexés puissent avoir la faculté de choisir la nationalité française ou allemande. Ceux qui voudraient conserver la nationalité française doivent être domiciliés en France ou dans les territoires d'outre-mer. Opter pour la nationalité française signifiait souvent quitter sa région d'origine et laisser sa famille. Entre 1871 et 1872 plusieurs habitants préfèrent quitter la commune et se réfugier en France. D'autres partent pour l'Algérie ou d'autres destinations, ou d'autres préfèrent rejoindre l'armée française. L’Allemand-Rombach opte à 80 % pour la France mais la plupart des habitants préfèrent rester sur place pour ne pas abandonner leur famille. La liste des personnes optant pour la nationalité française se trouve aux archives nationales.
La frontière entre les deux États suit la ligne des crêtes du massif vosgien. Au village de l’Allemand-Rombach sont installés des douaniers allemands. Les occupants changent autoritairement le nom du village qui est baptisé Deutsch Rumbach, ce qui provoque l'indignation unanime des villageois qui considèrent, qu'au vu de l'histoire plus que millénaire, cette dénomination est contraire à la vérité.

#### La guerre 1914-1918

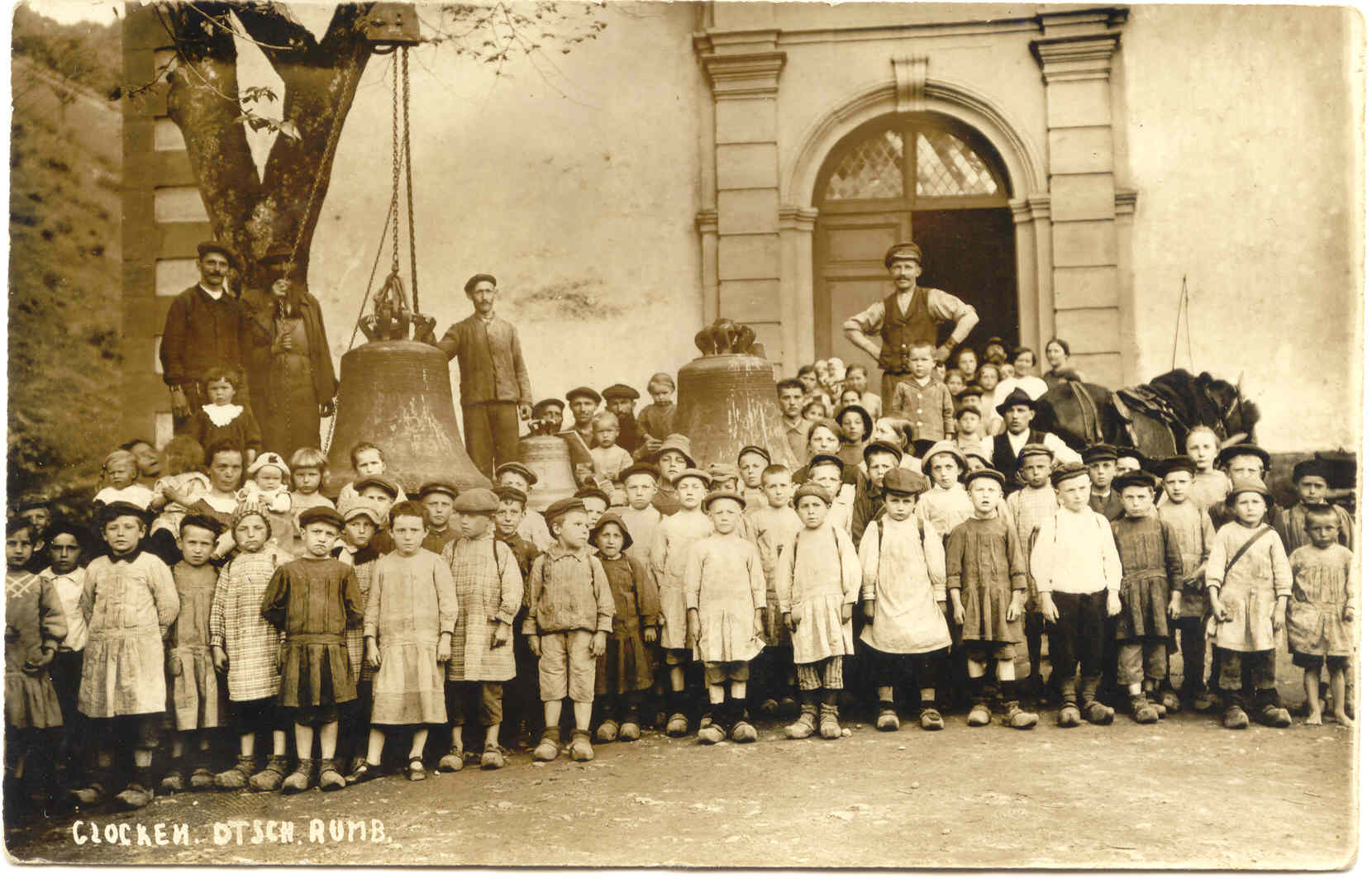
Départ des cloches de l'église Sainte-Rosalie pour être fondues par l'armée allemande le 8 mai 1917 en présence des enfants du village.

Le 3 août 1914, l'Allemagne déclare la guerre à la France. Le 7 août des troupes françaises pénètrent en Alsace. Un petit détachement se dirige vers l’Allemand-Rombach et campe du côté de la Hingrie, plus précisément au col de Schlingoutte. Les Français sont alors surpris par une patrouille allemande alors qu'ils se reposent à cet endroit. Ils doivent faire face à un feu nourri très important. Après la cessation des tirs, on dénombre de nombreux morts du côté français. 19 cadavres sont enterrés sur place et une autre partie est entassée sur un chariot. Les Allemands voulant sans doute impressionner la population traversent tout le village de l’Allemand-Rombach sur un char à bœufs où sont entassés les autres cadavres, semant un grand émoi auprès de la population francophile, et accentuant encore un peu plus l'hostilité de la présence allemande dans la vallée. Devant une attitude aussi hostile, les Allemands soupçonneux à l'égard de la population font surveiller le village. Un Zeppelin avec une nacelle évoluera au-dessus de la Chambrette pour surveiller les va-et-vient de la population, mais aussi pour repérer les fugitifs qui essaient de passer de l'autre côté de la frontière, à Lubine dans les Vosges. Un habitant de l’Allemand-Rombach, Adolphe Biehler incorporé dans l'armée allemande est fusillé pour désertion en 1914-1918.
En mai 1917, les Allemands réquisitionnent toutes les cloches et tuyaux d'orgue des églises pour les faire fondre. Tous les jeunes écoliers de l’Allemand Rombach participent au départ de ces cloches, mais avec la fin de la guerre elles n'auront pas le temps d'être fondues.
Le 15 novembre 1919, les cloches de l'église Sainte-Rosalie réquisitionnées par les Allemands sont restituées. La commune réclame à l'administration allemande un dédommagement pour les avaries des cloches et les frais de montage. Un devis porte ces frais à 306,25 francs pour la cloche pesant 70 kg. Le conseil de fabrique restitue à la caisse communale une somme de 4 375 francs qu'elle avait provisionnée pour les deux cloches de l'Église. Pendant la guerre, le conseil municipal avait été obligé de céder au fisc allemand 49,7 kg de tuyaux provenant de l'orgue de l'église destinés à être fondus pour fabriquer de nouvelles armes.

#### La Seconde Guerre mondiale

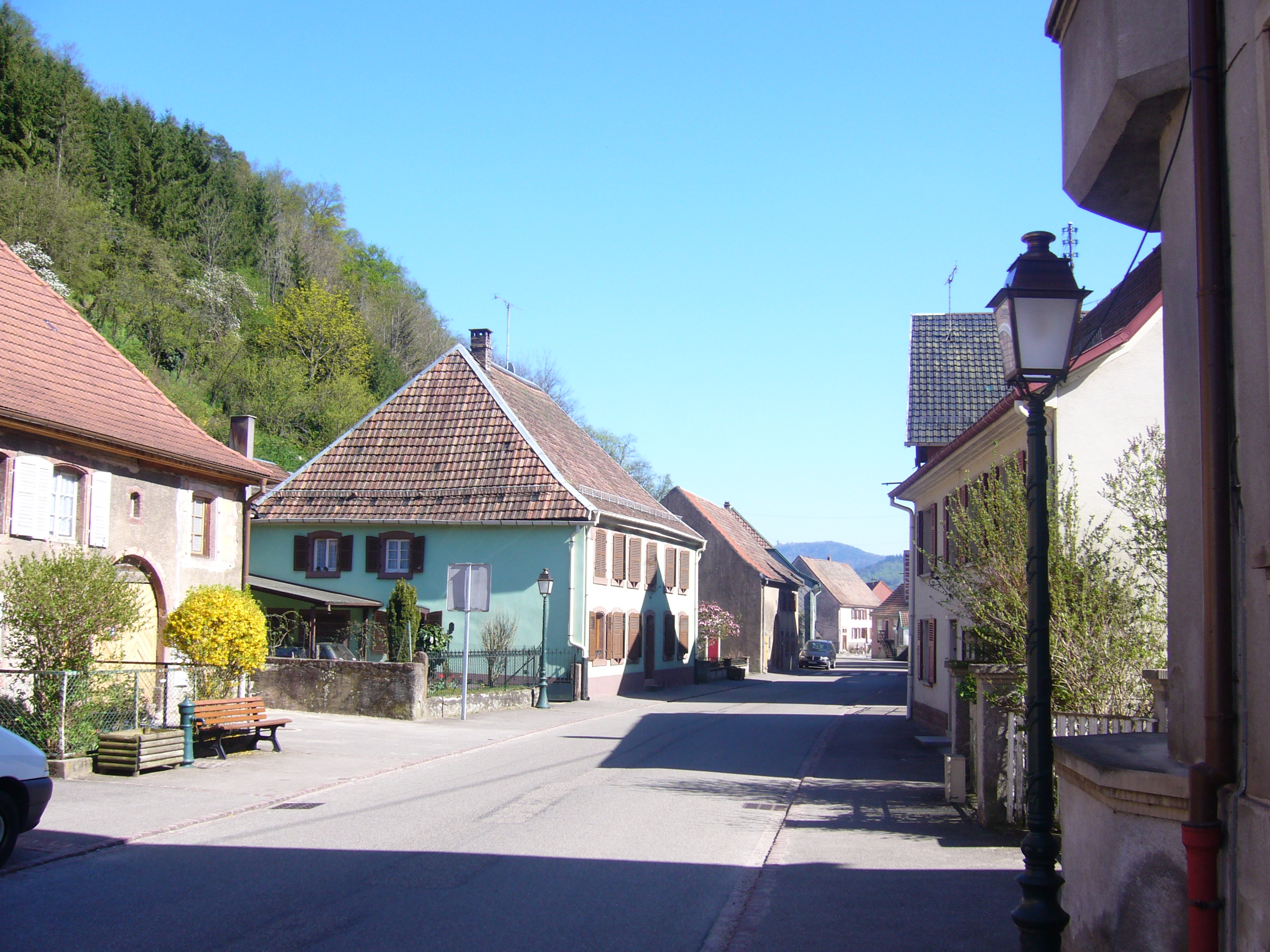
Le centre du village et la rue du Général-de-Gaulle.

Les Allemands font leur entrée à Rombach-le-Franc le 19 juin 1940 en chantant. Ils se déplacent sur la route en file indienne en deux colonnes. Les Français reculent en direction du col de Fouchy en faisant sauter la route au niveau du virage derrière le lieu-dit appelé la Rochette.La route devient alors impraticable. Pour contourner l'obstacle, les Allemands se rendent alors vers le vallon de la Hingrie où se trouvent encore des éléments de l'armée française. Un feu nourri accueille les troupes allemandes qui ripostent. Mais les Allemands prennent aussitôt le dessus et contrôlent entièrement le vallon de la Hingrie. Rombach-le-Franc est entièrement entre leurs mains. Un décret du 2 août 1940 place l'ensemble de l'administration civile sous l'autorité militaire allemande qui nomme ensuite le Gauleiter Robert Wagner. L'Alsace est rattachée de fait au « Gau Baden-Elsaß ». Le Gauleiter Wagner expulse dès le 21 juin 1940 le préfet du Haut-Rhin et ses principaux collaborateurs. Toutes les administrations françaises sont rattachées aux administrations allemandes. L’allemand devient obligatoire dès le 16 août 1940 sauf dans les villages alsaciens francophones où des cours d'allemand sont dispensés dès septembre 1940. Le français est toléré dans les régions francophones d'Alsace, dont Rombach-le-Franc jusqu’au 1er janvier 1943. Le 16 décembre 1940 les habitants de la vallée jugés trop francophiles par les Allemands, ou des handicapés moteurs ou mentaux sont expulsés en zone libre. Une trentaine de personnes de Rombach-le-Franc sont concernées par ce décret. L'instituteur du village, Monsieur Roland Lamarche avait pris les devants et quittera le village avant l'arrivée des Allemands.

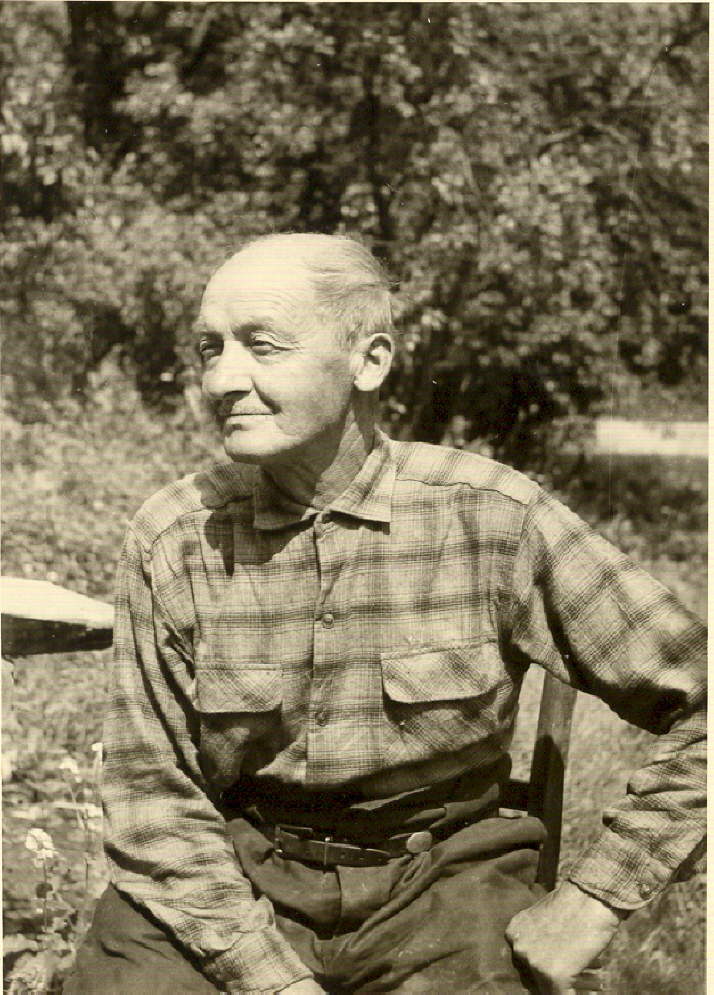
Rombach-le-Franc : Jean Munier en 1964.

L'Alsace et la Moselle sont annexées par le Reich allemand le 28 novembre 1940. Rombach-le-Franc baptisé Deutsch Rumbach devient en peu de temps un important lieu de passage, puisque la frontière française est toute proche. Il suffit de traverser la chaîne montagneuse du Col de la Hingrie et de bifurquer en direction de Lubine dans les Vosges. Plusieurs habitants de Rombach-le-Franc vont jouer un rôle très important - souvent au péril de leur propre vie - pour faire passer des prisonniers de l'autre côté de la frontière. Cette aide se fait d'abord de plusieurs manières : accueil, nourriture, hébergement dans les fermes de montagne. Les prisonniers ou les fugitifs voulant échapper à la conscription obligatoire vont avoir recours à des passeurs. Trois d'entre eux, décédés depuis, vont se distinguer particulièrement : Paul Maurer, Édouard Verdun et Jean-Baptiste Munier. Mais d'autres passeurs méritent aussi d'être cités : René Gauer, Joseph et Jean Gasperment, Édouard Hinsinger et Joseph Tonnelier. Ce dernier a à son actif plus de 100 passages de prisonniers qu'il conduisait de nuit en empruntant les petits sentiers de la montagne. Il ne s'est jamais fait prendre. Joseph Gasperment de la Hingrie commençait à cacher des prisonniers dès décembre 1940 dans sa ferme un peu à l'écart de Bestégoutte près d'un sentier qui va à la Vif Roche.IL convoyait souvent les prisonniers, cachés au milieu des vaches jusqu'au pré de Lorraine, appelé aujourd'hui Degelingoutte, puis vers le col de Schlingoutte ou au col d'Urbeis. De là les prisonniers recevaient des consignes et devaient se rendre par leurs propres moyens jusqu'à Lubine.

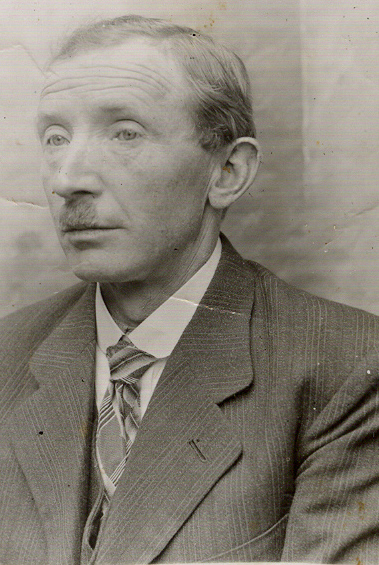
Édouard Verdun de la Hingrie (Rombach-le-Franc) en 1943 qui a fait passer de nombreux prisonniers, déserteurs en zone libre entre 1941-1944.

Paul Maurer habitant à l'époque à la ferme de Pierreusegoutte, pas loin du col de Fouchy, connaissait parfaitement la forêt, puisque chasseur, aucun petit sentier lui échappait. Édouard Verdun, habitant à l'époque la Hingrie exploitait une ferme où les douaniers allemands venaient souvent s'approvisionner en lait et en fromage. Le troisième, Jean-Baptiste Munier, habitait lui aussi à la Hingrie au lieu-dit le Creux-Chêne. Tous les trois utilisèrent toutes sortes de stratagèmes pour échapper aux douaniers qui sillonnaient les alentours à la recherche d'éventuels fugitifs. Jean-Baptiste Munier, débardeur, habillait toujours les évadés en bûcherons puis les faisaient passer sur son chariot, attelé de chevaux. Il passait ainsi tout simplement devant le poste de douane allemand qui se trouvait dans l'école de la Hingrie réquisitionnée pour l'occasion. Édouard Verdun connaissait parfaitement les habitudes des douaniers allemands, ce qui était bien utile pour déjouer les pièges des Allemands ; grâce au fameux schnaps dont raffolaient les Allemands il parvenait à leur arracher quelques « petits secrets ». Ainsi Édouard Verdun peut en toute tranquillité faire passer un nombre important de déserteurs et de prisonniers. Leur héroïque manège dura jusqu'en janvier 1944 lorsque trois prisonniers qui avaient bénéficié de l'aide efficace et désintéressée se font prendre de l'autre côté de la frontière par la Gestapo allemande. Sous les coups de leur interrogatoire, l'un d'eux parla et désigna deux passeurs qui étaient Jean-Baptiste Munier et Édouard Verdun. Ils prirent alors le chemin de la prison de Colmar. Ils nièrent farouchement avoir aidé à l'évasion des trois hommes, malgré les nombreux coups reçus et en présence des fugitifs. Comme les Allemands n'avaient pas de preuves et qu'ils étaient favorablement considérés par les douaniers allemands, ils furent relâchés le mois d'après.

##### La résistance s'organise à Rombach-le-Franc
Dès le 3e trimestre 1940 et le début de l'année 1941, la résistance s'organise. Des filières clandestines se mettent en place chargées de venir en aide aux prisonniers et aux fugitifs qui veulent se rendre de l'autre côté de la frontière. C'est à l'entrée du village qu'aboutissait une de ces filières où les fugitifs étaient pris en charge au « Café de la Paix » des époux Guerre où l'une des personnes domiciliée à Lièpvre, Joseph Guillaume guidait les personnes jusqu'à Rombach-le-Franc.

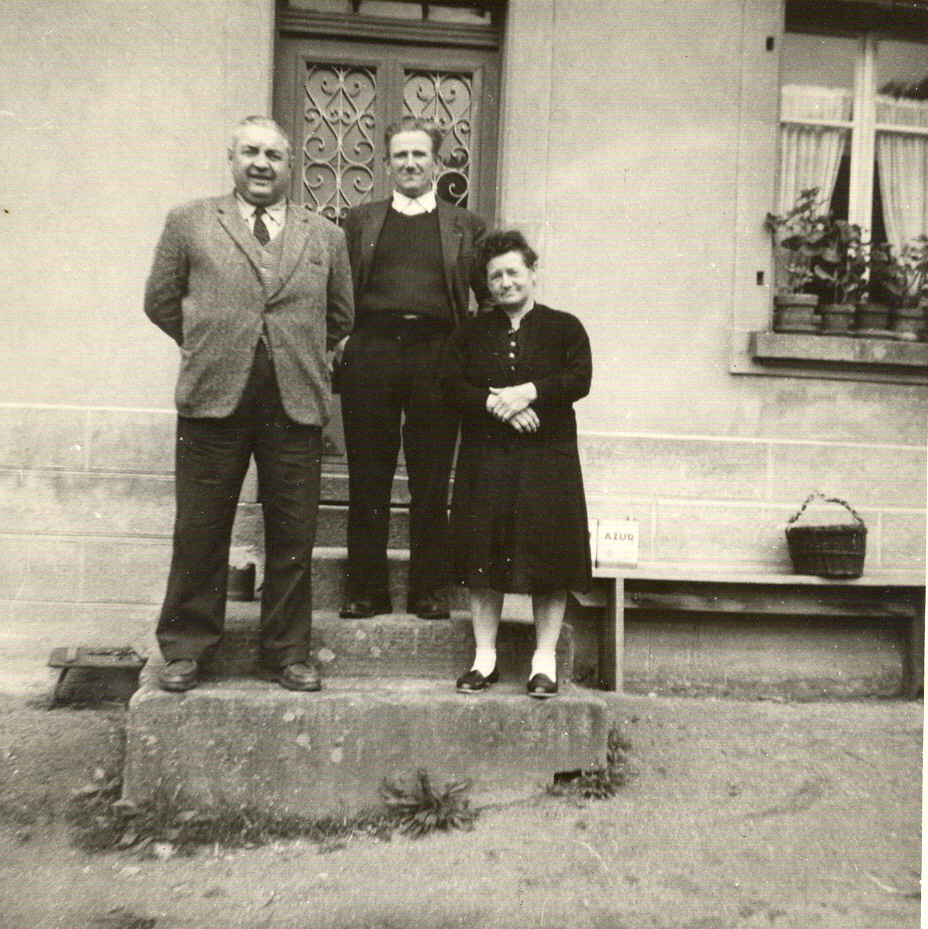
Rombach-le-Franc : Paul Maurer (au centre), Michel Perroti (à gauche) et la femme de Paul Maurer - Cliché pris en 1962 devant la ferme de Pierreusegoutte.

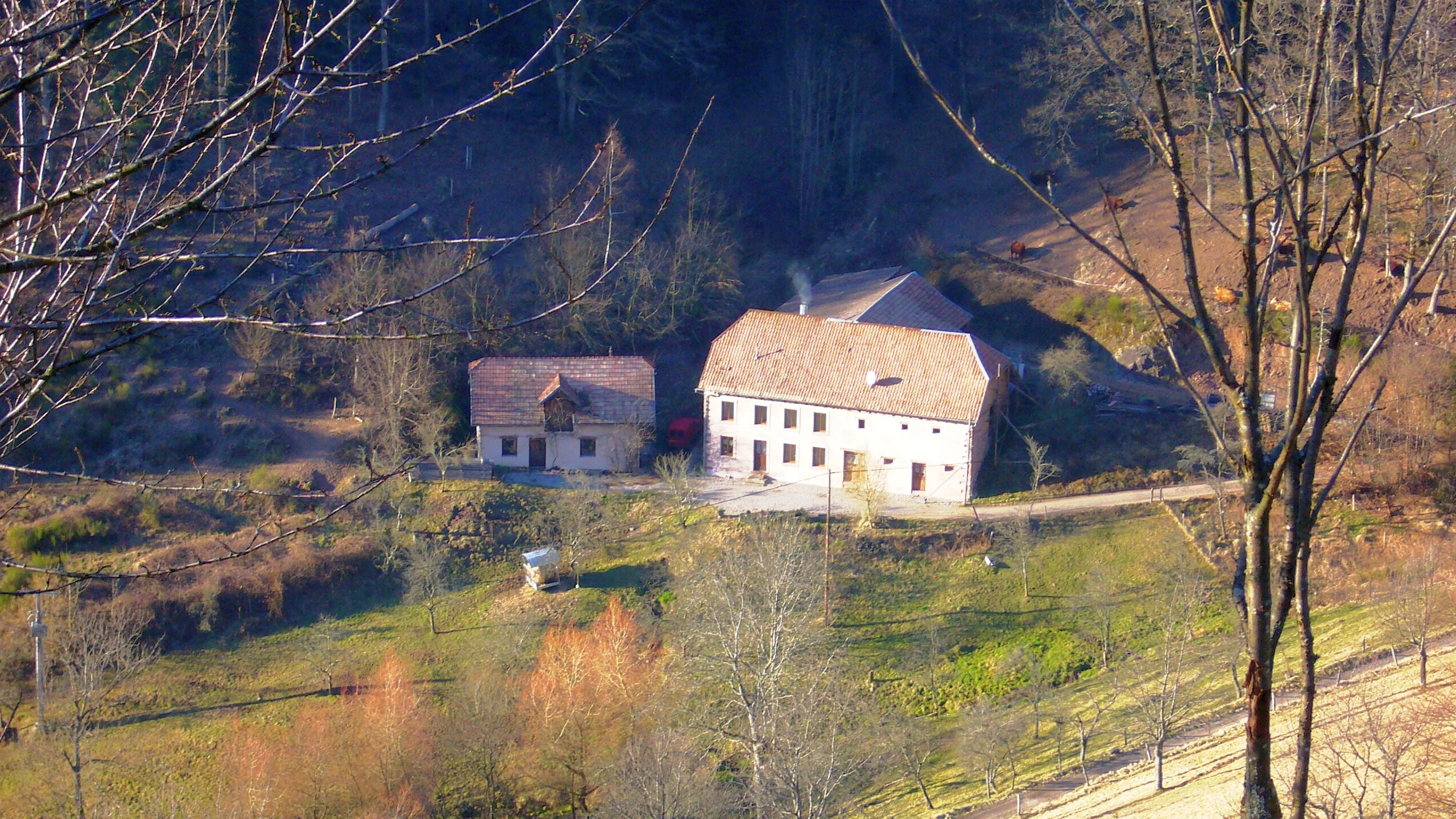
Ferme de Pierreusegoutte où se cachaient des fugitifs. Photo prise depuis la route du col de Fouchy.

Joseph Guerre (1895-1971), propriétaire du Café de la Paix remettait les fugitifs aux époux Langlaude qui vivaient à l'écart du village dans une ferme située à la Chambrette. Mlle Jeannette Langlaude (1915-1992) fut un personnage de premier plan pour évacuer tous les hommes vers la France. Elle était aidée par son frère Jean Langlaude qui n'avait que 12 ans à l'époque et leurs voisins Jean (13 ans) et André Conreaux (16 ans). « Je viens de la part de tante Jeanne ». Ce mot de passe était connu de tout Rombach-le-Franc et permettait aux évadés de bénéficier de la complicité de tout le village. Le premier évadé à bénéficier de la filière de la Chambrette sera durant l'été 1941 un nommé Charles Belon originaire de Saint-Étienne. Après être passé par l'épicerie du village, il sera conduit à la Chambrette, puis traversera la frontière guidé par André Conreaux âgé de 16 ans et de Jean Langlaude (12 ans). Un autre évadé à bénéficier de l'aide efficace sera Lucien Bauer qui réussira à franchir la frontière le 24 janvier 1942. Après la guerre, il deviendra un brillant universitaire strasbourgeois. Mlle Langlaude faisait filer ainsi les prisonniers entre deux patrouilles de douaniers qui faisaient des rondes régulières dans les bois tout le long du village. Plusieurs centaines de personnes ont passé par la filière de Mlle Jeannette Langlaude. Parfois, plusieurs personnes arrivaient en même temps, ce qui compliquait un peu les choses; ce n'était pas le meilleur moyen de rester discret. En plus il y avait un problème de ravitaillement, car il fallait trouver de quoi manger. Heureusement qu'il y avait beaucoup de fermes dans la région qui permettaient de fournir la nourriture sans éveiller les soupçons des autorités allemandes. D'autres personnes ont également passé par cette filière clandestines tels par exemple Raoul Dedieu de Toulouse et de ces deux compères dont l'un nommé « Bébert » et l'autre « De Gaulle ». Ils étaient tous les trois inséparables et avaient réussi à s'échapper d'un stalag. D'autres prisonniers sont venus les rejoindre, dont huit d'un seul coup. Il y avait parmi eux un certain Wladimir Walkowsy qui avait 22 ans. Il parlait un français parfait. Il affirmait avoir fait des études en Belgique et voulait devenir prêtre lorsque la guerre a éclaté. Il fut incorporé dans l'armée polonaise pour défendre son pays contre l'invasion nazie en 1939. Il se retrouva en France lorsqu'il fut fait prisonnier à Saint-Dié en 1941. Parmi les prisonniers évadés du tunnel de Sainte-Marie-aux-Mines, il y avait un certain Adrian Bakker qui se réfugiera à la Chambrette du 14 juillet 1944 jusqu'à la libération. Il réside aujourd'hui à Den Haag. André Conreaux (16 ans) qui habitait à l'époque à la Chambrette réussira à lui tout seul à faire passer entre juin 1942 et mai 1943 plus de 60 personnes. Convoqué le 1er mars 1943 au Conseil de révision à Sainte-Marie-aux-Mines pour être incorporé de force dans l'armée allemande en compagnie d'autres personnes de la vallée, il manifeste sa mauvaise humeur en chantant la Marseillaise à haute voix dans les rues de Sainte-Marie-aux-Mines. Il est arrêté, sur dénonciation, et arrêté à la sortie du train à Lièpvre par la gendarmerie aidé d'un agent de la gestapo, en compagnie des autres collègues qui l'accompagnaient. Ils sont ensuite transférés au camp de Schirmeck et devront se soumettre à des séances de rééducation et de travail forcé. Il sera cependant libéré mais recevra sa feuille de route pour aller à la Wehrmacht. Il en profitera pour se cacher et rejoindra alors le maquis de la Chambrette dont l'un des mouvements connus sous le nom d’ORA (Organisation de résistance de l'armée) opérait dans le secteur sous le commandement d'Auguste Schmitt et de Francis Artz qui était responsable de section « ferme de la Goutte ». Les époux Langlaude aidés par leur frère Jean (12 ans) et leurs voisins Jean (13 ans) et André Conreaux (16 ans) ont ainsi fait passer durant la guerre plus de 500 prisonniers de l'autre côté de la frontière.

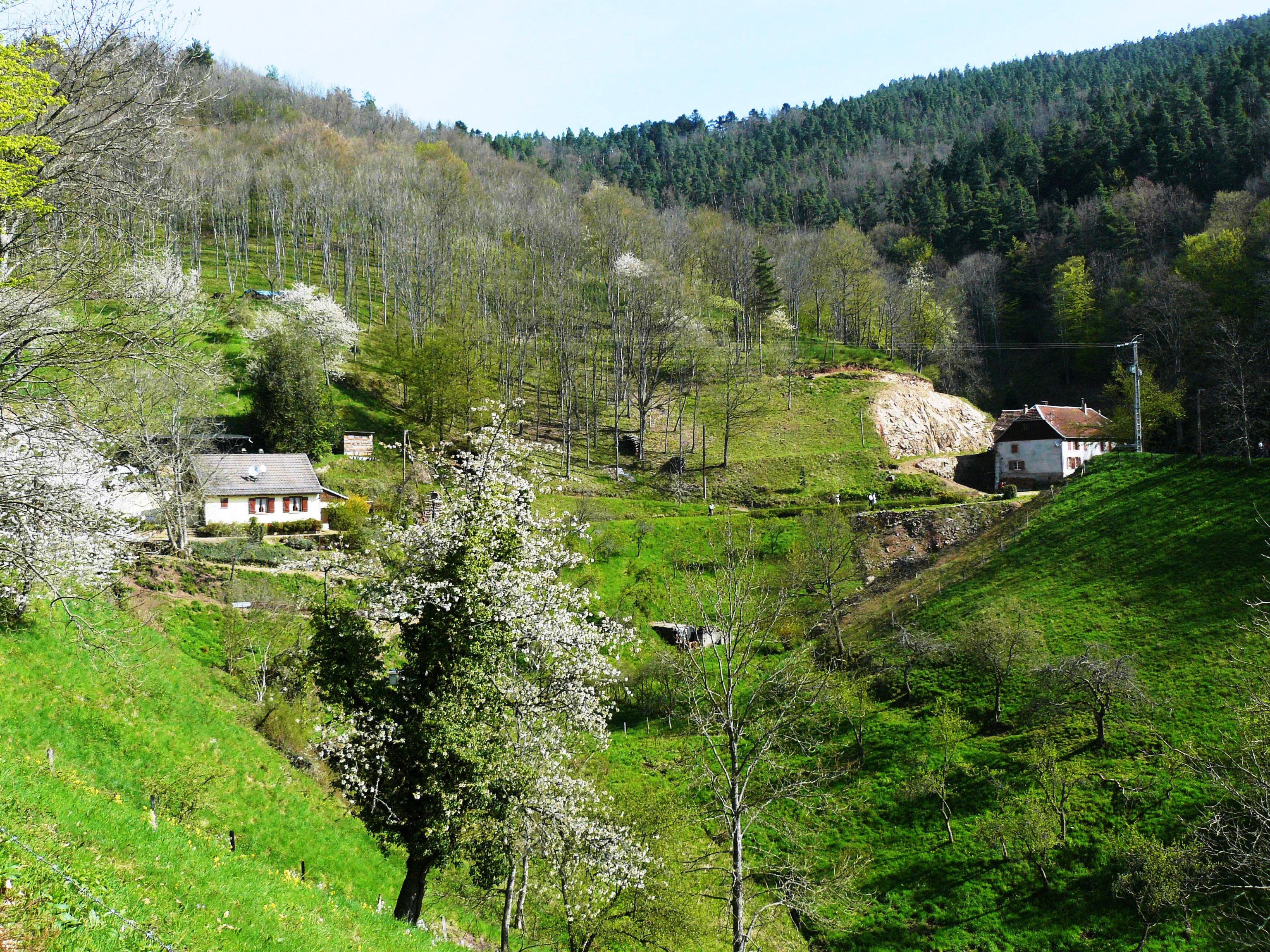
Fermes de Grandgoutte au-dessus du village de Rombach-le-Franc.

Une autre filière dirigée par le Dr Paul Flesch de Haguenau aboutissait dans la vallée. Les fugitifs étaient alors dirigés vers l'hôtel central de Sainte-Croix-aux-Mines où M. Émile Hoffmann et son épouse Juliette les prenaient en charge d'où ils étaient dirigés ensuite vers la boulangerie tenue par Marthe et Stéphanie Chappel de Rombach-le-Franc. Les fuyards s'arrêtaient en face de la cheminée de l'usine Lamotte et frappaient doucement à la porte de la boulangerie. La famille Chappel dirigera ainsi plus de 150 prisonniers vers trois passeurs : Paul Maurer, Édouard Verdun et Jean Munier. De 1941 à 1944 plus de 2 000 personnes sont passées ainsi par Rombach-le-Franc et ont pu passer à travers les filets des griffes nazies. Les personnes qui cherchent à trouver refuge de l'autre côté de la frontière sont souvent renseignées par une employée des chemins de fer, Mme Joséphine Truntzler faisant probablement partie du réseau Georges Wodli qui les dirigent vers la boulangerie-tabac tenue par Marthe Chappel (1888-1967) et sa belle-sœur Stéphanie (1890-1978). Ils trouvent chez les deux femmes un lieu d'hébergement avant d'être dirigés vers les différents passeurs qui étaient Paul Maurer (1901-1979) qui habitait une ferme à Pieureusegoutte près du col de Fouchy, ou vers le hameau de la Hingrie ou Édouard Verdun (1900-1961) et Jean Munier (1900-1972) leur faisaient traverser la frontière vers Lubine. Jean Munier habillait toujours les évadés en bûcherons puis les faisaient passer sur sa voiture, attelée de chevaux devant le poste de douane allemand installé à l'école de la Hingrie. Mais un jour de l'année 1944 trois prisonniers de guerre furent repris vers Baccarat. L'un des trois sur le coup des interrogatoires désigna les deux passeurs de la Hingrie qui furent arrêtés à enfermés dans une prison de Colmar. Ils furent cependant relâchés assez rapidement car les Allemands ne disposaient pas d’assez de preuves et de plus ils étaient favorablement considérés par les douaniers allemands. Fin 1942 la femme de Joseph Guerre, Pauline, qui tenait le Café de la paix à l'entrée du village fut aussi arrêtée et internée à Colmar. Paul Maurer sera aussi accusé d'avoir aidé les prisonniers. Alors qu'il revenait de la forêt après un débardage, une escouade de gendarmes prit possession de la ferme de Pierreusegoutte pour le séquestrer. Ainsi il se retrouvera prisonnier en compagnie de Pauline Guerre, de son frère Louis et de trois autres prisonniers de Lièpvre. Paul Maurer sera libéré au bout de cinq jours ayant nié jusqu'au bout avoir aidé les fugitifs dans leur évasion. Paul Maurer tout au long de son périple se garda bien de donner son identité de peur que le prisonnier sous la torture livre le nom de son passeur. Parmi les prisonniers aidés par Paul Maurer il y avait un nommé Michel Perrotti qui était policier, un autre Jean Bona s'est malheureusement fait prendre à Saint-Dié par les Allemands et interné à Schirmeck, mais heureusement il en réchappera. Un autre prisonnier aidé par Paul Maurer s'appelait Saget et était originaire de la région parisienne où il montera un atelier d'outillages après la guerre.

##### De nombreux prisonniers sont cachés dans le village et dans les fermes

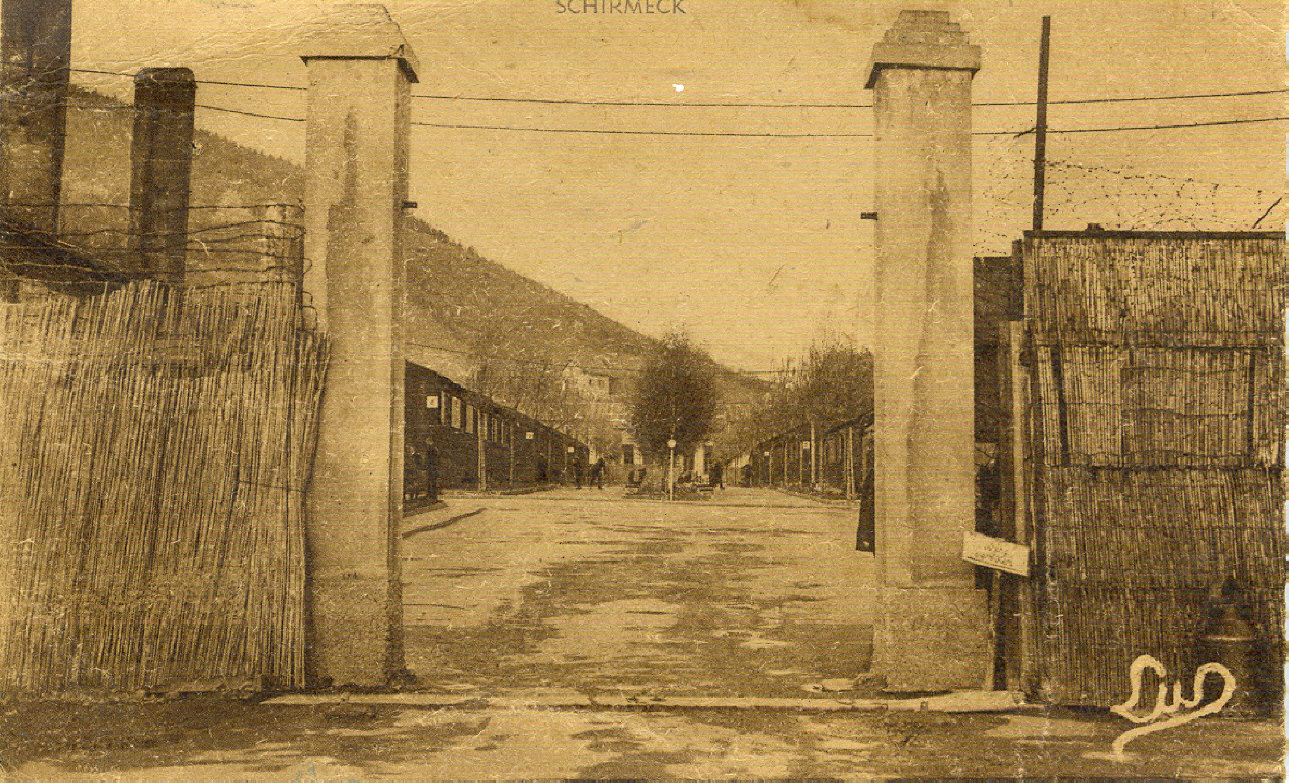
Camp de travail obligatoire de Schirmeck en 1944.

La population de Rombach-le-Franc est souvent venue en aide aux prisonniers de guerre ou autres évadés du tunnel de Sainte-Marie-aux-Mines. On peut citer entre autres, Marie Thérèse Hinsinger (mariée à Gérard Martin) qui en 1943 a caché deux prisonniers évadés du tunnel de Sainte-Marie-aux-Mines. Le tunnel ferroviaire de Sainte-Marie-aux-Mines à Lusse était bloqué depuis novembre 1940 et avait été transformé par les nazis en annexe de camp de concentration de Dachau. Des déportés en grande partie des Yougoslaves, mais aussi des Grecs, italiens, Slovènes, Hollandais, Belges, Ukrainiens, Russes, Polonais, Tchèques, Autrichiens, Français (une trentaine), ainsi que des STO provenant de ce camp et de celui de Struthof (Bas-Rhin) ont été contraints de participer dans les pires conditions à la construction d'une usine souterraine de fabrication de pièces pour engins de guerre (V1, V2). C'est pour la Bayerische Motoren Werke (BMW) que travaillaient les 800 déportés du Struthof et de Dachau lesquels étaient logés dans l'usine Diehl & Cie située à la sortie nord de Sainte-Marie-aux-Mines sur la route qui mène à Échéry. Travaillant par deux équipes de 12 heures (6 h à 18 heures et 18 h à 6 heures) les déportés employés au plus profond du tunnel à des tâches épuisantes recevaient pour toute nourriture, une fois par jour, une soupe avec quelques pommes de terre au fond de l'assiette.

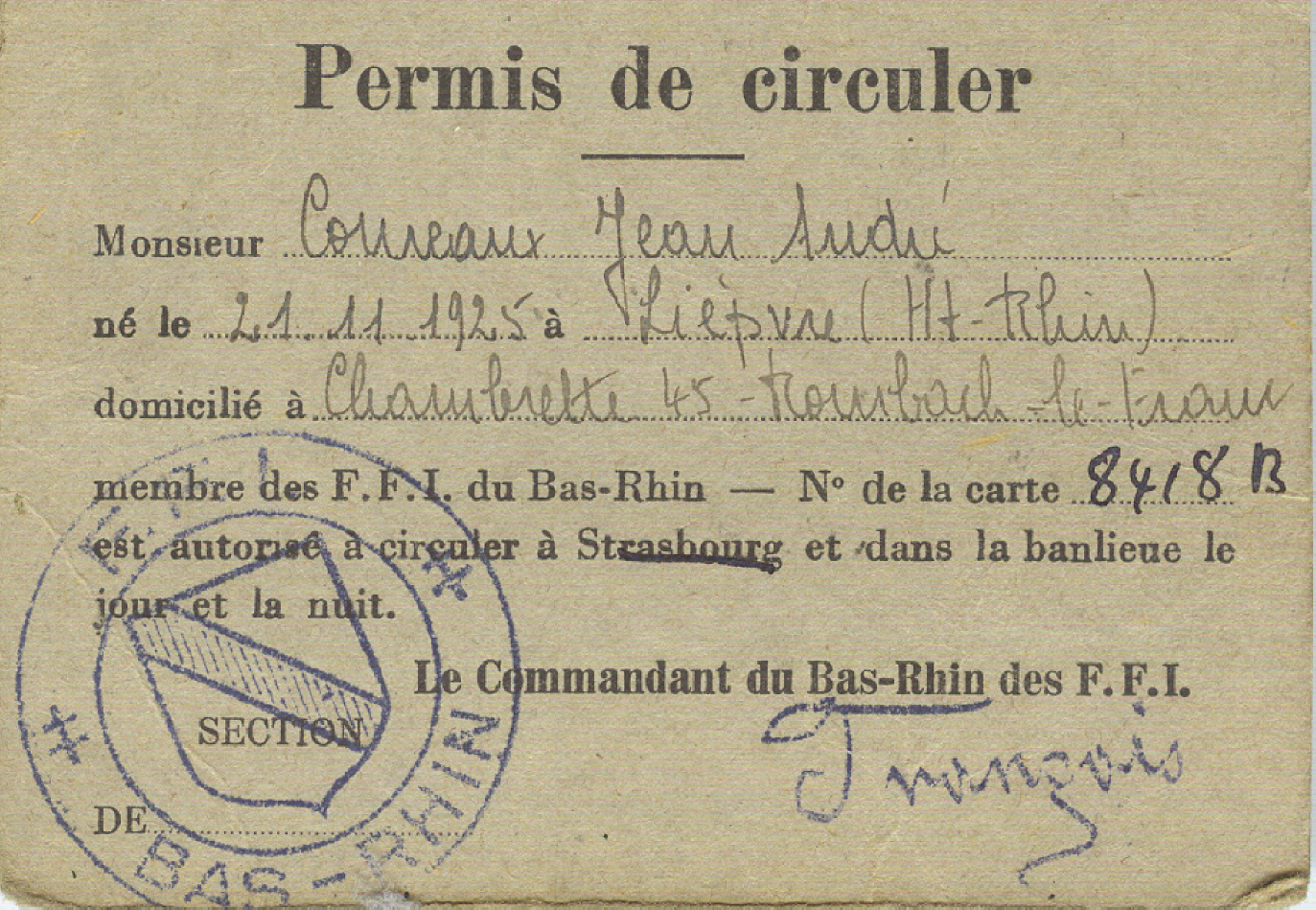
Permis de circuler des F.F.I attribué à André Conreaux de Rombach-le Franc en 1943.

Parmi les habitants de Rombach-le-Franc qui ont aidé les prisonniers il y avait Émile Finance (1901-1947) et Jeanne Idoux qui ont caché d'un seul coup six prisonniers dont les prénoms étaient : Roger, Cyrille, Achille et Gaston. Achille était néerlandais, tandis que René était Pied-noir. Une autre habitante de Rombach-le-Franc, Jeanne Guerre (1897-1977) née Philippe a caché pendant trois mois dans sa demeure un prisonnier évadé du tunnel de Sainte-Marie-aux-Mines dans sa maison située au-dessus du village. Sa cousine, Marie Guerre a fait de même en cachant deux autres prisonniers. Paul (1900-1970) et Marcelline Marchal née Jacquot, ont caché quelques prisonniers français dans leur ferme qui était située sur les hauteurs de Grandgoutte. Parmi les prisonniers cachés dans cette ferme il y avait Jacques Baucheux habitant aujourd'hui à Allainville (Yvelines) ainsi qu'un autre prisonnier originaire de Bordeaux appelé Victor Chevalier qui avait comme sobriquet le nom de « Toto », ainsi qu'un nommé Jacques Jaget qui réside maintenant dans la région parisienne. Les évadés du tunnel de Sainte-Marie-aux-Mines étaient souvent guidés par Clovis Velcin (1912-1980) et sa femme Mariette (1915-1966). Parmi les cachettes très prisées par les prisonniers du tunnel, il y avait les mines de baryte situées non loin de la ferme de Grandgoutte que les Allemands ne connaissaient pas. Les travailleurs du tunnel de Sainte-Marie-aux-Mines profitaient généralement de leur jour de repos (dimanche) pour s'évader. Le plus souvent, ils atterrissaient à Lièpvre ou Rombach-le-Franc où ils trouvaient toujours des personnes pour leur porter secours. Parmi les évadés il y avait de nombreux russes et de yougoslaves qui se cachaient le plus souvent dans les anciennes galeries de baryte et aussi au Grand Haut dont la topographie leur offrait une cachette idéale. D'autres prisonniers se cachaient dans le secteur du Haut de La Vancelle vers la zone qui mène au rocher du coucou où se trouvent de grands rochers superposés qui leur offraient un abri en cas de mauvais temps. La nuit, ils descendaient du secteur pour aller se ravitailler dans les fermes des environs de Rombach-le-Franc et particulièrement à Grandgoutte. Paul Marchal de la ferme de Grandgoutte leur donnait des nouvelles toutes fraîches de l'avance des troupes alliées et des défaites des troupes allemandes. Plusieurs habitants de Rombach-le-Franc envoyaient les prisonniers à Grandgoutte. Parmi ces personnes on peut citer Martin Gérard (1922-1999). Paul Marchal ne cachait pas seulement des prisonniers dans sa ferme de Grandgoutte mais convoyait souvent lui-même les prisonniers de l'autre côté de la frontière. Certains prisonniers russes se cachaient dans un lieu appelé « la pierre tuile » entre Pieureusegoutte et la ferme de Paul Marchal située à la Rochette. Ils se ravitaillaient souvent chez la famille de Paul et Marcelline Marchal de Grandgoutte.Paul Marchal a conduit en France plus de soixante prisonniers.

##### Un aviateur américain est récupéré à Rombach-le-Franc
Le 13 juillet 1944, un avion américain est abattu entre Benfeld et Erstein par la chasse allemande. Tous les occupants réussissent à sauter en parachute. Cependant, les Allemands avaient lancé une vaste opération de ratissage pour récupérer les rescapés. Certains sont capturés par les Allemands. L'un d'entre eux, Robert Martin, réussira cependant à se soustraire aux recherches et à se camoufler. Il parviendra à se cacher au-dessus de la montagne du Chalmont qui domine les villages de Lièpvre, Rombach-le-Franc et de La Vancelle. De la montagne apercevant le village de Rombach-le-Franc, qui lui semble plus sûr, il attendra la nuit pour descendre et se repérer grâce aux panneaux indicateurs. Les rescapés américains avaient reçu pour consigne, en cas de problème, de rejoindre l'Espagne par leurs propres moyens afin d'être rapatriés par la suite. C'est ainsi que le 18 juillet, affamé et amaigri par les longues heures de marches à travers la forêt, Robert Martin s'écroulera de fatigue et ira se cacher à la Vaurière. C'est là que Victorine Idoux, née Hug (1904-1982) mariée en 2e noces avec Jean Idoux, qui passait un peu par hasard dans les environs le débusque et le présente à Louis Tourneur qui le prend en charge et le cachera dans une ferme de la Vaurière. Il y restera jusqu'à la libération de la commune le 29 novembre 1944. Au cours de son séjour forcé dans la vallée, Robert Martin apprendra quelques rudiments de français. Il sera bientôt rejoint par d'autres prisonniers évadés du tunnel de Sainte-Marie-aux-Mines. Robert Martin né en 1922 a travaillé jusqu'à sa retraite comme ingénieur chez le fabricant d'avions de la firme Lockheed en Californie et est revenu trois fois à Rombach-le-Franc, en 1966, 1976 et 1992 pour rendre visite à ses amis qui l'avaient hébergé. Depuis la fin de la Seconde Guerre mondiale, Robert Martin échangeait régulièrement de la correspondance avec les héros de cette belle histoire. Louis Tourneur n'est plus en vie aujourd'hui et Robert Martin n'a plus donné signe de vie.

##### La libération de Rombach-le-Franc par les troupes américaines

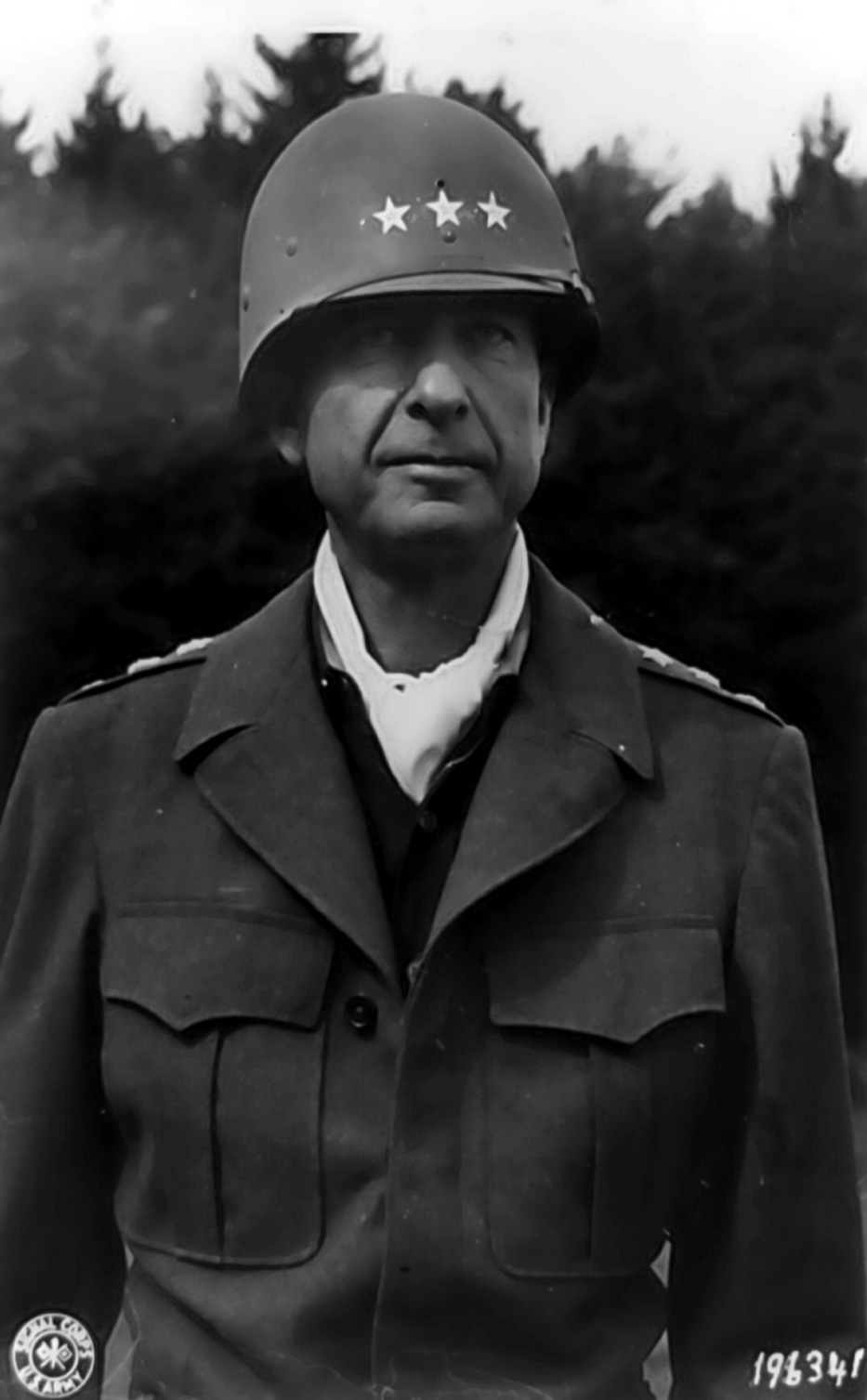
General Alexander M. Patch.

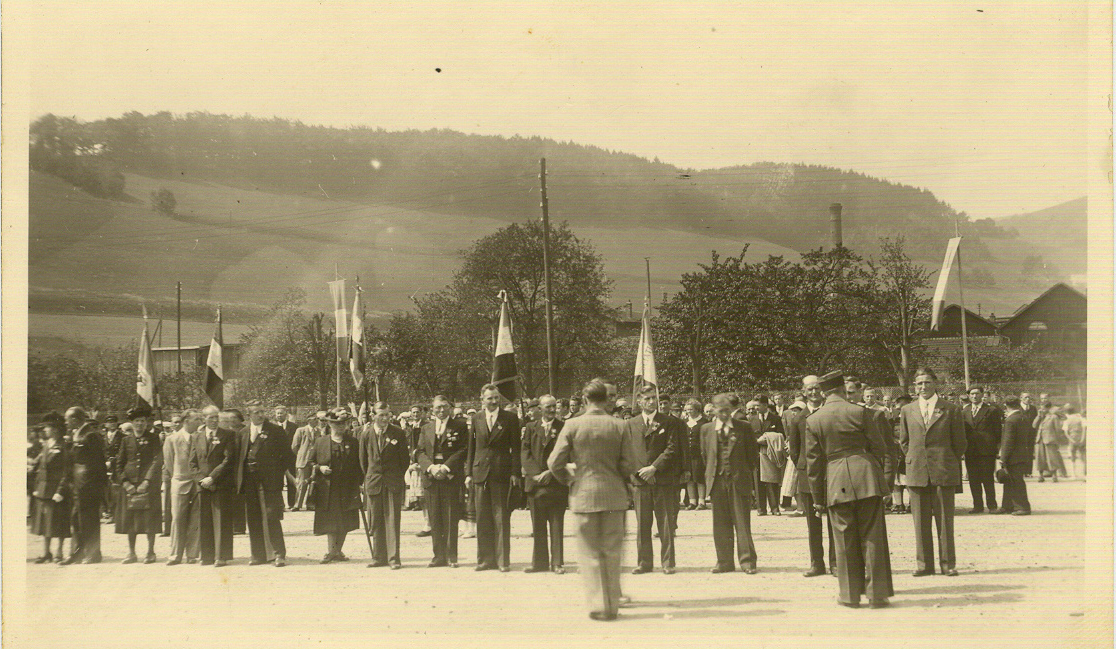
Remise des médailles aux résistants et passeurs de la vallée de Sainte Marie-aux-mines en 1946 par les autorités militaires.

Le 25 novembre 1944, les soldats de la première armée française entrent au camp de concentration du Struthof, dont 7 à 8 000 détenus ont été évacués en septembre 1944 au camp de Dachau. Dans ce camp de concentration il y avait plus de 40 000 personnes de toutes nationalités. 12 000 y auraient laissé la vie entre 1941 et 1944. Il y existe aussi un camp de sureté de Vorbruck-Schirmeck où s'entassent des détenus. Parmi les Rombéchats qui ont séjourné dans ce camp on peut citer Jean et André Stouvenot, Jean et André Conreaux, René Didierjean et sa sœur Jeanne, Paul Philippe, Mathilde Villemin, André Benoît, Adrien Fréchard. Ce dernier, malade, faute de soins périra dans les camps le 6 avril 1943. Né le 10 septembre 1925 il n’a que 17 ans lorsqu'il meurt dans le camp. Très peu de personnes ont pu s'échapper de ces camps. Pourtant le 4 août 1942 Martin Winterberger, un Alsacien réussira à s'évader en compagnie de quatre autres détenus, Karl Haas un Autrichien, Alfons Christmann un Allemand, Joseph Chichosz un Polonais et Joseph Mantner un Tchèque. Ils réussissent à rejoindre la Hingrie et de là ils sont guidés par des habitants de ce lieu en direction de la chaume de Lusse. À Lusse ils sont arrêtés par les gendarmes français qui les relâchent aussitôt. Mais Christmann pris de panique part seul de son côté. Il sera repris quelques jours plus tard par les Allemands et exécuté au camp du Struthof dans les pires conditions. Il sera accroché à des crochets de boucher et suspendu jusqu'à ce que mort s'ensuive. Un gendarme français de Moussey, originaire de Rombach-le-Franc, Joseph Teyber (né le 9 juin 1913 à Rombach-le-Franc) sera lui aussi pendu de la même manière. Arrêté le 19 août 1944 à Moussey dans les Vosges il fait partie d'un réseau de résistance, le Groupe mobile d'Alsace (GMA) Vosges, et sera pendu au camp de concentration de Natzweiler-Struthof le 2 septembre 1944.
Mais les choses commencent à se gâter pour les Allemands qui vont battre en retraite un peu partout en Europe. Le 20 septembre les Américains sont dans les Vosges. Ils font face à une très forte résistance de la part de l'armée allemande appuyée par une colonne de partisans cosaques. En novembre 1944 l'armée allemande reçoit des renforts en provenance de Colmar et de Mülheim. Les Américains arrivent cependant à enfoncer les lignes allemandes. La 36e DIUS est surtout composée de recrues issues de l'Oklahoma et du Texas d'où le nom de Texas Division commandé par le général Alexander Patch. Ils ont commencé à débarquer en avril 1943 depuis l'Afrique du Nord. Le 15 août 1944 ils débarquent dans la baie de Fréjus, d'où ils progressent vers le nord. L'offensive américaine se poursuit cependant, malgré une très forte résistance allemande favorisée par le relief accidenté des Vosges. Des avions américains lancent des tracts appelant la population à rester chez eux et à ne pas prendre des risques inutiles afin d'avoir la voie libre pour pourchasser les troupes allemandes et leurs auxiliaires. Une colonne américaine réussira à atteindre les hauteurs de la Chambrette ainsi que de la Collinière dans la matinée du 27 novembre 1944. Un poste d'observation est installé par les Américains au-dessus de la grotte de Notre-Dame de Lourdes à Hargoutte permettant de repérer les va-et-vient d'une compagnie allemande qui s'est repliée à la Vaurière avec son poste de commandement. Des tirs de mortiers, d'abord espacés sifflent au-dessus des maisons d'habitation. Cela dure toute la journée des 27 et 29 novembre. Il y a aussi quelques rafales de mitrailleuses qui crépitent sporadiquement dans le village, mais aucun accrochage sérieux n'est à déplorer. Pendant que le vallon de la Vaurière subit un déluge de bombardements, les Américains venus de la Chambrette s'engagent par Vourogoutte et la colline du Raingai et prennent la route de Fouchy. Ils sont accueillis à la bifurcation, vers le chemin qui va à Naugigoutte, par un tir nourri des mitrailleuses allemandes embusquées au Feignet. Les Américains arrivent alors en renfort pour déloger les Allemands et les cosaques installés sur cette colline. Les premiers Américains commencent à patrouiller dans le village à la recherche des Allemands cachés dans les maisons d'habitation. Le premier GI arrive à la boulangerie Chappel suivi par d'autres où ils partagent le repas avec les propriétaires. Le 29 novembre 1944, Rombach-le-Franc est libéré par la 36e division des fantassins américains qui débarquent à pied depuis la colline du Raingai, près du château d'eau, vers le chemin de la Hingrie. Ils sont accueillis triomphalement par la population de Rombach-le-Franc où on leur offre le repas et du schnaps. Les Américains distribuent du chocolat aux enfants qui s'agglutinent en grand nombre autour des hommes de troupe pour recevoir leur friandise. En début d'après-midi, ils parviennent à la sortie sud du village. La libération du village est totalement achevée le 29 novembre 1944 vers 15 h 30.

#### La vie industrielle entre les deux guerres et juste après

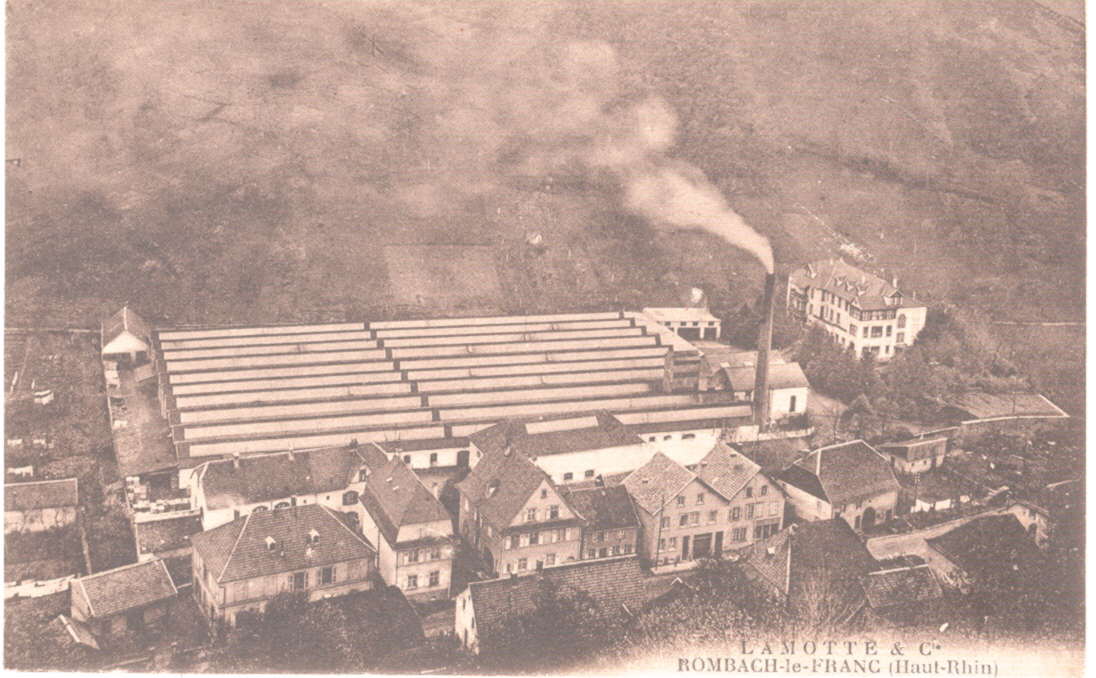
Usine Lamotte de Rombach-le-Franc avant la Seconde Guerre mondiale.

Pendant très longtemps les habitants s’adonnent à la culture, mais en 1924, MM. Schaeffer et Corne, pionniers se lancent dans le tissage en créant de petits ateliers de tissage. Des familles entières sont employées, ce qui procure aux habitants un supplément de revenu en tissant surtout du coton de la laine et de la fibranne. En 1963 il y a une fabrique qui fait tourner environ 215 métiers (400 en 1947). L’usine a été fermée et déclarée en faillite en février 1964 entraînant 150 licenciements. La plupart des ouvriers ont trouvé du travail ailleurs. Le lieu de travail est souvent très éloigné (Sélestat, Andlau, Colmar, Mulhouse). Quelques habitants tissent à domicile, c’est-à-dire à la maison. Ils ont un ou deux métiers, parfois plus. Le rez-de-chaussée de leur maison ressemble souvent à un petit atelier. Il existe alors dans le village plus de 130 métiers. Il y a peu de métiers dans les fermes du fait de leur éloignement et de la mauvaise qualité des chemins qui accèdent aux fermes. On tisse toutes sortes de dessins. Les métiers marchent à l’électricité. Un tisserand peut tisser à domicile, il y a aussi l’industrie du bois (scierie) qui emploie peu d’ouvriers. La commune dispose aussi d’immenses forêts dont 11 ou 12 bûcherons travaillent à temps complet. Après la guerre quelques prisonniers de guerre allemands sont affectés à l’entretien de la forêt. Des voituriers amenaient le bois à la scierie ou chez les personnes avec des « voitures à échelles » tirées par une paire de bœufs. Souvent ce sont les cultivateurs eux-mêmes qui s’occupent de convoyer le bois. Par la suite les débardeurs amenèrent le bois avec de puissants tracteurs. Il existait depuis 1840 une scierie-auberge qui a été pendant très longtemps le rendez-vous des villageois, des propriétaires forestiers, des charpentiers, des ébénistes, qui venaient faire scier les planches de toutes épaisseurs, les poutres pour les charpentes, ou des paysans qui venaient entre autres faire scier leur plus beau arbres fruitiers, cerisiers, pommiers, poiriers à l'occasion d'un mariage d'une de leurs filles. Le bois servait à fabriquer le lit ou l'armoire de la jeune mariée. Il y avait un va-et-vient incessant dans cette scierie-auberge. Les voituriers amenaient le bois de tout le monde à la scierie avec des charrettes tractées par des bœufs. Avant la grande guerre, la scierie appartenait à Augustin Aubry, puis à sa succession en 1927 elle sera reprise par Joseph Guerre un des charpentiers du village. Mais la maison de style Rombéchat, allongée a été détruite par un incendie en 1933. Joseph Guerre a construit par la suite une grande maison qui existe encore aujourd'hui dans le village. Il a ajouté une grande salle ou l'on projetait des films. Cela marchait assez bien. On y organisait aussi des petits bals et le carnaval. On s'y retrouvait aussi à l'occasion des enterrements. La scierie a été démantelée après le décès accidentel des époux Guerre en 1976 et les héritiers ne désirant pas reprendre l'activité ont vendu l'ensemble et les terrains.
Tout juste après la guerre, il y avait encore quelques sabotiers dans le village, mais en 1964 il n’en existait plus que deux. Il existait encore plusieurs menuiseries dans le village dont encore quatre en 1964. À cette époque l’industrie du bois n’était pas aussi florissante que l’industrie textile. Les autres artisans sont rares : il existe un serrurier, un plombier, un maçon, deux cordonniers, un peintre à Rombach-le-Franc et immédiatement après la guerre deux gardes-forestiers.

##### Lesmétiers à tisserà domicile

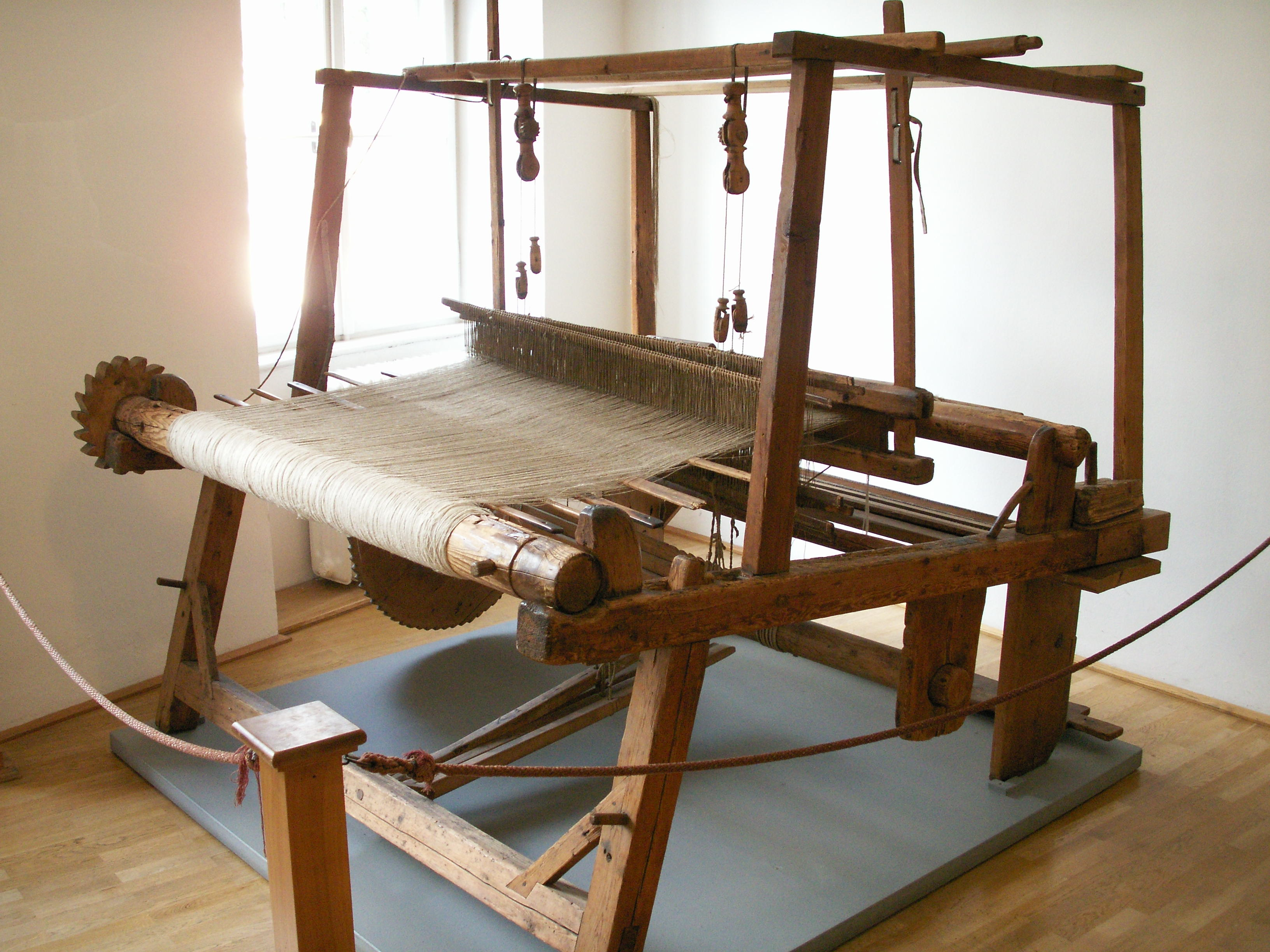
Métier à tisser mécanique.

Après la Première Guerre mondiale, de petits ateliers de tissage qui travaillaient à la tâche pour des fabricants textiles ont été la principale source de revenus pour de nombreux habitants du village. Ils ont fermé les uns après les autres après la crise du textile. Ces petits ateliers étaient composés d’un bâti en bois ou en fer qui porte toutes les pièces. En arrière se trouve un cylindre autour duquel sont entourés les fils de chaîne qu’une opération spéciale a rendu plus fort et plus résistant que les fils de trame. Cette opération s’appelle « ourdissage ». On a encollé les fils d’amidon et on les a séchés par contact sur les cylindres de cuivre chauffés à haute température. À gauche et à droite de la nappe de la chaîne sont disposés des fils plus forts qui forment la lisière de l’étoffe. À l’intérieur des métiers sont les lames. Chaque lame se compose de deux barres horizontales unies par des chaînes portant en leur milieu un maillon. Dans chacun des maillons de la lame on fait passer des fils impaires de la chaîne et dans chacun des maillons de la lame les fils pairs. Entre les lames passe la navette.

### Héraldique
| Blason de Rombach-le-Franc | Les armes de Rombach-le-Franc se blasonnent ainsi : « Parti, au premier d'argent au sapin arraché de sinople, au second d'azur à la croix patriarcale d'or. » |

On distingue sur le blason de la commune trois symboles :
- le sapin qui représente la forêt communale, qui est l'une des plus importantes d'Alsace par rapport au nombre d'habitants : 910 ha de forêt soumise au régime forestier pour 820 habitants ;
- la croix de Lorraine représente l'attachement antérieur de Rombach-le-Franc au duché de Lorraine jusqu'en 1766. En 1648, l'Alsace est annexée par la France, mais la rive gauche de la Lièpvrette, dont Rombach-le-Franc, reste une enclave lorraine. En 1766, à la mort du duc Stanislas, le Val de Lièpvre est rattaché à la France. Ce n'est qu'en 1790 que la commune est incorporée au département du Haut-Rhin plus proche géographiquement que la Lorraine ;
- le diplôme de croix de guerre avec citation à l'ordre de la division fut décerné à Rombach-le-Franc le 11 novembre 1948 au vu des actes de bravoure dont s’est honoré le village au cours de la Seconde Guerre mondiale. Cette citation comporte l'attribution de la croix de guerre avec étoile d'argent. Pendant l'occupation allemande entre 1940-1944, la commune de Rombach-le-Franc a été un important lieu de passage ou une cachette pour de nombreux prisonniers français ou étrangers évadés des camps allemands. Par ailleurs de nombreux réfractaires au service du travail obligatoire (STO) et à la Wehrmacht ont été cachés et hébergés dans les fermes jusqu'à la Libération. De nombreux prisonniers ont pu regagner leur pays ou leur foyer grâce à l’aide des habitants du village.

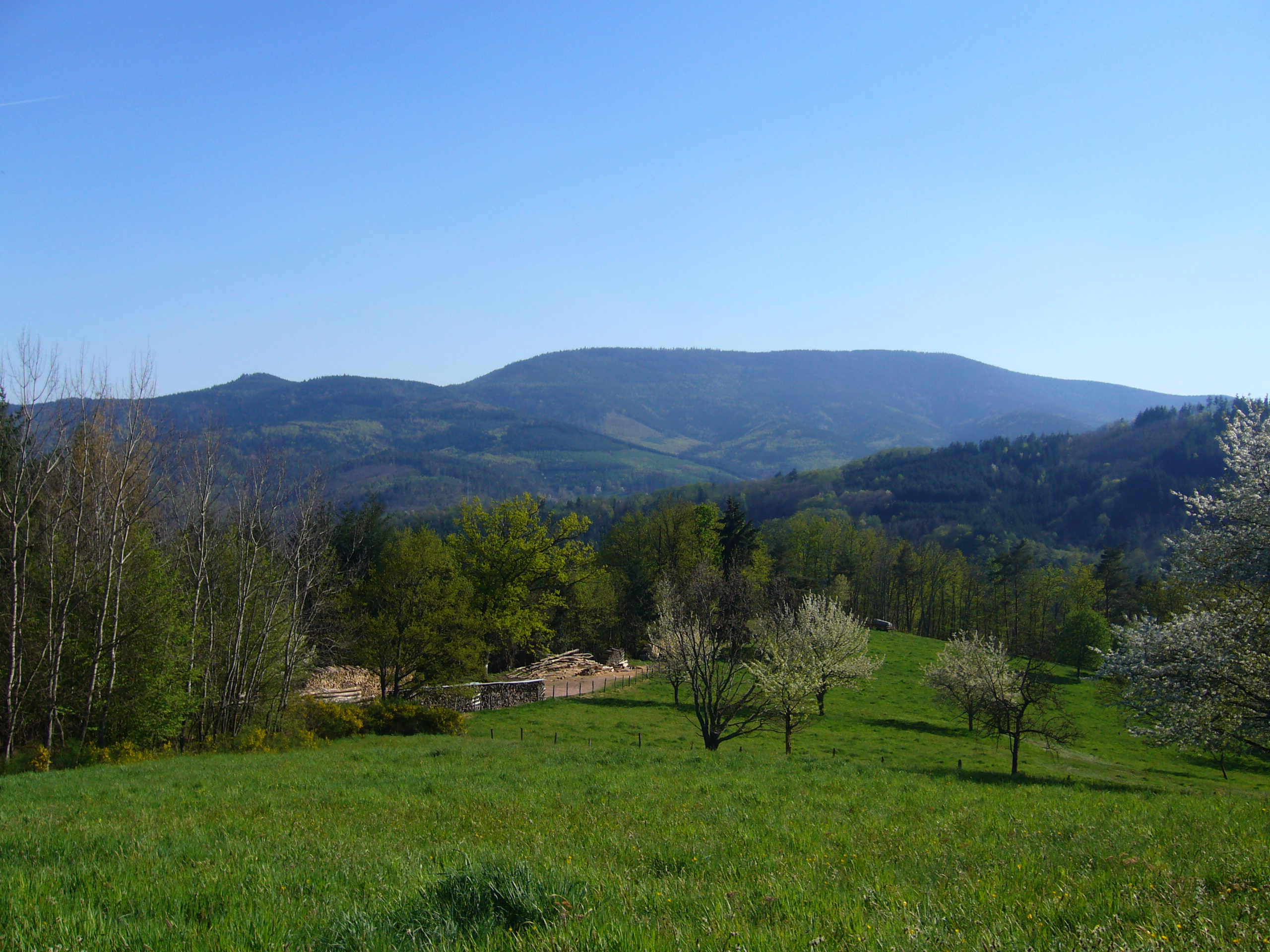
Le Cheval Poirier et au fond le massif du Taennchel.

## Politique et administration

### Liste des maires
| Période  | Période  | Identité           | Étiquette | Qualité |
| -------- | -------- | ------------------ | --------- | ------- |
| 1940     | 1953     | Jules Walter       |           |         |
| 1953     | 1954     | Jules Rieffel      |           |         |
| 1954     | 1959     | Jules Hinsinger    |           |         |
| 1959     | 1965     | Henri Philippe     |           |         |
| 1965     | 1971     | Jules Hinsinger    |           |         |
| 1971     | 1972     | Yves Ruch          |           |         |
| 1972     | 1986     | Rémy Schaeffer     |           |         |
| 1986     | 1999     | Raymond Hestin     | DVD       |         |
| 1999     | 2014     | Jean-Luc Fréchard  |           |         |
| 2014     | mai 2020 | Jean-Pierre Hestin |           |         |
| mai 2020 | En cours | Jean-Luc Fréchard  |           |         |

### Finances locales
Cette sous-section présente la situation des finances communales de Rombach-le-Franc.
Pour l'exercice 2013, le compte administratif du budget municipal de Rombach-le-Franc s'établit à  912 000 € en dépenses et 809 000 € en recettes :
En 2013, la section de fonctionnement se répartit en 545 000 €  de charges (622 € par habitant) pour 708 000 € de produits (808 € par habitant), soit un solde de 163 000 € (186 € par habitant), :
- le principal pôle de dépenses de fonctionnement est celui des achats et charges externes[Note 7] pour une somme de 217 000 € (40 %), soit 248 € par habitant, ratio supérieur de 32 % à la valeur moyenne pour les communes de la même strate (188 € par habitant). En partant de 2009 et jusqu'à 2013, ce ratio fluctue et présente un minimum de 180 € par habitant en 2011 et un maximum de 248 € par habitant en 2013 ;
- la plus grande part des recettes est constituée des impôts locaux[Note 8] pour une valeur totale de 162 000 € (23 %), soit 184 € par habitant, ratio inférieur de 35 % à la valeur moyenne pour les communes de la même strate (285 € par habitant). Pour la période allant de 2009 à 2013, ce ratio fluctue et présente un minimum de 163 € par habitant en 2009 et un maximum de 184 € par habitant en 2013.

Les taux des taxes ci-dessous sont votés par la municipalité de Rombach-le-Franc. Ils ont varié de la façon suivante par rapport à 2012 :
- la taxe d'habitation sans variation 8,45 % ;
- la taxe foncière sur le bâti constante 9,68 % ;
- celle sur le non bâti sans variation 47,72 %.

La section investissement se répartit en emplois et ressources. Pour 2013, les emplois comprennent par ordre d'importance :
- des dépenses d'équipement[Note 10] pour une somme de 317 000 € (86 %), soit 362 € par habitant, ratio voisin de la valeur moyenne de la strate. En partant de 2009 et jusqu'à 2013, ce ratio fluctue et présente un minimum de 33 € par habitant en 2012 et un maximum de 379 € par habitant en 2010 ;
- des remboursements d'emprunts[Note 11] pour  50 000 € (14 %), soit 57 € par habitant, ratio voisin de la valeur moyenne de la strate.

Les ressources en investissement de Rombach-le-Franc se répartissent principalement en :
- nouvelles dettes pour une somme de 50 000 € (50 %), soit 57 € par habitant, ratio inférieur de 20 % à la valeur moyenne pour les communes de la même strate (71 € par habitant). Depuis 5 ans, ce ratio fluctue et présente un minimum de 0 € par habitant en 2012 et un maximum de 110 € par habitant en 2010 ;
- subventions reçues pour une valeur totale de 8 000 € (8 %), soit 9 € par habitant, ratio inférieur de 89 % à la valeur moyenne pour les communes de la même strate (81 € par habitant).

L'endettement de Rombach-le-Franc au 31 décembre 2013 peut s'évaluer à partir de trois critères : l'encours de la dette, l'annuité de la dette et sa capacité de désendettement :
- l'encours de la dette pour un montant de 346 000 €, soit 395 € par habitant, ratio inférieur de 34 % à la valeur moyenne pour les communes de la même strate (601 € par habitant). Sur les 5 dernières années, ce ratio fluctue et présente un minimum de 384 € par habitant en 2012 et un maximum de 493 € par habitant en 2010[A2 5] ;
- l'annuité de la dette pour  58 000 €, soit 66 € par habitant, ratio inférieur de 22 % à la valeur moyenne pour les communes de la même strate (85 € par habitant). Sur les 5 dernières années, ce ratio fluctue et présente un minimum de 58 € par habitant en 2010 et un maximum de 69 € par habitant en 2012[A2 5] ;
- la capacité d'autofinancement (CAF) pour une somme de 164 000 €, soit 188 € par habitant, ratio supérieur de 21 % à la valeur moyenne pour les communes de la même strate (156 € par habitant). Sur les 5 dernières années, ce ratio fluctue et présente un minimum de 128 € par habitant en 2009 et un maximum de 218 € par habitant en 2012[A2 6]. La capacité de désendettement est d'environ 2 années en 2013. Sur une période de 14 années, ce ratio présente un minimum d'environ un an en 2012 et un maximum d'environ 8 années en 2007.

## Démographie
L'évolution du nombre d'habitants est connue à travers les recensements de la population effectués dans la commune depuis 1793. Pour les communes de moins de 10 000 habitants, une enquête de recensement portant sur toute la population est réalisée tous les cinq ans, les populations de référence des années intermédiaires étant quant à elles estimées par interpolation ou extrapolation. Pour la commune, le premier recensement exhaustif entrant dans le cadre du nouveau dispositif a été réalisé en 2006.

En 2022, la commune comptait 785 habitants, en évolution de −0,63 % par rapport à 2016 (Haut-Rhin : +0,66 %, France hors Mayotte : +2,11 %).
| 1793  | 1800  | 1806  | 1821  | 1831  | 1836  | 1841  | 1846  | 1851  |
| ----- | ----- | ----- | ----- | ----- | ----- | ----- | ----- | ----- |
| 1 239 | 1 294 | 1 428 | 1 675 | 1 763 | 1 909 | 1 992 | 2 064 | 2 071 |

| 1856  | 1861  | 1866  | 1871  | 1875  | 1880  | 1885  | 1890  | 1895  |
| ----- | ----- | ----- | ----- | ----- | ----- | ----- | ----- | ----- |
| 1 780 | 1 869 | 1 932 | 1 883 | 1 924 | 1 853 | 1 844 | 1 791 | 1 612 |

| 1900  | 1905  | 1910  | 1921  | 1926  | 1931  | 1936  | 1946  | 1954  |
| ----- | ----- | ----- | ----- | ----- | ----- | ----- | ----- | ----- |
| 1 544 | 1 548 | 1 524 | 1 406 | 1 336 | 1 291 | 1 198 | 1 156 | 1 122 |

| 1962  | 1968 | 1975 | 1982 | 1990 | 1999 | 2006 | 2011 | 2016 |
| ----- | ---- | ---- | ---- | ---- | ---- | ---- | ---- | ---- |
| 1 041 | 870  | 765  | 720  | 764  | 820  | 892  | 834  | 790  |

| 2021 | 2022 | - | - | - | - | - | - | - |
| ---- | ---- | - | - | - | - | - | - | - |
| 780  | 785  | - | - | - | - | - | - | - |

## Culture

### Patrimoine

#### Église Sainte-Rosalie (1805)

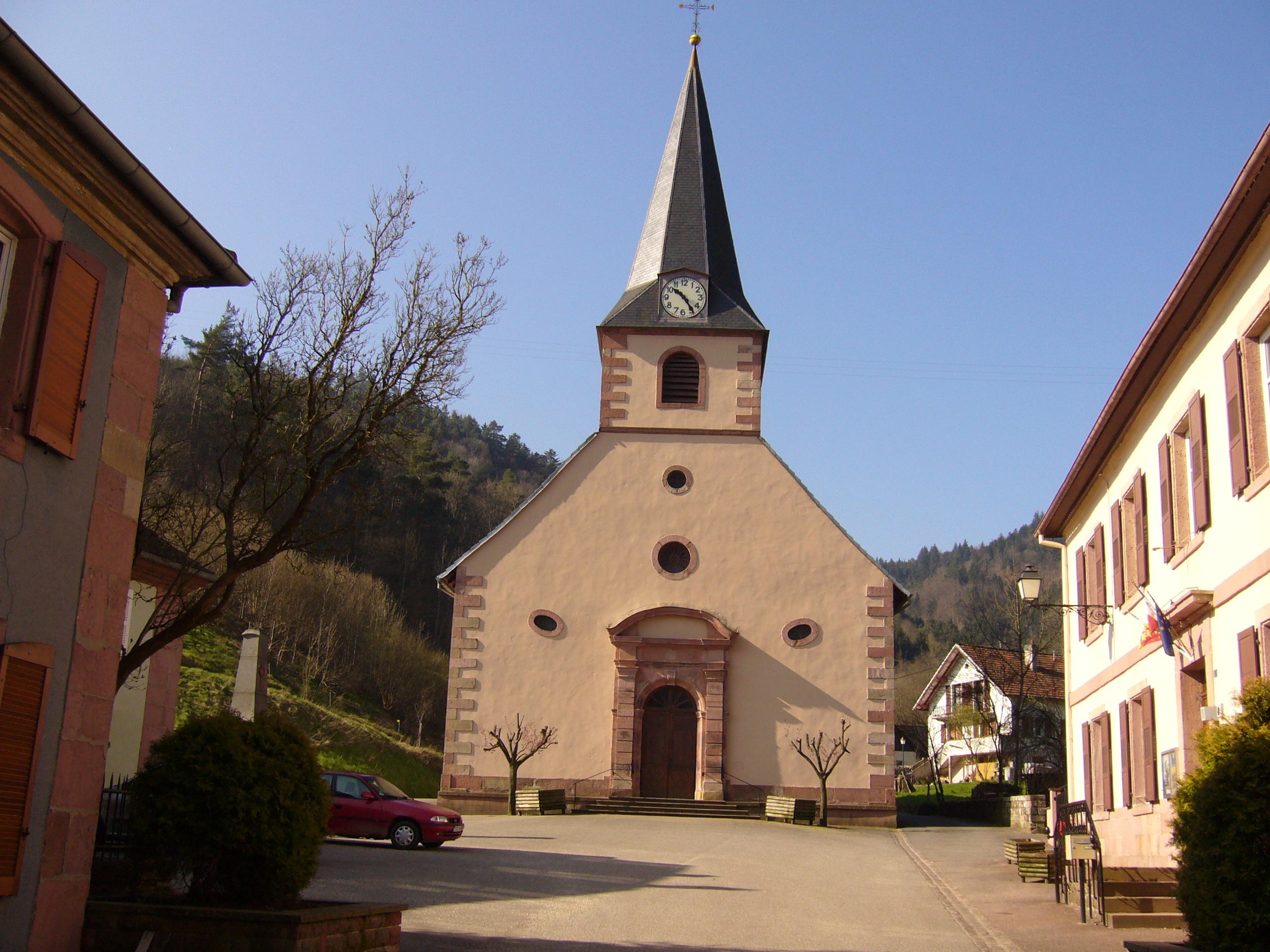
Rombach-le-Franc : église Sainte-Rosalie.

L'église de Rombach-le-Franc telle qu'elle existe aujourd'hui date de 1805. Elle fut reconstruite après le terrible incendie du 22 août 1801 qui détruisit l'église et une grande partie du village, dont le presbytère. Elle fut achevée en 1807. Auparavant il existait une ancienne chapelle construite au XIIIe siècle par les moines du prieuré de Lièpvre près d'une source qui avait reçu le nom de « source de sainte Rosalie ». On raconte qu'au XIIIe siècle les loups étaient très nombreux dans les forêts de la commune. Lors d'un hiver très rigoureux, l'un des loups s'est précipité sur une petite fille qui fut dévorée ou plus vraisemblablement déchiquetée sur la place même où se trouve aujourd'hui l'église. Les moines du prieuré de Lièpvre ont alors érigé une chapelle à cet emplacement pour rendre un hommage à la petite fille dont le père travaillait pour les moines.
Cette explication semble plausible, puisqu'une sculpture était gravée dans la pierre de la chapelle représentant la tête d’un enfant et le portrait d’un loup.
Ces deux vestiges provenant de la chapelle sont aujourd'hui encastrés dans le mur de l'église du côté extérieur de la sacristie et à l'arrière du bâtiment. À l'endroit coulait aussi une source qui reçut le nom de « source de Sainte-Rosalie ». D'après la légende, on utilisait l'eau de cette source pour se préserver de certaines maladies et Rombach-le-Franc aurait été épargné par les épidémies de peste et de choléra grâce à la sainte qui était vénérée par la population. Depuis le XIIIe siècle et surtout au Moyen Âge, cette chapelle fut utilisée comme lieu de prière et une messe est dite le jour de la fête de Sainte-Rosalie. À cette occasion, les fidèles se rendent en procession depuis Lièpvre jusqu'à la chapelle. Il n'existe aucun curé qui réside à Rombach-le-Franc.
Le 12 juin 1692, cette chapelle de style roman est pourvue d'une cloche. Elle est bénie par l'abbé G. Morel curé de Lièpvre. Cette cloche est baptisée Françoise Charlotte en hommage à sa marraine, Demoiselle Charlotte Françoise Frauel, épouse du Sieur Jean Feydieu, procureur du Roi au Val de Lièpvre. Le nom de la cloche a été décidé par le Sieur François Didier Maurice avocat au parlement et prévôt royal au Val de Lièpvre avec l’autorisation de l’abbé de Cartigny, vicaire général et officier du diocèse de Strasbourg dont dépend ladite chapelle. Les fidèles doivent se rendre à Lièpvre pour le service divin. Mais dès 1745, le curé de Lièpvre se rend à Rombach-le-Franc pour administrer les derniers sacrements, mais pour les offices du dimanche, les mariages, baptêmes ou enterrements, les habitants doivent toujours se rendre à l'église de Lièpvre. Les inhumations des habitants de Rombach-le-Franc se font depuis les temps immémoriaux à Lièpvre.
Il existe dans le village deux confréries Sainte-Rosalie chargées d'entretenir cette chapelle dont un seul receveur rend compte annuellement des dépenses occasionnées devant le curé et la communauté. Cette confrérie paye également le curé de la paroisse non sous forme de dîmes mais en argent. Avant la guerre de Trente Ans, Rombach-le-Franc était tenu de payer la dîme au prieur de Lièpvre. En 1624, cette dîme représente 59 francs et 6 gros. Jusqu'en 1786, Rombach-le-Franc et Lièpvre ne font qu'une seule et même paroisse.

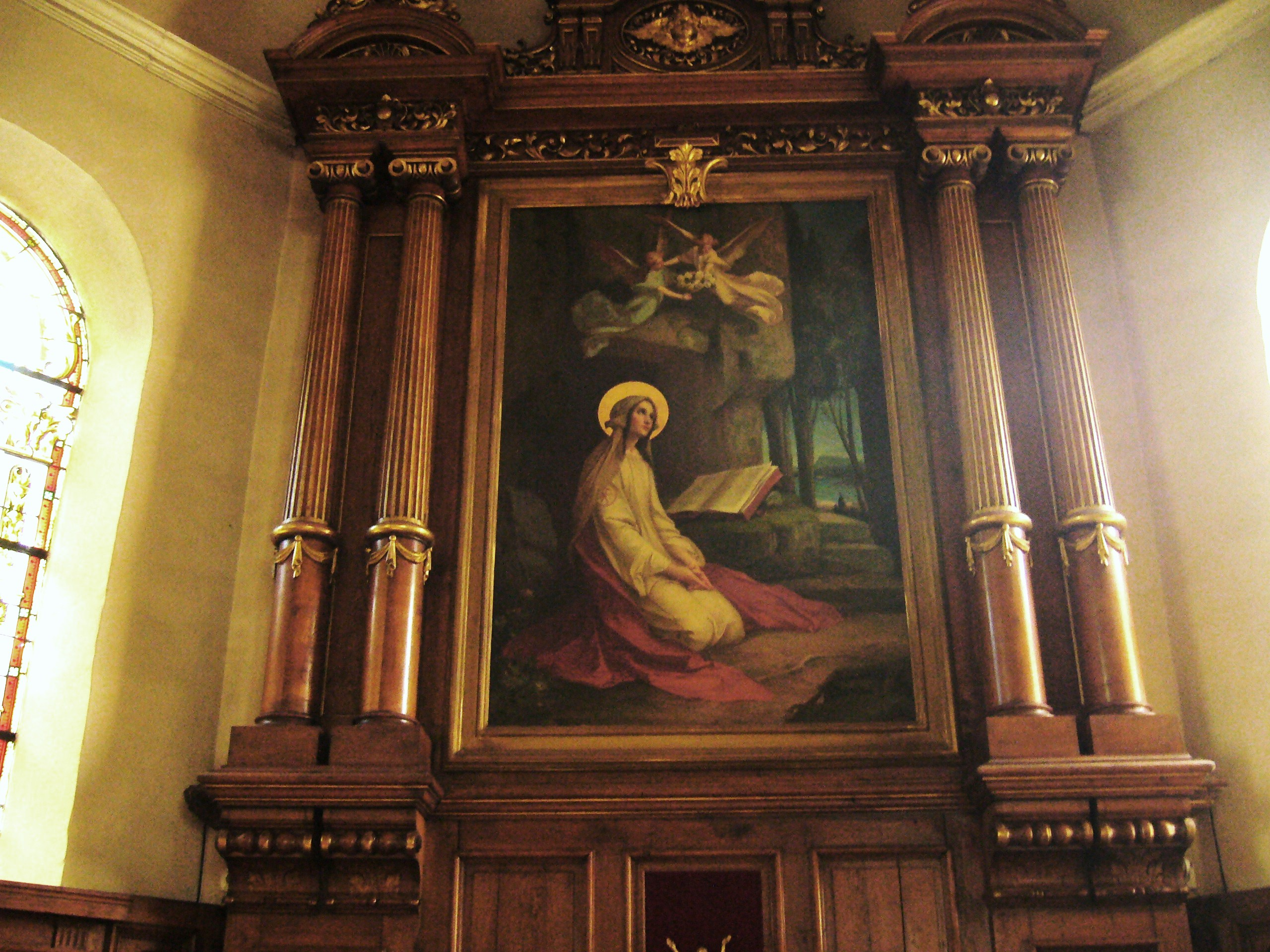
Tableau de Feuerstein (1899), artiste originaire de Barr, fixé derrière le maître-autel de l'église Sainte-Rosalie.

##### La chapelle romane duXIIIesiècleest détruite et remplacée par une église
En 1756, les habitants de l'Allemand-Rombach éprouvent le besoin de posséder leur propre église, car la chapelle est devenue trop petite pour accueillir tout le monde. La population de l'Allemand-Rombach avait fortement augmenté depuis le début du XVIIIe siècle. En 1790 elle comptait 1 237 habitants. Les habitants, les bourgeois et maire, adressent un courrier à l'intendant de Lorraine et Barrois à Commercy, M. de la Galaizière. Le 7 avril, celui-ci renvoie la demande pour information au subdélégué à Saint-Dié, M. de Lesseux.
Ce dernier examine le plan et devis dressés par M. Renault, architecte et géomètre à Saint-Dié datés du 22 avril 1756. Le 15 juillet de la même année, l'intendant ordonne que les enchères soient faites le plus rapidement possible. Le 15 novembre 1756 les enchères ont lieu à Saint-Dié et c'est Jean Collin de Lièpvre qui emporte le marché. Il accepte et signe le plan le même jour pour faire exécuter les travaux. Il s'engage par la même occasion à commencer les travaux au printemps 1757 et à assurer lui-même le transport des matériaux, étant donné le petit nombre de voituriers à l'Allemand-Rombach. Le devis est estimé à 7 773 livres lorraines.
Le 8 juillet 1758, la nef de la nouvelle église est à moitié achevée. Les notables du village demandent qu'on surélève la tour 
de l'église de huit pieds, c'est-à-dire de 2,20 m pour qu'elle atteigne la faîtière de la nef, ce qui est accepté.
Un document du 23 août 1772 indique que la commune compte 180 habitants (ménages sans les enfants) et plus de 900 communiants (enfants à partir de sept ans). Les habitants considèrent que la chapelle Sainte-Rosalie est trop petite pour contenir tous les paroissiens. Ils estiment également que la cloche de la chapelle ne retentit pas assez loin et qu'elle est pratiquement inaudible au-delà d'une lieue, ainsi que dans différentes gorges situées près des collines. Ils demandent à la commune d'étudier la possibilité d'installer une cloche plus puissante.

##### En 1786 une paroisse autonome est instaurée à l'Allemand-Rombach

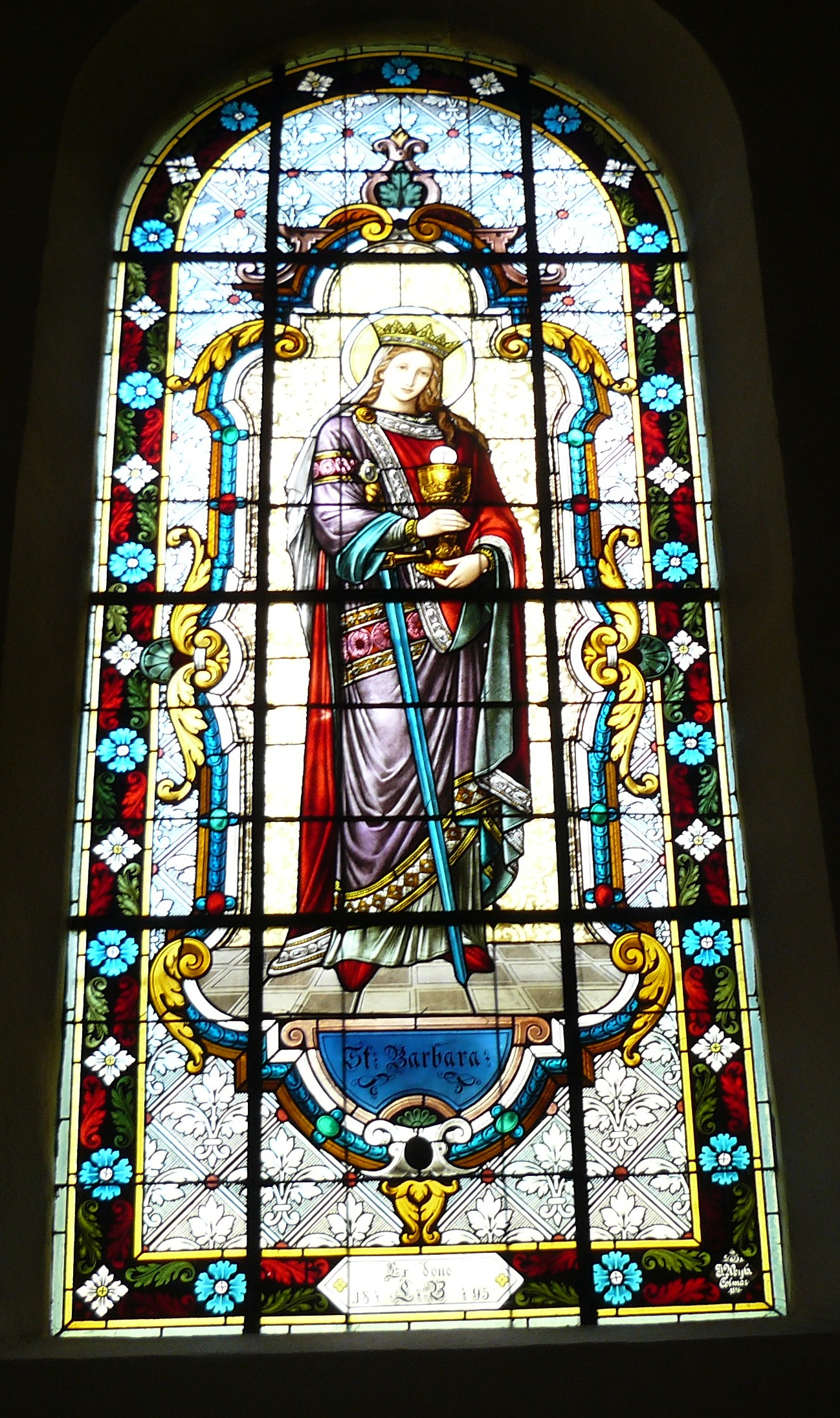
Vitrail représentant sainte Barbe situé dans l'église Sainte-Rosalie financé en 1895 par la famille Bournique.

l'Allemand-Rombach après avoir pendant plusieurs siècles partagé le sort de Lièpvre et ses mêmes vicissitudes, éprouva le besoin de se détacher de l'église-mère qui était alors administrée par le recteur L. Mosser en 1786.
Par ordonnance et enquête de commodo et incommodo du 16 février 1786, l'évêque de Strasbourg, érige l'Allemand-Rombach en paroisse indépendante. La copie du décret épiscopal érigeant Rombach-le-Franc, autrefois filiale de l'église paroissiale de Lièpvre, est remplie de détails très intéressants : on y trouve par exemple que la communauté y compris le hameau de la Hingrie est composée de 230 feux ou ménages formant 900 communiants, chiffre qui excède celui des habitants de Lièpvre. L'ordonnance révèle aussi que Rombach-le-Franc dispose largement de quoi subvenir aux besoins de la nouvelle paroisse, que le trajet entre les dernières maisons de la Hingrie et Lièpvre est d'une lieue et demie, sans compter les habitations qui sont enfoncées dans les collines le long du village. Cette enquête met aussi en avant la difficulté pour les habitants de Rombach-le-Franc de se rendre à l'église de Lièpvre en raison des fréquentes crues d'eaux qui rendent impraticables les chemins menant jusqu'à l'église-mère. En hiver révèle cette enquête, les enfants qu'on amène à l'église de Lièpvre pour être baptisés sont particulièrement exposés à mourir en route et qu'une bonne partie de la population est tenue de rester dans le village pour protéger les habitations des vols et pillages et pour pouvoir y porter secours en cas d'incendie. La note ajoute que ce sont les habitants de la Hingrie qui sont les plus à plaindre car ils se trouvent à deux lieues de Lièpvre. Cette note ajoute que certains paroissiens profitent pour aller se rafraîchir dans les divers cabarets le long de la route, ce qui occasionne souvent des disputes et autres indécences. C'est pourquoi conformément à l'autorisation accordée par l'intendant de Lorraine en date du 29 mars 1768, et malgré le refus du curé de Lièpvre et la visite de feu vicaire général Arath de l'évêché de Strasbourg du 13 juillet 1760, une autorisation est accordée pour la création d'une paroisse indépendante. Il ordonne que deux habitants de l'Allemand-Rombach et de la Hingrie nommés par les maires, lieutenant du maire, ou jurés de justice se rendent chaque année et à perpétuité à l'église de Lièpvre le jour de son patron (15 août), pour y déposer deux cierges de cire blanche d’un poids d'une demi livre chacun pour marquer la prééminence de la paroisse de Lièpvre sur celle de Rombach-le-Franc.

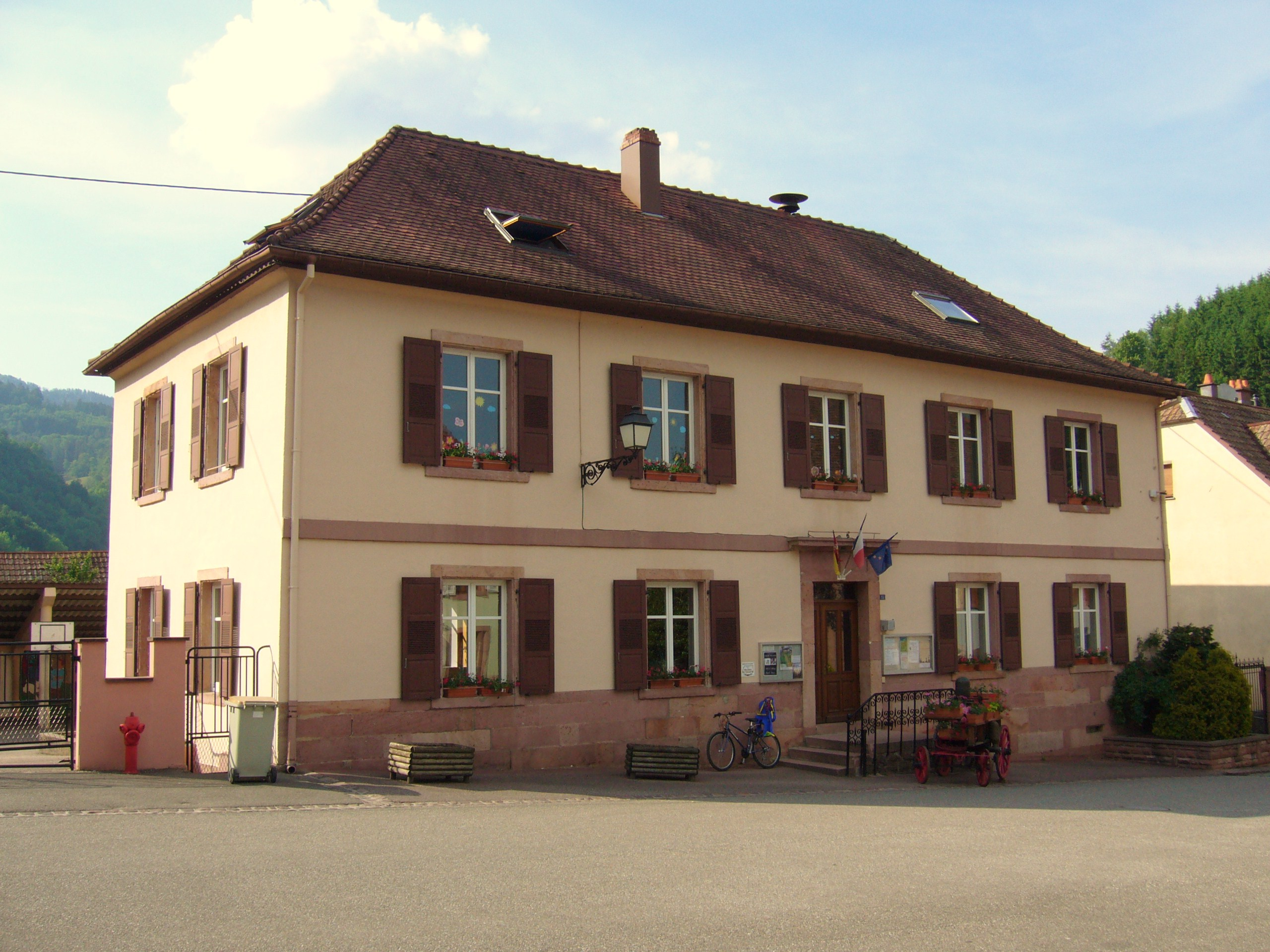
Mairie et école.

Il nomme Jean Baptiste Boulanger, originaire de Sainte-Marie-aux-Mines curé du village et prescrit aux fidèles de la nouvelle paroisse d'établir un cimetière à côté de l'église. Le 2 octobre 1786, il est procédé par enchère au rabais de la construction d'un presbytère qui sera remporté par Jean Baptiste Benoît, entrepreneur à l'Allemand-Rombach, qui est aussi chargé de l'entretien des fontaines et de l'école du village. Il est aussi procédé par adjudication de la clôture du cimetière en présence de Charles François Petitmengin, conseiller du roi et son sous procureur au bailliage présidentiel de Saint-Dié. Cette ordonnance est publiée en exécution du décret de l'intendant de Lorraine et de Barrois, en présence du maire Pierre Mosse et des syndics de la communauté de Rombach-le-Franc et est affichée dans les communes de Saint-Dié, Sainte-Marie-aux-Mines, Sainte-Croix-aux-Mines, Lièpvre et Rombach-le-Franc pour information afin que le public soit dûment averti.

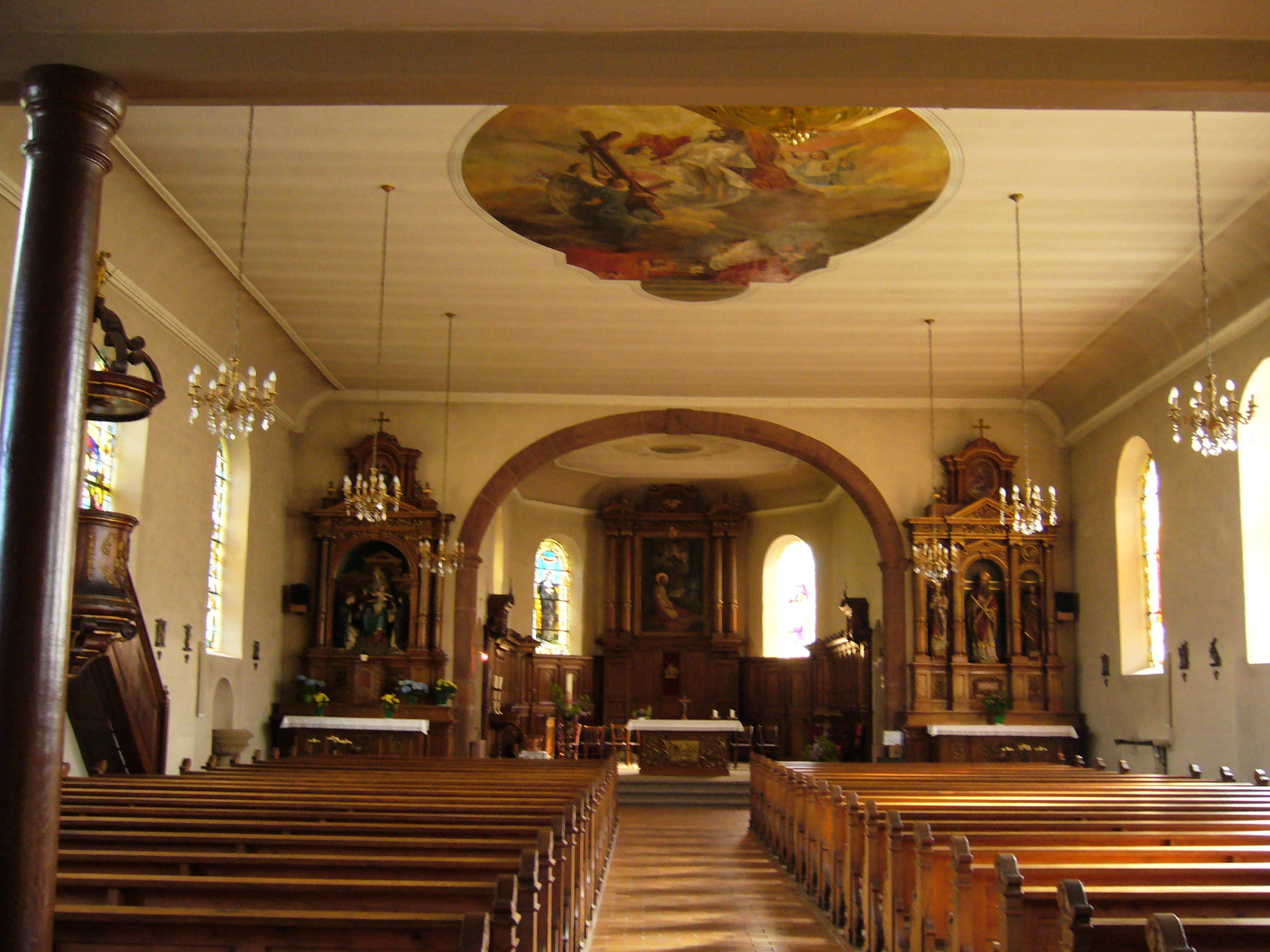
Intérieur de l'église Sainte-Rosalie.

Cette ordonnance stipule également à la communauté de l'Allemand-Rombach de pourvoir incessamment son église de fonts baptismaux, d'une chaire et de vases sacrés qui lui manquent encore. Les frais relatifs à la création de la nouvelle paroisse s'élèveront à plusieurs centaines de livres. Entre 1787 et 1788, grâce à des coupes de bois extraordinaires, la communauté construit un presbytère et aménage un cimetière à côté de la nouvelle église. En 1786, l'église fut dédiée à sainte Rosalie avec comme patrons secondaires, saint Blaise et saint Quirin.
Pendant la Révolution l'église fut transformée, comme dans beaucoup d'autres lieux, en temple de la Raison, en temple de l'être suprême et même en club patriotique quand la patrie fut déclarée en danger. Toutefois la majeure partie de la population resta fidèle à son pasteur, M. Jean Baptiste Boulanger. Celui-ci avait refusé de prêter serment à la constitution, malgré les insistances de la municipalité d'alors. C'était à coup sur la déportation pour le bagne de la Guyane pour le vaillant curé. De 1789 à 1792 l'abbé Boulanger administra de mieux qu'il put en bravant tous les dangers, sa paroisse. Ayant failli se faire prendre par les révolutionnaires qui étaient à sa poursuite, il préféra l'exil volontaire. Il se réfugia en Allemagne en 1792, mais revint incognito en 1797 dans sa paroisse, repartant presque aussitôt ne se sentant pas en sécurité. Pendant son absence, c'est le curé de Fouchy qui administra au péril de sa vie la paroisse se cachant de ferme en ferme.

##### Après le gigantesque incendie de 1801, l'église est reconstruite

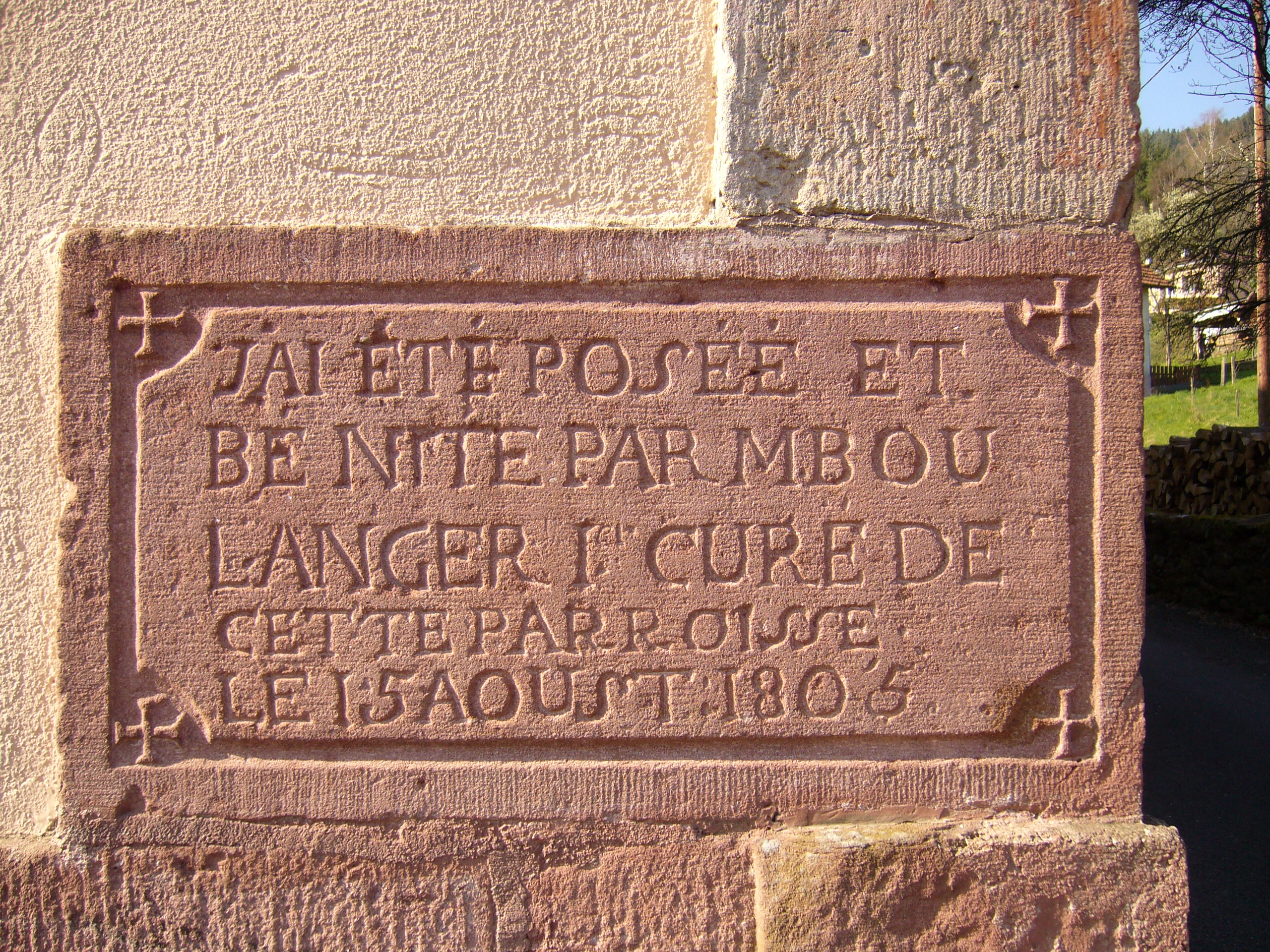
Pierre angulaire encastrée dans le mur de l'église Sainte-Rosalie à Rombach-le-Franc.

Le 22 août 1801 (le 4 fructidor de l'an 9) la nouvelle église construite après 1756 est entièrement détruite, de même que le presbytère et 43 maisons. Ce fut une épouvantable catastrophe et un coup terrible pour le vaillant curé Boulanger, revenu à peine de son exil. Toute la population aidée par la commune retroussa ses manches pour se mettre résolument à l’œuvre afin de reconstruire la nouvelle église et le presbytère. Grâce à des coupes extraordinaires et au soutien de la population, les travaux de la nouvelle église purent commencer dès 1805. La première pierre angulaire fut posée le 15 août comme il apparaît sur l'inscription qui figure à l'extérieur face avant de l'église et du côté du chemin de la Biaise : « J'ai été posée et bénite par M. Boulanger, premier curé de cette parroisse (avec deux r) le 15 août 1805 en présence du maire Mettemberg et de son adjoint Colin ».
La nouvelle église est achevée le 7 décembre 1807 et bénie par le curé doyen Cornette de Sainte-Marie-aux-Mines. Pour l'histoire, il faut préciser que l'on a déposé sur la pierre angulaire un message de témoignage dont voici une partie du contenu : « Au nom du père et du fils et du Saint-Esprit, l'an 1805 de Notre Seigneur Jésus Christ, le 15 août, fête de Notre Dame de l'Assomption de la Vierge Marie, le Pontife romain étant Pie VII et l'évêque de Strasbourg, Jean-Pierre Saurine, le 27 Thermidor de l'an XIII de la République, sous le règne de Napoléon, empereur des Français et roi d'Italie. Sous l'administration avisée du préfet Desportes, du département du Rhin supérieur, membre de l'ordre de la légion d'honneur, après le sacrifice de la messe célébrée dans l'oratoire (chapelle provisoire), cette première pierre angulaire, dont par décret épiscopal donné le 16 février 1786 par l'Église-mère de Lièpvre, détachée et érigée en église paroissiale, mais transformée par la nouvelle organisation de l'Église française en succursale le 22 août 1801 par une circonstance malheureuse, fut détruit par les flammes avec le presbytère et 43 maisons. Maintenant l'église de l'Allemand Rombach devant être reconstruite par les soins de la commune et agrandie dans sa longueur et sa largeur, par moi soussigné curé, originaire de la paroisse de Sainte Madeleine de Sainte-Marie-aux-Mines, d'abord comme curé et ensuite comme administrateur, avec l'autorisation de notre évêque de Strasbourg le 16 du mois de juillet précédent, sous la signature des très illustres Seigneurs Dangas, vicaire Général de notre évêque et Maimbourg, secrétaire épiscopal, tous les deux chanoines de l'Église catholique, autorisation déposée dans les archives paroissiales en présence de plusieurs paroissiens, principalement : Nicolas Mettemberg, Jean Dominique Collin tous citoyens et membres du conseil municipal du village constructeur de l'édifice ». D'autres informations concernant les paroissiens figurent sur cette première pierre angulaire scellé dans le bâtiment de l'église Sainte Rosalie.
La nouvelle église Sainte-Rosalie fut rendue au culte le 7 décembre 1807. Plus tard on installa de nouvelles cloches dont la bénédiction eut lieu le 11 novembre 1812. Le bourdon pesant 800 kg, la moyenne 600 kg et la plus petite 450 kg sont installés en présence de toute la population. La grande cloche est bénie sous l'invocation de la Sainte Vierge et a pour parrains : Jean Georges Philippe, Joseph Jehel et Antoine Pairis et pour marraines, Marie Madeleine Leromain, Marie Thérèse Tourneur, et Marie Chenal. La plus petite cloche est bénie sous l'invocation de saint Blaise et saint Quirin patrons secondaires et a pour parrains : Nicolas Bureau (légionnaire), Jean Baptiste Chenal et Jean Gasperment et pour marraines, Marie Mervelet, Marie Roth et Marie Catherine Gasperment. La chaire est installée dès 1813.
L'orgue a été réalisé en 1856 par la facteur d'orgues Claude-Ignace Callinet, de Rouffach, puis restauré en 1935,.
En 1819, le curé Boulanger qui commençait à se sentir fatigué demanda à être épaulé par un vicaire. Il fit une demande auprès de l'église de Lièpvre pour l'assister dans les diverses tâches, notamment visiter les malades et administrer les saints sacrements. La commune de Rombach-le-Franc est sollicitée pour payer le vicaire. Jean Baptiste Boulanger, premier curé de Rombach-le-Franc meurt le 31 août 1823 à 23h45 à l'âge de 81 ans. Il a gouverné sa paroisse pendant 37 ans et cinq mois. Il est inhumé au pied de la grande croix, au milieu du cimetière. La construction de cette grande croix a été décidée à l'unanimité, et à la demande de nombreux citoyens, au cours d'un conseil municipal pour rendre hommage au premier curé de Rombach-le-Franc. Sur sa tombe on peut voir l'épitaphe suivante : Ici repose en paix Jean Joseph Boulanger, premier curé de cette paroisse qu'il a gouvernée pendant 37 ans et 5 mois. Né à Sainte Marie-aux-Mines de 31 mars 1742 - Mort le 31 août 1823. Pieux, zélé, charitable, vrai pasteur. Sa vie comme sa mort furent celles du juste chrétien - Imitez-le - Pauvres pleurez-le - Paroissiens priez pour lui.
En 1840, lors de l'agrandissement du cimetière le curé Jean Louis Monsch voulait faire déplacer la grande croix du cimetière à l'endroit même où reposait le curé Boulanger. La municipalité s'opposa et fit appel à l'évêque de Strasbourg pour trancher le différend. La grande croix fut finalement maintenue sur son ancien emplacement.
En 1899, Martin Feuerstein, artiste originaire de Barr fixe un tableau derrière le maître-autel de l'église Sainte Rosalie.

#### Chapelle de Notre-Dame-du-Bon-Secours

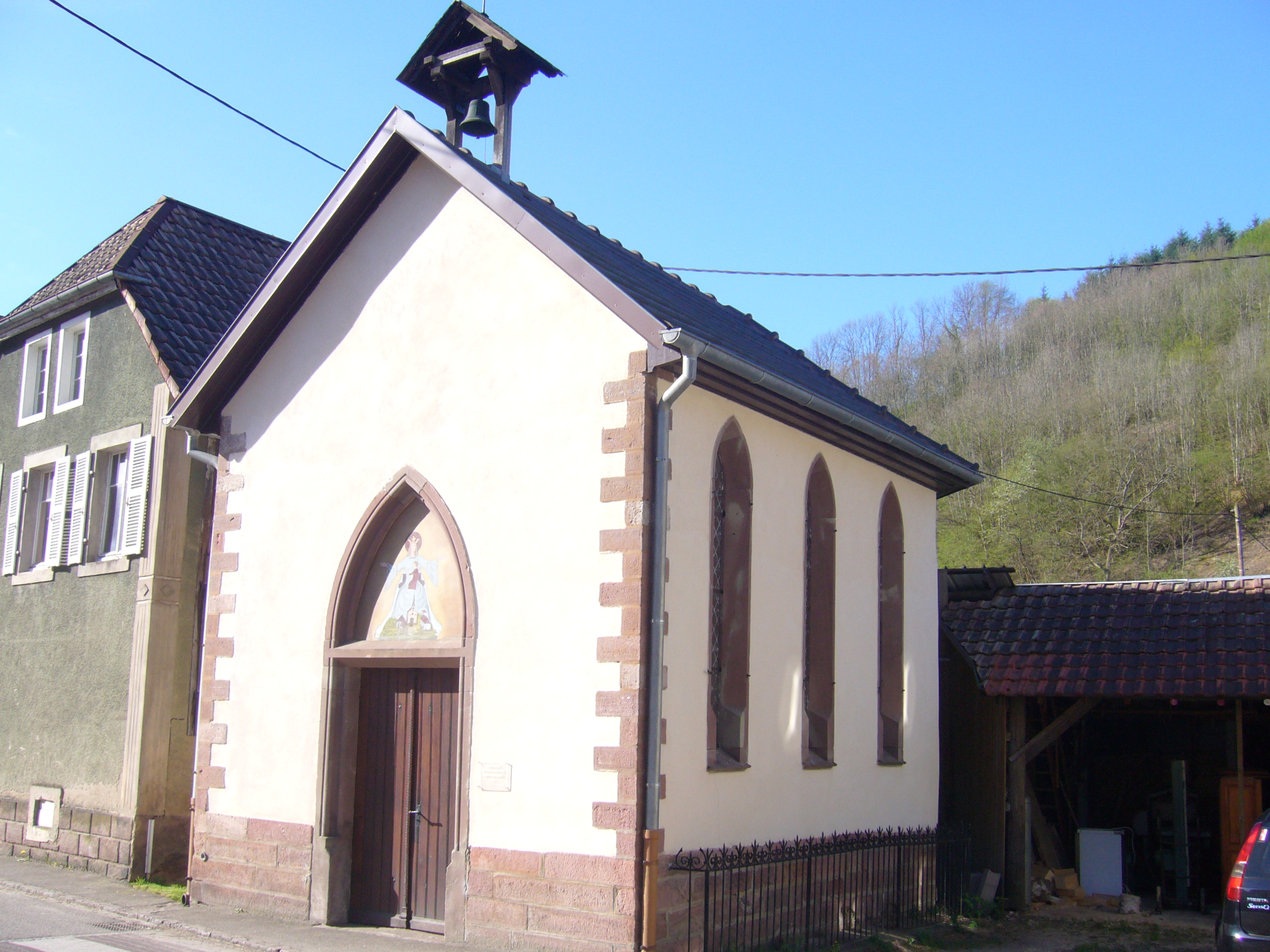
Rombach-le-Franc : chapelle Notre-Dame-du-Bon-Secours à la sortie du village.

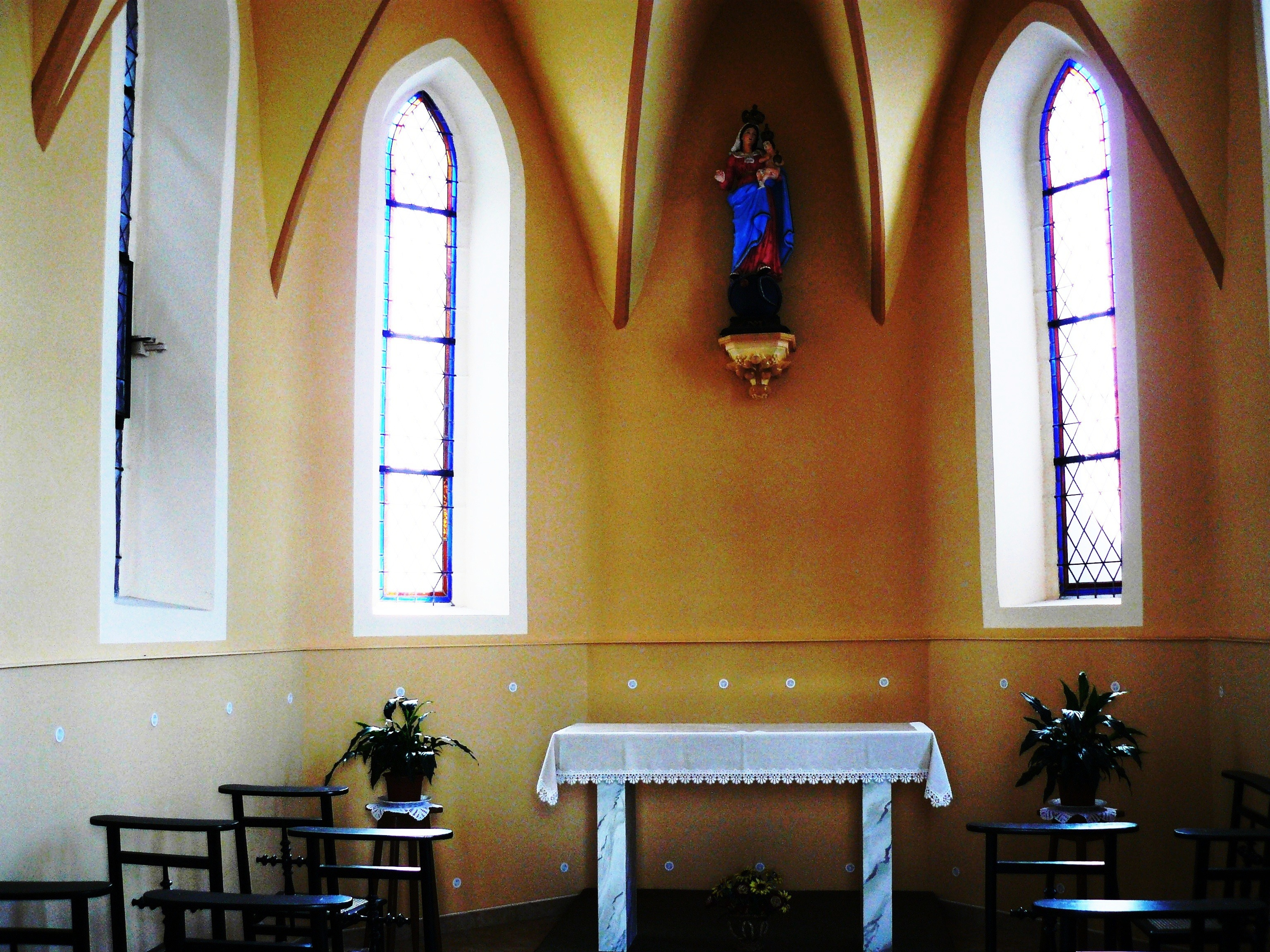
Intérieur de la chapelle.

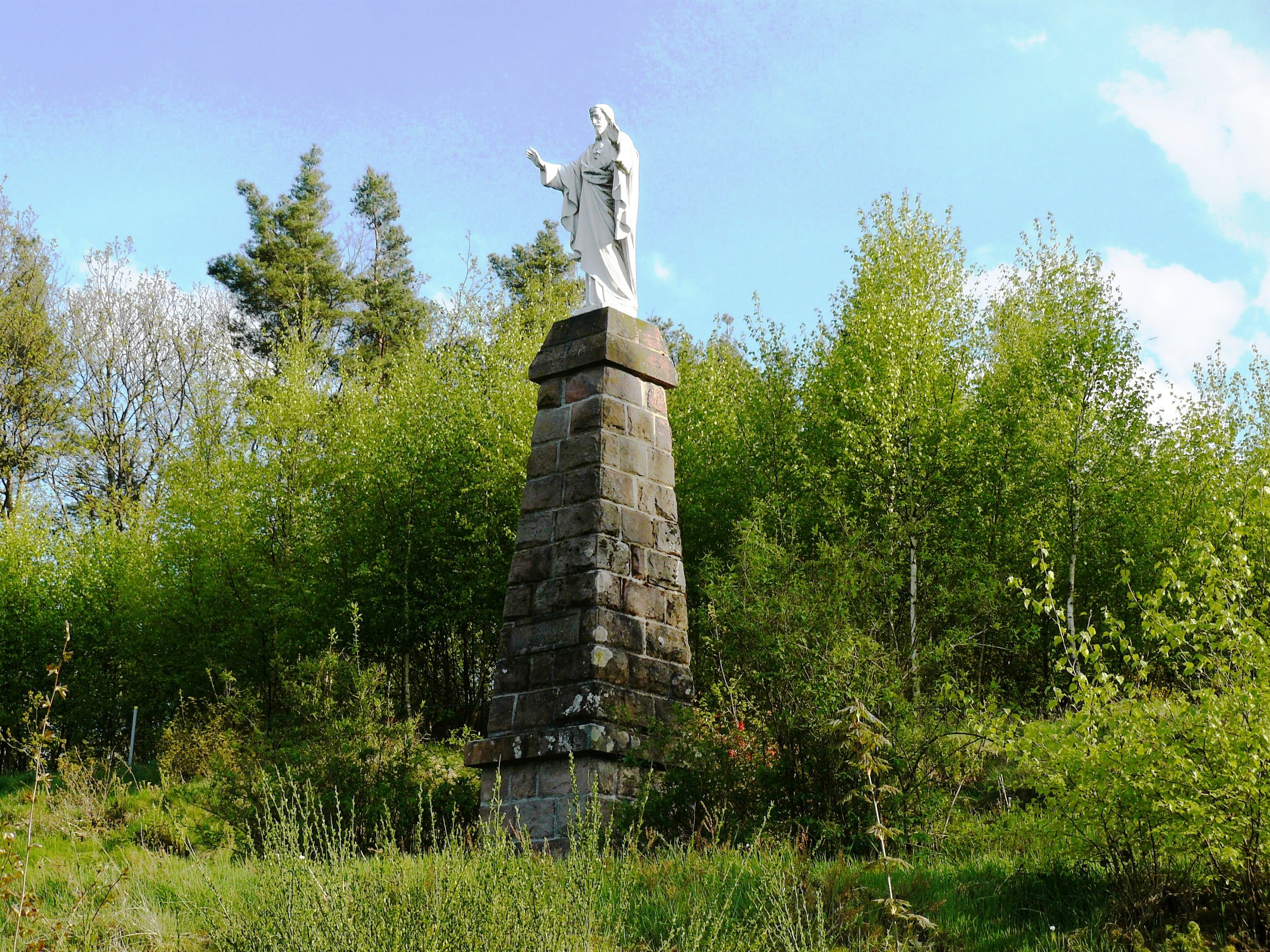
Statue du Sacré Cœur au sommet de la colline du Rain de l'Annot.

Située au village au carrefour de la route de la Hingrie et de la route du col de Fouchy, la chapelle consacrée à Notre-Dame du Bon-Secours a été bâtie dans le jardin de Jean-Baptiste Humbert, tailleur d’habits, et achevée en 1852. C’est l’abbé Lemaire, curé de la paroisse qui a consacré cette chapelle en présence de tous les membres du conseil de fabrique.
Le plafond de la chapelle est rénové en 1852 et les murs badigeonnés par l’entreprise de Frédéric Reymond de Sélestat. Le conseil de fabrique de la paroisse Sainte-Rosalie participe aux frais en accordant 400 francs, de même qu’un particulier qui a accordé la même somme pour faire l’appoint. En 1852 la chapelle est dotée de six soutanelles rouges avec manches et six surplis à ailes en baptiste mousseline, le tout pour une valeur de 190 francs. Huit lithographies sont placées dans la sacristie de la chapelle. L’abbé Lemaire, en qualité d’ancien sous-aumônier des dames du Sacré-Cœur de Kintzheim a obtenu plusieurs objets de valeur, dont une chasuble blanche, une chasuble à double face (d’un côté en soie et de l’autre en soie violette), une étole pastorale avec des fleurs brodées et une grande bourse de fleurs brodées pour donner la communion, de quelques corporaux et purificateurs, etc.
Vers 1906, la chapelle est consolidée et rénovée, et après la Seconde Guerre mondiale, le clocher en maçonnerie qui avait été endommagé est remplacé par une charpente légère. En 1981 on a refait les peintures. Le tableau représentant la Vierge protégeant le village, qui se trouve sur la façade de la chapelle, est l’œuvre d’un peintre local, Joseph Gauer. Le dernier propriétaire du terrain voisin, Paul Leromain, désirant vendre cette parcelle cadastrée, en 1994, s’est aperçu qu’il était aussi propriétaire de la chapelle. En septembre 1993 la commune qui avait hérité de l’édifice rachète le terrain sur lequel était bâtie la chapelle car il restait toujours la propriété des héritiers. La décision de céder la chapelle à la commune est entérinée pour un franc symbolique. Dans une enquête pastorale réalisée en 1883 on y mentionne cette chapelle au centre du village consacrée à Notre-Dame du Bon-Secours dont la fête patronale est le 24 mai.

#### Bornes armoriées

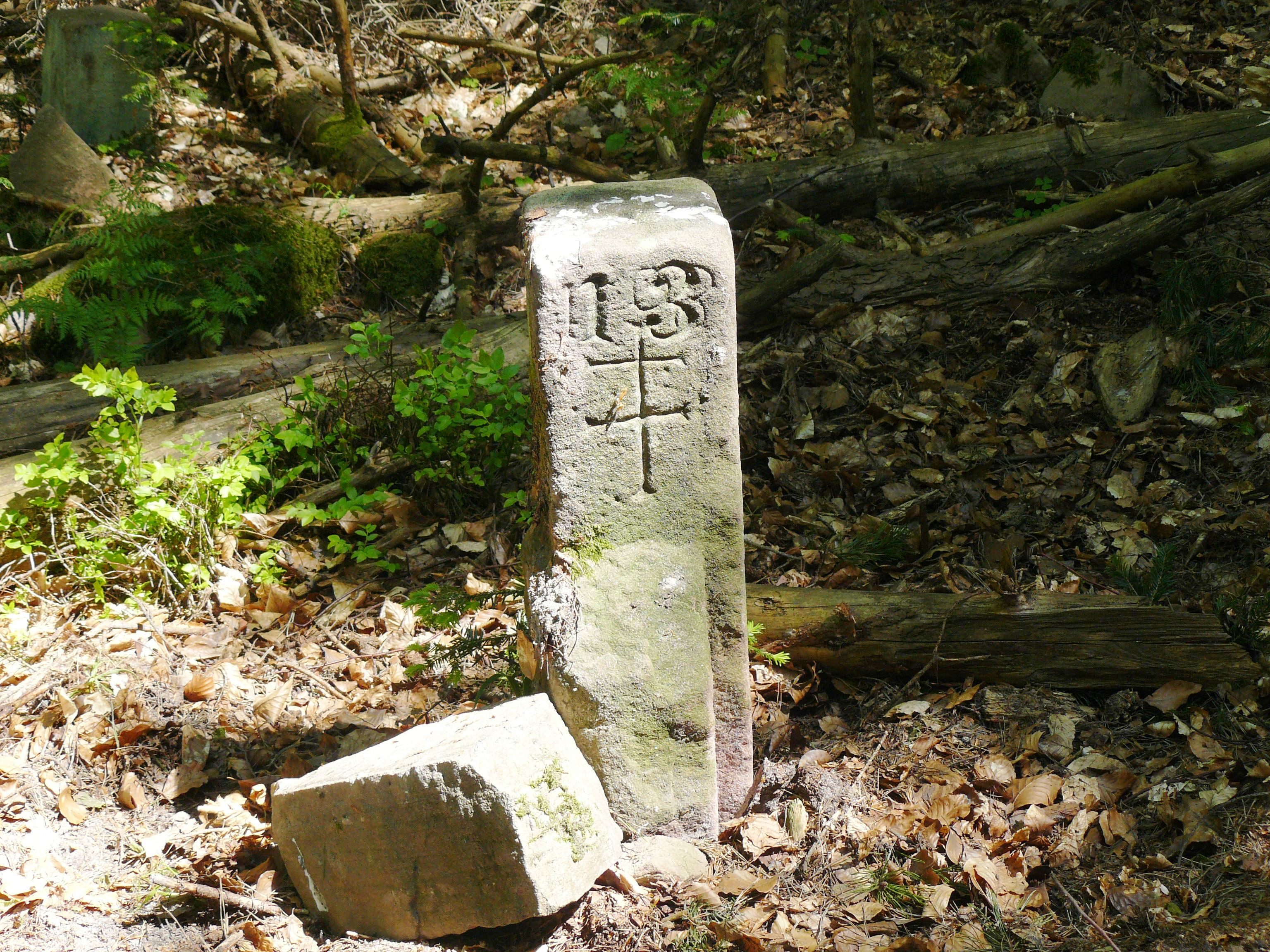
Ancienne borne frontalière installée en 1780 séparant le Comte-Ban et le Duché de Lorraine entre les communes de Breitenau et Rombach-le-Franc.

La commune de Rombach-le-Franc était autrefois, avant la Révolution séparée par la forêt supérieure du Comte-Ban qui passait par les communes de Breitenau, Neubois et en partie par l'actuelle forêt domaniale de La Vancelle. La forêt du Comte-Ban comportait 215 bornes dont la quasi-totalité ont été martelées au cours de la Révolution. Seule une dizaine de ces bornes ont été épargnées par les révolutionnaires. La forêt du Comte-Ban appartenant jusqu'en 1789 au Grand Chapitre de la Cathédrale de Strasbourg, propriétaire aussi du château du Frankenbourg. Entre 1764-1766 le chapitre a fait procéder à l'abornement de la forêt supérieure en gravant sur chaque pierre l'année 1764 et le blason des comtes de Werde les premiers propriétaires du domaine. Certaines anciennes pierres-bornes datées de 1708 et déjà sur place ont été réutilisées. Ces pierres-bornes passaient en partie entre les territoires jouxtant Rombach-le-Franc et les communes de Breitenau et Neubois et sont marquées de chaque côté de la Croix de Lorraine et de l'autre du blason du Landgraviat. À cet endroit, elles marquent la séparation de la frontière entre Rombach-le-Franc, fief du Duché de Lorraine et le Comte-Ban. Elles séparaient également la limite entre le département du Haut-Rhin et le Bas-Rhin. Par la suite d'autres bornes sont venues s'ajouter pour indiquer la limite d'une petite forêt appartenant à Sélestat, au-dessus du haut de La Vancelle. Elles sont toujours visibles aujourd'hui et datent de 1780 portant le monogramme de Sélestat et les initiales de A.L. qui veulent dire « Allemand Rombach », l'ancien nom de Rombach-le-Franc. D'autres bornes ont été implantées en 1823 portant les initiales A.L. pour marquer la limite du territoire communal avec Lièpvre vers le haut de La Vancelle sur le chemin qui va à la roche des fées. Enfin, il existe quatre bornes datées de 1764 proches de la frontière avec la commune martelées des initiales de la Collégiale Saint-Georges de Nancy qui a succédé au prieuré de Lièpvre, après le ruisseau de la Vaurière, mais installées sur la commune de Lièpvre. La cinquième borne portant le numéro 31 se trouve au Kast. On y distingue sur l'un des côtés de la borne une crosse abbatiale avec les lettres S.G. qui veulent dire Saint-Georges. La forêt sur laquelle se trouvent ces bornes appartenait aux moines du prieuré de Lièpvre, puis à la Collégiale de Nancy lorsque les ducs de Lorraine ont évincé les moines.

#### Calvaires et croix qui jalonnent les routes et sentiers de Rombach-le-Franc

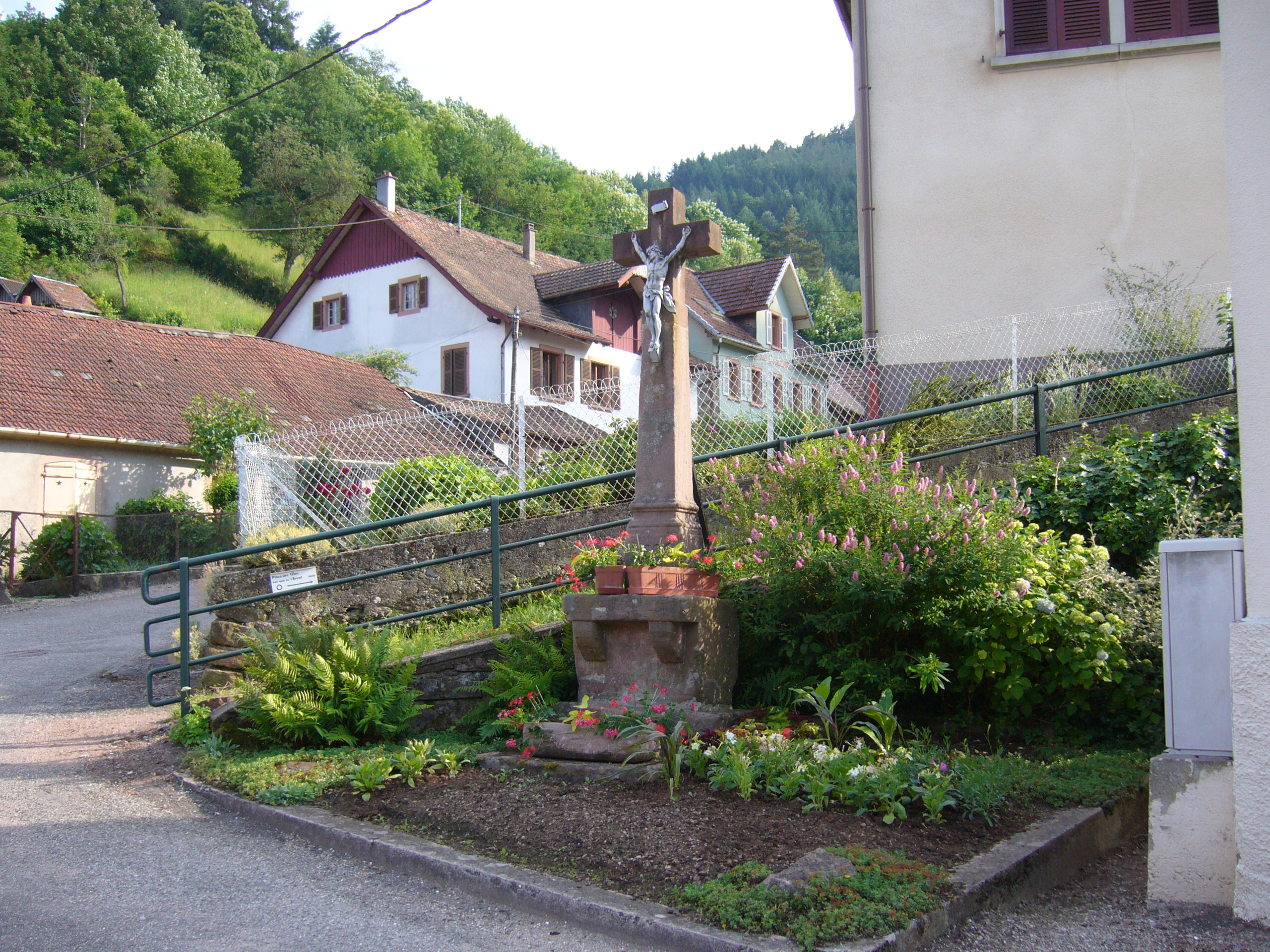
Calvaire de Hargoutte.

## Autres petit patrimoine
- Calvaire de Hargoutte : le plus vieux calvaire de la commune. Il est daté de 1720.
- Bornes limites de frontières : on peut encore apercevoir une dizaine de vieilles bornes datées de 1680 situées entre le col du Petit Haut et le Grand Haut, en suivant la crête du Haut de la Vancelle. Sur ces bornes on distingue la croix de Lorraine du côté de Rombach-le-Franc et de l'autre côté les armoiries du comte-ban de Frankenbourg.
- Grotte Notre Dame de Lourde : construite en 1912 au-dessus de la colline de Hargoutte.

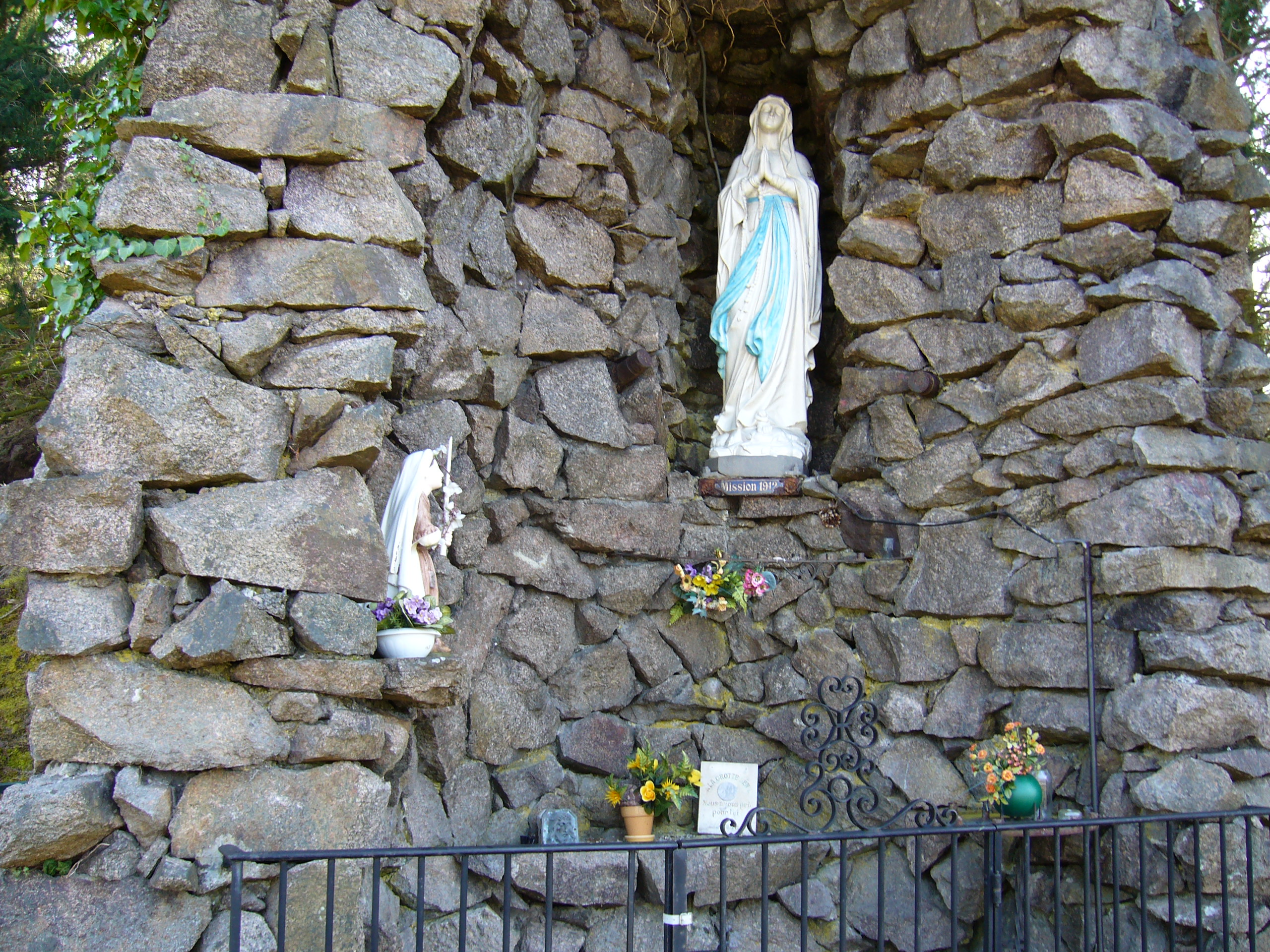
Rombach-le-Franc : grotte de Notre-Dame de Lourdes sur la colline de Hargoutte.

- Fontaines : le village conserve encore une dizaine de vieilles fontaines qui étaient utilisées au XIXe siècle par les habitants pour y puiser l'eau et laver le linge.
- Statue du Sacré Cœur :

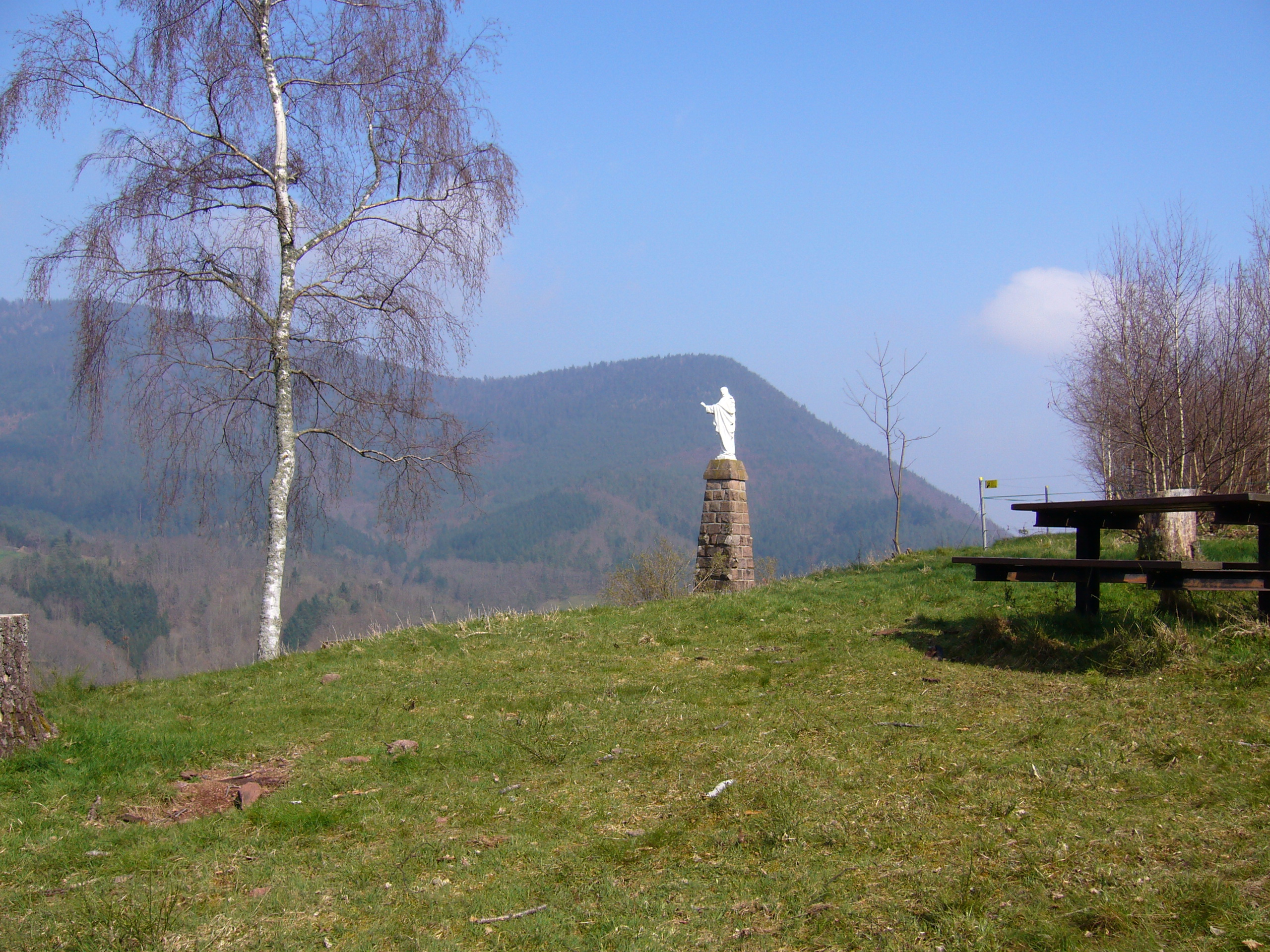
Rombach-le-Franc : statue du Sacré Cœur sur la colline du Rain de l'Annot.

inaugurée en 1947 sur la colline du Rain de l'Annot en signe de remerciement pour avoir préservé le village de la destruction lors de la Seconde Guerre mondiale.

## Des lieux évocateurs
- Biagoutte

Au XVIIIe siècle, ce lieu-dit s'appelait Blagoutte comme le montre la carte Cassini du XVIIIe siècle.
- La Besse des pentes

Vers la route de la Hingrie rappelle la superstition de nos ancêtres pour ce lieu reconnu comme un haut lieu où les sorcières se réunirent pour leurs sabbats.
- Belhengoutte

Autrefois, il existait dans cet endroit une mine qui a fonctionné entre 1611 et 1614.
- Bestégoutte

On trouve ce lieu-dit en 1606 sous le nom de Bustelgoutte et à partir de 1759 sous le nom de Bestégoutte.
- Chambrette

Pourrait désigner une ancienne propriété appartenant aux moines du prieuré de Lièpvre, peut-être un lieu de repos et de soins pour les habitants de la vallée.
- Le Champ des Huttes : de nombreuses huttes étaient construites sur cette colline au-dessus de la Biaise, avant la guerre de Trente Ans, huttes habitées par les plus pauvres de la commune. Avant la Révolution, les verriers habitaient encore ces huttes.
- Le cheval poirier

C’est le nom d’une colline où un cheval d’un seigneur aurait trouvé la mort en se brisant les os contre un poirier.
- Le Coterain

Endroit qui se trouve au pied du grand virage en direction du col de Fouchy.
- Grandgoutte

Lieu-dit de Rombach-le-Franc, au sud-ouest qui se trouve à l'écart du village au-dessus du Cheval Poirier. Ce lieu-dit a commencé à être exploité dès le XVIe siècle en raison d'importants filons d'ankérite et de quartz, ainsi que de minéraux métalliques disséminés : chalcopyrite, malachite, tétraédrite, bornite, bournonite. Le filon de Grangoutte contenait aussi d'importantes lentilles de barytine. Dès le XVIe siècle, le filon de Grandgoutte aurait été exploité pour le cuivre et l'argent. Une galerie de 85 mètres et un puits avaient été aménagés pour extraire environ 20 000 tonnes de barytine jusqu'en 1940.
- Hargoutte

Nom qui voulait dire hare en patois et qui évoquait la culture de pommes de terre sur une terre très pauvre dans des portions communales.
- La Longire

Lieu-dit déjà connu en 1441.
- Naugigoutte

Certains étymologistes le font dériver de nannestohl cité dans le diplôme de Charlemagne en 774 et Lothaire Ier en 854. D'autres prétendent qu'il s'agit du Chalmont.

## Anciennes mines
Tout comme les autres agglomérations du Val d'Argent, Rombach-le-Franc a connu une période faste grâce à ses mines, dont la plus célèbre la mine Saint Georges produisait énormément de cuivre et nécessitait une main-d’œuvre assez importante. Un autre filon, celui de Grandgoutte connu depuis le XVIe siècle a été exploité pour le cuivre et l'argent. Cette mine contenait de l'ankérite et du quartz ainsi que des minéraux métalliques disséminés (chalcopyrite, malachite, tétraédrite, bornite, bournonite). Le filon de Grangoutte au sud-est de Rombach-le-Franc était aussi connu pour contenir d'importantes lentilles de barytine. Une galerie de 85 mètres et un puits permettait d'accéder au cœur de la mine. Avant 1940, on a extrait environ 20,000 tonnes de barytine de cette mine.

## Survivance des anciennes coutumes

### Le jour de la bure
On retrouve des réminiscences d'anciennes coutumes dans les anciennes enclaves lorraines en Alsace dont le val de Lièpvre a fait partie jusqu'en 1766. L'une de ces anciennes coutumes est le jour de « la bure » ou des « fête des brandons » qui se déroule généralement à la fin de l'hiver ou au début du printemps. La fête de la bure que les alsaciens nomment « Burefassenach » (carnaval des paysans) est mentionnée dans les montagnes des Vosges dès le XIIIe siècle. Cette fête est avant tout une fête agricole qui a traversé les siècles et qui continue d'être en vigueur à Rombach-le-Franc.

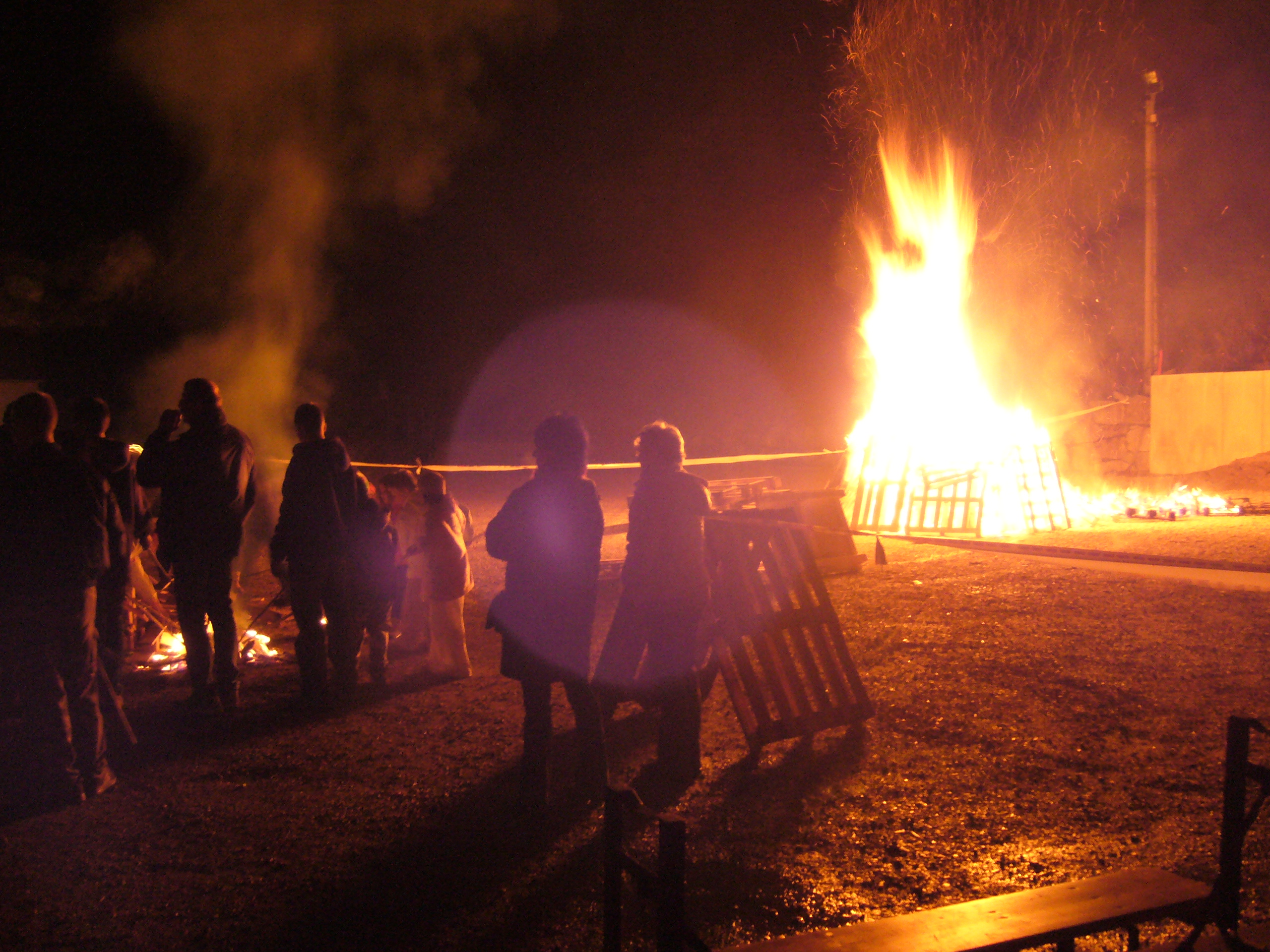
Feu de la bure le 31 mars 2007 sur la place des fêtes.

### Le dressage du bûcher
Dès le mois de février, les enfants et jeunes gens faisaient le tour du village avec une charrette pour ramasser tout ce qui pouvait servir à allumer le feu, puis à l'entretenir : vieux papiers, cartons, paille, fagots de genêts… On s'arrêtait devant chaque maison en criant en patois lorrain « du bois pour la bure ». Le bûcher se dressait généralement sur une hauteur dominant le village. Le bûcher était surmonté d'un sapin ou d'une longue perche de paille.

### La fabrication des chidôles
Une autre étape importante est la fabrication des disques de bois appelés en dialecte roman-lorrain « chidônes » ou « chidôles ». Il s'agissait de bûches d'un diamètre de 10 à 12 cm qui était taillées en disques d'où l'expression « lancer de disques » en Lorraine. On employait si possible du « hêtre déjà germé », ce qui favorisait la combustion. Les disques percés d'un trou dans leur milieu avaient un pourtour émincé qui facilitait leur envol. C'étaient des soucoupes volantes en miniature. Des gaules de bois vert de deux centimètres de long (de préférence en coudrier) appelés « corées » permettaient de les placer dans le feu.

### Le cortège
Il était constitué exclusivement d'hommes ou de jeunes garçons. Le jour des « bures », tout était prêt et le soir il se formait un cortège. En tête, les musiciens suivis des « buriers » qui devaient « garder le feu », donc l'entretenir comme dans les temps immémoriaux où l'on n'avait pas la possibilité de rallumer facilement. C'étaient les lanceurs de disques qui portaient les chidôles en bandoulière. Derrière eux la jeunesse fermait la marche. Tout le monde se dirigeait allégrement vers la hauteur où devait se dérouler la fête proprement dite.

### Le déroulement de la cérémonie
La mise à feu du brandon par le plus âgé des buriers était le signal du départ de la fête. Pendant que les flammes s'élevaient, les jeunes gens dansaient autour du bûcher en chantant. Lorsqu'il devenait possible de s'approcher du feu, les enfants sautaient à travers les flammes, tandis que les lanceurs de disques se mettaient en place conformément à la tradition. Chacun introduisait alors sa corée dans le trou de la « chidôle » et la plaçait dans le brasier où elle flambait instantanément. On la saisissait alors rapidement à l'aide de la baguette pour la faire tournoyer en l'air avant de la lancer avec des cris de joie sur une planche posée obliquement et surplombant le vide. La « chidôle » semant des étincelles, après avoir rebondi sur la planche, était propulsé dans le ciel nocturne où elle décrivait une longue courbe lumineuse, avant de rebondir plusieurs fois sur le sol comme un feu follet. Pendant ce vol éphémère les buriers finançaient les jeunes gens qui s'étaient souvent connus au cours des veillées. Si la courbe de la chidôle était ascendante, ils criaient : « Il y a promesse de mariage entre le couple ». Il arrivait que des jeunes filles donnent des beignets aux enfants avant le départ du cortège afin qu'ils interviennent auprès des buriers pour citer leur nom avec celui de leur élu.

### Disparition progressive de la coutume
Cette coutume était encore très répandue au début du XXe siècle. À titre d'exemple le 11 février 1913, on pouvait observer en Forêt-Noire treize grands feu, tandis qu'en Alsace, celui du Grand Ballon était visible de toute la région mulhousienne. Monsieur V. Kuentzmann qui a recueilli les légendes et les traditions du Val de Lièpvre nous rapporte que les buriers parfois allumaient parfois un immense brandon au Chalmont illuminant une partie de la vallée. Mais les autorités en place ont essayé d'interdire ces immenses brasiers. Un édit du 14 juin 1780 émanant de la chancellerie ducale de Lorraine menaçait de punition sévère ceux qui organisaient ces feux. La coutume bien enracinée dans les mœurs disparut cependant à Sainte-Marie-aux-Mines en 1842. En effet les chidôles incandescentes tombaient sur les toits des chaumes et risquaient de mettre le feu aux habitations à une époque où il n'existait pas encore de service de lutte contre le feu et où l'eau manquait cruellement.
(Source : Jean Paul Patris dans Nos paysans d'autan, p. 254-257)

### Le kirsch
Rombach-le-Franc fut de tout temps une commune très réputée pour son eau-de-vie faite à partir de cerises, plus communément appelée le « kirsch ». Il existe encore de nombreux cerisiers dans la commune. Cependant, cette pratique tend à disparaître en raison de la fiscalité très élevée. On fabrique aussi du « quetsch » ou eau-de-vie de prunes, mais également de la pomme. Il faut énormément de fruits pour produire de l'eau-de-vie qui est souvent consommée sur place. En 1894, le village disposait encore de 120 bouilleurs de cru, contre 41 encore dans les années 1960. La commune était aussi réputée pour ses liqueurs faites à partir de bourgeons de sapins contre la toux et le mal de gorge et pour les liqueurs à partir de racines de gentianes censées améliorer la digestion. Aujourd'hui, cette pratique a disparu.

### Jumelages
- Les Quatre-Routes-du-Lot (Lot)

## Personnalités liées à la commune
- Paul Birckel
- Louis et Eugène Jacquot